# Перелік об'єктів культурної спадщини Шевченківського району міста Києва
Перелік об'єктів культурної спадщини Києва
Правий берег
- Голосіївський район

- Байкове кладовище

- Оболонський район
- Печерський район
- Подільський район
- Святошинський район
- Солом'янський район
- Шевченківський район

- Лук'янівське кладовище

Лівий берег
- Дарницький район
- Деснянський район
- Дніпровський район

У статті наведений перелік об'єктів культурної спадщини Шевченківського району міста Києва станом на 1 січня 2012 р.
Для зручності користування в окрему статтю винесений масив об'єктів Лук'янівського кладовища:
- Перелік об'єктів культурної спадщини Лук'янівського кладовища

Джерело інформації: перелік об'єктів культурної спадщини міста Києва, оприлюднений Головним управлянням охорони культурної спадщини КМДА 15 лютого 2012 року на офіційному сайті. Як повідомило Управління, перелік складений на підставі наявної інформації; передбачається регулярне оновлення інформації згідно з новими документами, виданими державними та місцевими органами влади.
На сайті Управління зазначено:

| В кожному окремому випадку для визначення статусу об'єкту необхідно звернутись до Головного управління охорони культурної спадщини виконавчого органу Київської міської ради (Київської міської державної адміністрації) з відповідним запитом у зв'язку зі змінами назв вулиць, нумерації будинків, літерних позначень та моніторингу стану об'єктів культурної спадщини на поточний період[2]. |
Статус об'єктів культурної спадщини затверджується:
- Пам'ятки національного значення — постановами Ради міністрів УРСР, Кабінету Міністрів України.
- Пам'ятки місцевого значення — рішеннями Київського міськвиконкому, Розпорядженнями КМДА, Наказами Міністерства культури України.
- Щойно виявлені об'єкти культурної спадщини — наказами Комітету, або Управління (Головного управління) охорони пам'яток (культурної спадщини).

Відповідно кольором в списку позначені:
|  | Пам'ятки національного значення |
|  | Пам'ятки місцевого значення     |

## Об'єкти культурної спадщини Шевченківського району
| Номер   | Назва | Дати | Адреса | Охоронний номер   | Документ про взяття на облік | Примітки              |
| ------- | --- | --- | --- | ----------------- | --- | --------------------- |
| 1       | Будинок прибутковий | 1910 р. | Січових Стрільців вул., 7                                                                                         | № 514             | Наказ Міністерства культури і туризму України від 07.11.2008 № 1285/0/16-08 |                       |
| 2       | Флігель житловий | 1900 р. | Січових Стрільців вул., 9в (б)                                                                                    | № 533-Кв          | Наказ Міністерства культури і туризму України від 18.02.2009 № 100/0/16-09 |                       |
| 3       | Будинок прибутковий, у якому мешкали відомі художники | Рубіж XIX—XX ст.; 1906, 1910—1911                                                                                 | Січових Стрільців вул., 10/1                                                                                      | № 534-Кв          | Наказ Міністерства культури і туризму України від 18.02.2009 № 100/0/16-09 |                       |
| 4       | Будинок прибутковий | 1911 р. | Січових Стрільців вул., 12                                                                                        | № 301-Кв          | Наказ Міністерства культури і туризму України від 18.02.2009 № 100/0/16-09 |                       |
| 5       | Будинок прибутковий | 1903 р.; 1906—1907 рр.                                                                                            | Січових Стрільців вул., 13                                                                                        | № 302-Кв          | Наказ Міністерства культури і туризму України від 18.02.2009 № 100/0/16-09 |                       |
| 6       | Будинок прибутковий | 1898—1899 рр. | Січових Стрільців вул., 14                                                                                        | № 535-Кв          | Наказ Міністерства культури і туризму України від 18.02.2009 № 100/0/16-09 |                       |
| 7       | Будинок прибутковий | 1911 р.; 1914 р. (надбудова), 1941 р. (прибудова)                                                                 | Січових Стрільців вул., 14а                                                                                       | № 536-Кв          | Наказ Міністерства культури і туризму України від 18.02.2009 № 100/0/16-09 |                       |
| 8       | Будинок прибутковий, у якому мешкав С. Реформаторський, розміщувалася жіноча гімназія Н. Конопатської | 1901—1902 (дата спорудження); 1903—1904, 1919 рр. (дати події)                                                    | Січових Стрільців вул., 18                                                                                        | № 538-Кв          | Наказ Міністерства культури і туризму України від 13.07.2009 № 521/0/16-09 |                       |
| 9       | Будинок прибутковий | 1902 р. | Січових Стрільців вул., 21/1                                                                                      | № 600-Кв          | Наказ Міністерство культури і туризму України від 15.09.2010 № 706/0/16-10 |                       |
|         | Садиба міська: Січових Стрільців, 24 | | | № 435-Кв          | Наказ Міністерства культури і туризму України від 16.06.2007 № 662/0/16-07 |                       |
| 10      | Будинок житловий, у якому містилися: у 1910—1914, 1918 рр. казарми Бесарабського полку; у 1941 — штаб Київського укріпрайону | 2-га пол. XIX ст., 1886 р. (надбудова)                                                                            | Січових Стрільців вул., 24а                                                                                       | № 435/1           | Наказ Міністерства культури і туризму України від 16.06.2007 № 662/0/16-07 |                       |
| 11      | Флігель житловий, у якому у 1910—1914, 1918 рр. містилися казарми Бесарабського полку | Кінець XIX ст., 1910-ті рр.                                                                                       | Січових Стрільців вул., 24б                                                                                       | № 435/2           | Наказ Міністерства культури і туризму України від 16.06.2007 № 662/0/16-07 |                       |
| 12      | Будинок житловий комунальників | 1935 р. | Січових Стрільців вул., 26а                                                                                       | № 539/2-Кв        | Наказ Міністерства культури і туризму України від 13.07.2009 № 521/0/16-09 |                       |
| 13      | Будинок житловий | 1890 р., 1990 р.; 2005 р. (реставрація)                                                                           | Січових Стрільців вул., 26                                                                                        | № 539/1-Кв        | Наказ Міністерства культури і туризму України від 13.07.2009 № 521/0/16-09 |                       |
|         | Садиба міська: Січових Стрільців, 26 | 1890 р. | Січових Стрільців вул., 26                                                                                        | № 539-Кв          | Наказ Міністерства культури і туризму України від 13.07.2009 № 521/0/16-09 |                       |
| 14      | Будівля фабрики штучних мінеральних вод | 1913 р. | Січових Стрільців вул., 26б                                                                                       | № 539/3           | Наказ Міністерства культури і туризму України від 13.07.2009 № 521/0/16-09 |                       |
| 15      | Будинок, де розміщувалися приватні навчальні заклади Жекуліної А. В.; в 1944 р. містився евакогоспіталь, де помер Ватутін М. Ф. | 1911—1912 рр. | Січових Стрільців вул., 27                                                                                        | № 540-Кв          | Наказ Міністерства культури і туризму України від 13.07.2009 № 521/0/16-09 |                       |
| 16      | Будинок прибутковий | 1903 р. | Січових Стрільців вул., 31                                                                                        | № 541-Кв          | Наказ Міністерства культури і туризму України від 13.07.2009 № 521/0/16-09 |                       |
| 17      | Будинок житловий | 1913 р. | Січових Стрільців вул., 33а                                                                                       | № 203-Кв          | Наказ Міністерства культури і туризму України від 13.07.2009 № 521/0/16-09 |                       |
| 18      | Будинок прибутковий | 1913—1914 (?) рр.                                                                                                 | Січових Стрільців вул., 35/1                                                                                      | № 542-Кв          | Наказ Міністерства культури і туризму України від 13.07.2009 № 521/0/16-09 |                       |
| 19      | Будинок житловий в якому у проживав М. Даміловський | 1913—1915 рр.; 1917—1942 рр. (дата події)                                                                         | Січових Стрільців вул., 40/1                                                                                      | № 543-Кв          | Наказ Міністерства культури і туризму України від 13.07.2009 № 521/0/16-09 |                       |
| 20      | Будинок житловий | 1910 р. | Січових Стрільців вул., 42                                                                                        | № 303             | Наказ Міністерства культури і туризму України від 13.07.2009 № 521/0/16-09 |                       |
| 21      | Флігель житловий із риборозплідником | 1910 р. | Січових Стрільців вул., 45д                                                                                       | № 544             | Наказ Міністерства культури і туризму України від 13.07.2009 № 521/0/16-09 |                       |
| 22      | Особняк, у якому у 1940—1950-х рр. проживали В. І. Василевська, українська письменниця; О. Є. Корнійчук, письменник, драматург, кіносценарист | 1945 р. | Січових Стрільців вул., 46                                                                                        | № 602-Кв          | Наказ Міністерство культури і туризму україни від 15.09.2010 № 706/0/16-10 |                       |
|         | Садиба міська: Січових Стрільців, 46 | | |                   | |                       |
| 23      | Брама вхідна до садиби | Кінець XIX ст. | Січових Стрільців вул., 46                                                                                        | № 601-Кв          | Наказ Міністерства культури і туризму України від 15.09.2010 № 706/0/16-10 |                       |
| 24      | Будинок житловий | 1913—1914 рр. | Січових Стрільців вул., 47                                                                                        | № 204             | Наказ Міністерства культури і туризму України від 13.07.2009 № 521/0/16-09 |                       |
| 25      | Будинок робітників Наркомюсту, у якому у 1947—1975 рр. жив А. Г. Кікоть, співак, народний артист України | 1930—1933 рр. | Січових Стрільців вул., 48                                                                                        | № 545             | Наказ Міністерства культури і туризму України від 13.07.2009 № 521/0/16-09 |                       |
| 26      | Флігель житловий | 1910-ті рр. | Січових Стрільців вул., 54                                                                                        | 546               | Наказ Міністерства культури і туризму України від13.07.2009 № 521/0/16-09 |                       |
| 27      | Будинок прибутковий | 1910-ті рр. | Січових Стрільців вул., 55                                                                                        |                   | Наказ Головного управління охорони культурної спадщини від 10.06.20011 № 10/34-11 |                       |
| 28      | Флігель житловий | 1887 р. | Січових Стрільців вул., 55б                                                                                       |                   | Наказ Головного управління охорони культурної спадщини від 25.06.2011 № 10/38-11 |                       |
| 29      | Будинок житловий | 1910—1912 рр. | Січових Стрільців вул., 58/2                                                                                      | № 304/1           | Наказ Міністерства культури і туризму України від 13.07.2009 № 521/0/16-09 |                       |
|         | Садиба міська: Січових Стрільців, 58 | 1910—1913 рр. | Січових Стрільців вул., 58                                                                                        | № 304             | Наказ Міністерства культури і туризму України від 13.07.2009 № 521/0/16-09 |                       |
| 30      | Флігель житловий | 1910—1912 рр. | Січових Стрільців вул., 58/2-в                                                                                    | № 304/2           | Наказ Міністерства культури і туризму України від 13.07.2009 № 521/0/16-09 |                       |
| 31      | Будинок прибутковий | 1910—1911 рр. | Січових Стрільців вул., 66                                                                                        | № 305             | Наказ Міністерства культури і туризму України від 13.07.2009 № 521/0/16-09 |                       |
| 32      | Будинок прибутковий | Кінець XIX ст. | Січових Стрільців вул., 72                                                                                        |                   | Наказ Головного управління охорони культурної спадщини від 25.06.2011 № 10/38-11 |                       |
| 33      | Будинок прибутковий | 1899—1900 рр.; 1930 рр. (перебудова)                                                                              | Січових Стрільців вул., 74                                                                                        | № 547             | Наказ Міністерства культури і туризму України від 13.07.2009 № 521/0/16-09 |                       |
| 34      | Будинок житловий | 1930-ті рр. | Січових Стрільців вул., 76                                                                                        |                   | Наказ Головного управління охорони культурної спадщини від 25.06.2011 № 10/38-11 |                       |
| 35      | Будинок прибутковий | Кінець XIX — початок XX ст.                                                                                       | Січових Стрільців вул., 81/1                                                                                      | № 548             | Наказ Міністерства культури і туризму України від 13.07.2009 № 521/0/16-09 |                       |
| 36      | Будинок прибутковий | 1899—1900 рр. | Січових Стрільців вул., 84                                                                                        | № 549             | Наказ Міністерства культури і туризму України від 13.07.2009 № 521/0/16-09 |                       |
|         | Комплекс єврейської лікарні, що була відкрита у 1862 р., де працювали відомі київські лікарі | 1903—1906 рр. | Багговутівська вул., 1                                                                                            |                   | Наказ Головного управління охорони культурної спадщини від 10.06.2011 № 10/34-11 |                       |
| 37      | Лікарняний корпус для хворих на легені (туберкульозний) | 1909—1910 рр. | Багговутівська вул., 1                                                                                            |                   | Наказ Головного управління охорони культурної спадщини від 10.06.2011 № 10/34-11 |                       |
| 38      | Інфекційний корпус (епідеміологічний) | 1903 р.; 1905—1906 рр.                                                                                            | Багговутівська вул., 1                                                                                            |                   | Наказ Головного управління охорони культурної спадщини від 10.06.2011 № 10/34-11 (архітектури та містобудування) |                       |
| 39      | Неврологічний корпус | 1905 р. | Багговутівська вул., 1                                                                                            |                   | Наказ Головного управління охорони культурної спадщини від 10.06.2011 № 10/34-11 |                       |
| 40      | Будинок першого дитячого корпусу (корпус 11, онкологічний диспансер), на адресу якого надходили листи для організаційного комітету II з'їзду РСДРП, працював Чернов В., педіатр                                                                                                | 1893—1895 (дата спорудження); 1903, 1905—1906 рр. (дата події)                                                    | Багговутівська вул., 1                                                                                            |                   | Рішення виконавчого комітету Київської міськради народних депутатів від 30.07.1984 № 693 (історія) |                       |
| 41      | Залишки Федорівського храму XIX століття | | Багговутівська вул., 4а                                                                                           |                   | Наказ Головне управління охорони культурної спадшини від 21.07.2008 № 10/19-08 |                       |
| 42      | Пам'ятник робітникам заводу «Укркабель», що загинули в роки Великої Вітчизняної війни | 1965 | Багговутівська вул., 10                                                                                           |                   | Рішення виконавчого комітету Київської міськради народних депутатів від 27.01.1970 № 159 |                       |
| 43      | Особняк | 1910 р. | Багговутівська вул., 14                                                                                           |                   | Наказ Головного управління охорони культурної спадщини від 25.06.2011 № 10/38-11 |                       |
| 44      | Будинок прибутковий | Кінець XIX ст. | Багговутівська вул., 16                                                                                           |                   | Наказ Головного управління охорони культурної спадщини від 10.06.2011 № 10/34-11 |                       |
| 45      | Будинок прибутковий | 1910—1915 (?) рр.                                                                                                 | Багговутівська вул., 32                                                                                           |                   | Наказ Головного управління охорони культурної спадщини від 25.06.2011 № 10/38-11 |                       |
| 46      | Декоративний ансамбль дитячої бібліотеки | 1982 р. | Корчака Януша вул., 60                                                                                            | № 0/0             | Наказ Головного управління охорони культурної спадщини від 25.06.2011 № 10/38-11 |                       |
| 47      | Будівля Інституту гематології та переливання крові | | Берлинського Максима вул., 12                                                                                     |                   | Наказ Головного управління охорони культурної спадщини від 25.09.2006 № 53 |                       |
| 48      | Ринок критий («Бесарабський») | 1910—1913 рр. | Бессарабська пл., 2                                                                                               | № 899             | Постанова Ради Міністрів УРСР від 06.09.1979 № 442 |                       |
| 49      | Будинок прибутковий | Початок XX ст. | Бехтеревський пров., 8б                                                                                           |                   | Рішення міськвиконкому № 49 від 21.01.86 Руїни |                       |
|         | Комплекс споруд Києво-Покровського жіночого монастиря | Кінець XIX — початок XX ст.                                                                                       | Бехтеревський пров., 12, 15                                                                                       |                   | Наказ Головного управління охорони культурної спадщини від 25.06.2011 № 10/38-11 |                       |
| 50      | Монастирський готель (корп. 24) | Початок XX ст. | Бехтеревський пров., 12б                                                                                          |                   | Наказ Головного управління охорони культурної спадщини від 25.06.2011 № 10/38-11 |                       |
| 51      | Будинок прибутковий | 1901 р. | Бехтеревський пров., 13                                                                                           |                   | Наказ Головного управління охорони культурної спадщини від 25.09.2006 № 53 |                       |
| 52      | Флігель | 1912 р. | Бехтеревський пров., 13а                                                                                          |                   | Наказ Головного управління охорони культурної спадщини від 25.09.2006 № 53 |                       |
| 53      | Брама (корпус № 25), «Святі ворота» | 1891 р. ; 1897—1898 рр. (перебудова)                                                                              | Бехтеревський пров., 15                                                                                           | № 2/3             | Рішення виконавчого комітету Київської міськради народних депутатів від 21.01.1986 № 49 |                       |
| 54      | Корпус 23 (просфірня, просфірна лавка, лікарня) | 1898 р.; 1990—1992 рр. (реставрація)                                                                              | Бехтеревський пров., 15                                                                                           | № 2/5             | Рішення виконавчого комітету Київської міськради народних депутатів від 18.11.1986 № 1107 |                       |
| 55      | Корпус 15 (будинок лікарні) | 1897—1899 рр. | Бехтеревський пров., 15                                                                                           | № 2/4             | Рішення виконавчого комітету Київської міськради народних депутатів від 18.11.1986 № 1107 |                       |
| 56      | Собор Миколаївський | 1896—1911 рр. | Бехтеревський пров., 15                                                                                           | № 2/1             | Рішення виконавчого комітету Київської міськради народних депутатів від 22.11.1982 № 1804 |                       |
| 57      | Корпус головний /1/ і Покровська церква | 1888—1890 рр. ; 1980-ті рр. (реставрація)                                                                         | Бехтеревський пров., 15                                                                                           | № 2/2             | Рішення виконавчого комітету Київської міськради народних депутатів від 21.01.1986 № 49 |                       |
| 58      | Пам'ятний знак на честь робітників Лук'янівського трамвайного депо, що загинули на фронтах Великої Вітчизняної війни | 1983 р. | Білоруська вул., 1                                                                                                | № 0/0             | Рішення виконавчого комітету Київської міськради народних депутатів від 17.11.1987 № 1112 |                       |
| 59      | Олександріївський дитячий притулок | 1899—1900 рр. | Білоруська вул., 40 (сучасна адреса вул., Деревлянська, 13)                                                       |                   | Наказ Головного управління охорони культурної спадщини від 25.09.2006 № 53 |                       |
| 60      | Комерційне училище, де викладали відомі вчені | 1911—1912 рр. | Горської Алли пров., 3                                                                                            | № 329             | Розпорядження Київської міської державної адміністрації від 11.03.1998 № 520. архітектура |                       |
| 61      | Могильник | | Велика Житомирська вул., 11                                                                                       | № 0/0             | Наказ Головного управління охорони культурної спадщини від 25.09.2006 № 53 |                       |
| 62      | Поселення та могильник | V—XIII, IX—XIII ст.                                                                                               | Велика Житомирська вул.,                                                                                          |                   | Рішення виконавчого комітету Київської міськради народних депутатів від 17.11.1987 № 1112 |                       |
| 63      | Присутствені місця з будинком міської поліції | 1854—1857 рр.; 1897—1898 рр. (поліція), 1900 р. (надбудова); 1908—1909 рр. (надбудова); 1987—1988 рр. (надбудова) | Велика Житомирська вул., 1-3/15                                                                                   | № 14              | Рішення виконавчого комітету Київської міськради народних депутатів від 22.11.1982 № 1804 |                       |
|         | Комплекс присутствених місць та пожежного депо | | Велика Житомирська вул., 1-5/13-15                                                                                |                   | |                       |
| 64      | Київське реальне училище | 1858—1861 рр. | Велика Житомирська вул., 2                                                                                        | № 3-Кв            | Наказ Міністерства культури і туризму України від 03.02.2010 № 58/0/16-10 (архітектри), Рішення виконавчого комітету Київської міськради народних депутатів від 21.08.1975 № 840 (історія)                                                                                    |                       |
| 65      | Флігель | 1895 р. | Велика Житомирська вул., 4в                                                                                       | № 4/4-Кв          | Наказ міністерства Культури і туризму України від 03.02.2010 № 58/0/16-10 |                       |
|         | Садиба міська: Велика Житомирська, 4 | | Велика Житомирська вул., 4                                                                                        | № 4-Кв            | Наказ міністерства Культури і туризму України від 03.02.2010 № 58/0/16-10 |                       |
| 66      | Флігель | 2-га пол. XIX ст.                                                                                                 | Велика Житомирська вул., 4а                                                                                       | № 4/2-Кв          | Наказ міністерства Культури і туризму України від 03.02.2010 № 58/0/16-10 |                       |
| 67      | Будинок житловий | 1857 р.; 1883 р.; 1895 р. (надбудова)                                                                             | Велика Житомирська вул., 4                                                                                        | № 4/1-Кв          | Наказ міністерства Культури і туризму України від 03.02.2010 № 58/0/16-10 |                       |
| 68      | Флігель | 2-га пол. XIX ст.                                                                                                 | Велика Житомирська вул., 4б                                                                                       | № 4/3-Кв          | Наказ Міністерства Культури і туризму України від 03.02.2010 № 58/0/16-10 |                       |
| 69      | Будинок пожежного депо Старокиївської поліцейської дільниці | 1854—1857; 1870; 1914 (надбудова); 1924—1926; 1975—1978 (реконструкція)                                           | Велика Житомирська вул., 5/13                                                                                     | № 90              | Рішення виконавчого комітету Київської міськради народних депутатів від 21.01.1986 № 49 |                       |
| 70      | Будинок, у якому жив Стеценко К. Г. — композитор | 1910—1911 рр. | Велика Житомирська вул., 6                                                                                        | № 307/1-Кв        | Наказ міністерства Культури і туризму України від 03.02.2010 № 58/0/16-10 |                       |
|         | Садиба міська: Старокиївської аптеки | XIX — початок XX ст.                                                                                              | Велика Житомирська вул., 6/11                                                                                     | № 306-Кв          | Наказ міністерства Культури і туризму України від 03.02.2010 № 58/0/16-10 |                       |
| 71      | Будинок-вставка до будинку Старокиївської аптеки | 1911 | Велика Житомирська вул., 6/11                                                                                     | № 306/2-Кв        | Наказ міністерства Культури і туризму України від 03.02.2010 № 58/0/16-10 |                       |
| 72      | Флігельний будинок | 1911—1913 | Велика Житомирська вул., 6а                                                                                       | № 307/2-Кв        | Наказ міністерства Культури і туризму України від 03.02.2010 № 58/0/16-10 |                       |
| 73      | Будинок прибутковий, у якому містилась Старокиївська аптека; проживав Прахов А. В., мистецтвознавець; бували Васнецов В., Нестеров М., Мурашко О., художники | 1857—1858; 1949                                                                                                   | Велика Житомирська вул., 6/11                                                                                     | № 306/1-Кв        | Наказ міністерства Культури і туризму України від 03.02.2010 № 58/0/16-10 |                       |
|         | Садиба міська: Велика Житомирська, 6 6-А | | Велика Житомирська вул., 6                                                                                        | № 307-Кв          | Наказ міністерства Культури і туризму України від 16.06.2011 № 453/0/16-11 |                       |
| 74      | Будинок прибутковий | 1901—1904 рр. | Велика Житомирська вул., 8б                                                                                       | № 563/3-Кв        | Наказ міністерства Культури і туризму України від 03.02.2010 № 58/0/16-10 |                       |
| 75      | Будинок прибутковий | 1912 | Велика Житомирська вул., 8а                                                                                       | № 563/2-Кв        | Наказ міністерства Культури і туризму України від 03.02.2010 № 58/0/16-10 |                       |
|         | Садиба міська: Велика Житомирська, 8/14 | Початок XX ст. | Велика Житомирська вул., 8                                                                                        | № 563-Кв          | Наказ міністерства Культури і туризму України від 03.02.2010 № 58/0/16-10 |                       |
| 76      | Будинок прибутковий, у якому мешкали відомі діячі культури | 1910—1911 рр. | Велика Житомирська вул., 8/14                                                                                     | № 563/1-Кв        | Наказ міністерства Культури і туризму України від 03.02.2010 № 58/0/16-10 |                       |
| 77      | Будинок київського православного релігійно-освітнього товариства, у якому працювали Богдашевський Д., Гросу М., богословии | 1903 | Велика Житомирська вул., 9                                                                                        | № 309-Кв          | Наказ міністерства Культури і туризму України від 03.02.2010 № 58/0/16-10 (архітектура та містобудування), Наказ Головного управління охорони культурної спадщини від 25.09.2006 № 53 (історія)                                                                               |                       |
| 78      | Будинок прибутковий | 1881, 1909 | Велика Житомирська вул., 10                                                                                       | № 310-Кв          | Наказ міністерства Культури і туризму України від 03.02.2010 № 58/0/16-10 |                       |
| 79      | Будинок прибутковий, у якому у 1941—1943 рр. жив В. Г. Кричевський, живописець, графік, архітектор | 1904 р. | Велика Житомирська вул., 12                                                                                       | № 7-Кв            | Наказ міністерства Культури і туризму України від 03.02.2010 № 58/0/16-10 |                       |
| 80      | Будинок прибутковий | 1900—1901 рр. | Велика Житомирська вул., 13                                                                                       | № 311-Кв          | Наказ міністерства Культури і туризму України від 03.02.2010 № 58/0/16-10 |                       |
| 81      | Будинок прибутковий | Кінець XIX — початок XX ст., 1950-ті рр.                                                                          | Велика Житомирська вул., 16                                                                                       |                   | Наказ Головного управління охорони культурної спадщини від 10.06.2011 № 10/34-11 |                       |
| 82      | Будинок, у якому мешкали у 1938—1947 рр. Л. М. Гаккебуш, народна артистка; у 1930—1961 рр. П. Ф. Альошин, архітектор | 1928—1930 рр. | Велика Житомирська вул., 17                                                                                       | № 100-Кв          | Наказ міністерства Культури і туризму України від 03.02.2010 № 58/0/16-10 |                       |
| 83      | Будинок прибутковий, у якому проживали Г. М. Ярон, Г. А. Бобинський, Ю. В. | 1897—1898 рр. | Велика Житомирська вул., 18                                                                                       | № 8/1-Кв          | Наказ міністерства Культури і туризму України від 03.02.2010 № 58/0/16-10 |                       |
| 84      | Флігель | 1897—1898 рр. | Велика Житомирська вул., 18б                                                                                      | № 8/2-Кв          | Наказ міністерства Культури і туризму України від 03.02.2010 № 58/0/16-10 |                       |
|         | Садиба міська: Велика Житомирська, 18 | Кінець XIX — початок XX ст.                                                                                       | Велика Житомирська вул., 18                                                                                       | № 8-Кв            | Наказ міністерства Культури і туризму України від 03.02.2010 № 58/0/16-10 |                       |
| 85      | Флігель | 1880-ті рр. | Велика Житомирська вул., 19б                                                                                      | № 312/1           | Рішення Київської міської державної адміністрації від 17.01.2000 № 42 |                       |
| 86      | Будинок прибутковий | 1880-ті рр. | Велика Житомирська вул., 19                                                                                       | № 312/0           | Рішення Київської міської державної адміністрації від 17.01.2000 № 42 |                       |
|         | Садиба міська: Велика Житомирська, 19 | 1880-ті рр. | Велика Житомирська вул., 19                                                                                       |                   | Рішення Київської міської державної адміністрації від 17.01.2000 № 42 |                       |
| 87      | Будинок прибутковий, у якому містилася друкарня Чоколова І. | 1910—1911 | Велика Житомирська вул., 20                                                                                       | № 313             | Рішення Київської міської державної адміністрації від 17.01.2000 № 42 |                       |
| 88      | Будинок прибутковий, у якому у 1910-ті рр. мешкав Чаговець В. Ю., фізіолог, педагог, академік | 1909, 1911 | Велика Житомирська вул., 23/2 (23-а)                                                                              | № 91-Кв           | Наказ міністерства Культури і туризму України від 03.02.2010 № 58/0/16-10 |                       |
| 89      | Флігель житловий | 1906—1907 | Велика Житомирська вул., 24б                                                                                      | № 9/1-Кв          | Наказ міністерства Культури і туризму України від 03.02.2010 № 58/0/16-10 |                       |
| 90      | Будинок житловий | 1880; 1898—1899 (дата події)                                                                                      | Велика Житомирська вул., 24                                                                                       | № 9-Кв            | Наказ міністерства Культури і туризму України від 03.02.2010 № 58/0/16-10 |                       |
| 91      | Будинок прибутковий | 1909 р. | Велика Житомирська вул., 25/2                                                                                     | № 314             | Рішення Київської міської державної адміністрації від 17.01.2000 № 42 |                       |
| 92      | Флігель | Кінець XIX ст.; 1897 (?); 1930-ті рр. (надбудова)                                                                 | Велика Житомирська вул., 26б                                                                                      |                   | Наказ Головного управління охорони культурної спадщини від 10.06.2011 № 10/34-11 |                       |
| 93      | Будинок прибутковий | 1874, 1879; початок XX ст.                                                                                        | Велика Житомирська вул., 26                                                                                       | № 564-Кв          | Наказ міністерства Культури і туризму України від 03.02.2010 № 58/0/16-10 |                       |
| 94      | Будинок житловий (особняк Месняєва С.), де жив і працював Д. К. Заболотний | 1893—1895 | Велика Житомирська вул., 28                                                                                       | № 92-Кв           | Наказ міністерства Культури і туризму України від 03.02.2010 № 58/0/16-10 |                       |
| 95      | Будинок прибутковий, у якому у 1901—1902 рр. містилося київське художнє училище | Кінець XIX ст. | Велика Житомирська вул., 29а                                                                                      | № 315/1           | Рішення Київської міської державної адміністрації від 17.01.2000 № 42 |                       |
| 96      | Флігель | Початок XIX ст.                                                                                                   | Велика Житомирська вул., 29б                                                                                      | № 315/2           | Рішення Київської міської державної адміністрації від 17.01.2000 № 42 |                       |
| 97      | Будинок прибутковий | 1910—1911 | Велика Житомирська вул., 32                                                                                       | № 316-Кв          | Наказ міністерства Культури і туризму України від 03.02.2010 № 58/0/16-10 |                       |
| 98      | Будинок прибутковий | 1883 | Велика Житомирська вул., 34                                                                                       | № 565-Кв          | Наказ міністерства Культури і туризму України від 03.02.2010 № 58/0/16-10 |                       |
| 99      | Будинок прибутковий, у якому жив у 1901—1909, 1922—1928 рр. В. Г. Ляскоронський, історик, педагог; у 1897—1898 рр. містилися явочні квартири: Київського союзу боротьби за визволення робітничого класу; у 1903 р. — Оргкомітету II з'їзду РСДРП                               | 1899—1900 | Велика Житомирська вул., 38а                                                                                      | № 10-Кв           | Наказ міністерства Культури і туризму України від 03.02.2010 № 58/0/16-10 |                       |
| 100     | Будинок прибутковий, у якому у 1945—1993 рр. жили: А. П. Ромаданов, нейрохірург, академік; у 1910-ті — 1950-ті рр. родина М. А. Прахова, художника; бували В. Васнецов, М. Нестеров, художники                                                                                 | 1912 | Велика Житомирська вул., 40/2                                                                                     | № 11-Кв           | Наказ Міністерства культури і туризму України від 03.02.2010 № 58/0/16-10 |                       |
| 101     | Будинок прибутковий | Кінець XIX ст. | Вознесенський узвіз, 13                                                                                           | № 613-Кв          | Наказ Міністерство культури і туризму україни від 15.09.2010 № 706/0/16-10 |                       |
| 102     | Будинок, у якому проживав О. К. Богомазов, живописець, графік, теоретик мистецтва | 1895, 1950—1951 (надбудова)                                                                                       | Вознесенський узвіз, 18                                                                                           | № 614-Кв          | Наказ Міністерства культури і туризму України від 15.09.2010 № 706/0/16-10 |                       |
| 103     | Семінарія київська духовна | 1899—1901 | Вознесенський узвіз, 20                                                                                           | № 98              | Рішення виконавчого комітету Київської міськради народних депутатів від 21.01.1986 № 49 |                       |
| 104     | Пам'ятний знак на честь викладачів та студентів Київського Державного художнього інституту, що загинули у роки Великої Вітчизняної війни | 1978 | Вознесенський узвіз, 20                                                                                           | № 639-Кв          | Наказ Міністерство культури україни від 21.12.2010 № 1266/0/16-10 |                       |
| 105     | Фундаменти церкви | XI ст. | Вознесенський узвіз, 20                                                                                           |                   | Рішення виконавчого комітету Київської міськради народних депутатів від 17.11.1987 № 1112 |                       |
| 106     | Пам'ятник митцям, репресованим у ході більшовицького терору | 1996 | Вознесенський узвіз, 20                                                                                           | № 640-Кв          | Наказ Міністерства культури України від 21.12.2010 № 1266/0/16-10 |                       |
| 107     | Фундаменти церкви | XI ст. | Вознесенський узвіз, 22                                                                                           |                   | Рішення виконавчого комітету Київської міськради народних депутатів від 17.11.1987 № 1112 |                       |
| 108     | Будинок прибутковий | Кінець XIX — початок XX ст.                                                                                       | Вознесенський узвіз, 26                                                                                           |                   | Наказ Міністерства культури і туризму України від 15.04.2008 № 424/1/16-08 |                       |
| 109     | Парк ім. Т. Г. Шевченка | 1860 | Володимирська вул.                                                                                                | № 622-Кв          | Наказ Міністерство культури і туризму України від 15.09.2010 № 706/0/16-10 |                       |
| 110     | Пам'ятний знак на місці першої школи на Русі | 1988 | Володимирська вул., 2                                                                                             |                   | Наказ Головного управління охорони культурної спадщини від 25.09.2006 № 53 |                       |
|         | Комплекс підземних споруд у садибі Софійського собору | | Володимирська вул., 24                                                                                            |                   | Наказ Головного управління охорони культурної спадщини від 05.02.2009 № 10/10-09 |                       |
| 111     | Вікові липи, ясені, каштани | | Володимирська вул.,                                                                                               |                   | Рішення виконавчого комітету Київської міськради народних депутатів від 20.03.1972 № 363 |                       |
| 112     | Вікова липа | | Володимирська вул.,                                                                                               |                   | Рішення виконавчого комітету Київської міськради народних депутатів від 20.03.1972 № 363 |                       |
| 113     | Середня школа № 25 | 1939 р. | Володимирська вул., 1/15                                                                                          | № 566-Кв          | Наказ Міністерства культури і туризму України від 03.02.2010 № 58/0/16-10 |                       |
| 114     | Будинок Київської художньої школи ім. Т. Шевченка, де з 1944 р. розміщується Державний історичний музей України, з діяльністю якого і формуванням колекцій пов'язані імена Ернста Ф., Потоцького П., Хвойки В., Біляшівського М., Щербаківського Д. та ін.                     | 1937—1939 рр. | Володимирська вул., 2                                                                                             | № 615-Кв          | Наказ Міністерства культури і туризму України від 15.09.2010 № 706/0/16-10 (Архітектури там містобудування), Наказ Головного управління охорони культурної спадщини від 25.06.2011 № 10/38-11 (Історії)                                                                       |                       |
| 115     | Місто Володимира-Дитинець Стародавнього Києва з фундаментом Десятинної церкви | V—IX ст., IX—XIII ст.                                                                                             | Між вулицями Володимирською, В. Житомирською та схилами Старокиївської гори; Володимирська вул.,2                 | № 260010-Н        | Постанова Кабінету Міністрів України від 03.09.2009 № 928 |                       |
| 116     | Культурний шар городища Кия | V—VIII ст. | Володимирська вул., 2                                                                                             |                   | Рішення виконавчого комітету Київської міськради народних депутатів від 10.10.1988 № 976 |                       |
| 117     | Печі для випалювання плінфи | X ст. | Володимирська вул., 2                                                                                             |                   | Рішення виконавчого комітету Київської міськради народних депутатів від 10.10.1988 № 976 |                       |
| 118     | Палац княгині Ольги | X ст. | Володимирська вул., 2                                                                                             |                   | Рішення виконавчого комітету Київської міськради народних депутатів від 10.10.1988 № 976, Рішення виконавчого комітету Київської міськради народних депутатів від 17.11.1987 № 1112, Рішення виконавчого комітету Київської міськради народних депутатів від 27.01.1970 № 159 |                       |
| 119     | Фундаменти Південного палацу | X ст. | Володимирська вул., 2                                                                                             |                   | Рішення виконавчого комітету Київської міськради народних депутатів від 10.10.1988 № 976 |                       |
| 120.    | Поселення Зарубинецької культури | II ст. до н. е.                                                                                                   | Володимирська вул., 2                                                                                             |                   | Рішення виконавчого комітету Київської міськради народних депутатів від 17.11.1987 № 1112 |                       |
| 121     | Язичницьке капище | VII — 1-ша пол. X ст.                                                                                             | Володимирська вул., 2                                                                                             |                   | Рішення виконавчого комітету Київської міськради народних депутатів від 17.11.1987 № 1112 |                       |
| 122     | Особняк (Трубецьких) | 1820-ті рр.; 1850-ті рр. (добудова); 1970—1973 рр. (реставрація)                                                  | Володимирська вул., 3                                                                                             | № 891             | Постанова Ради Міністрів УРСР від 06.09.1979 № 442 |                       |
| 123     | Язичницьке капище | X ст. | Володимирська вул., 3                                                                                             |                   | Рішення виконавчого комітету Київської міськради народних депутатів від 10.10.1988 № 976 |                       |
| 124     | Фундаменти і залишки стін ротонди | XII—XIII ст. | Володимирська вул., 3                                                                                             | № 260012/0        | Постанова Кабінету Міністрів України від 03.09.2009 № 928 |                       |
| 125     | Будинок прибутковий, у якому у 1911 р. народився Некрасов В. П., письменник; у 1900-х рр. проживав Варшавський М. М., адвокат, єврейський поет-пісенник; бували Шолом-Алейхем, письменник; Тарасова А., актриса; Вертинський О., співак, поет, композитор                      | 1872—1873; 1900—1901 рр., 2000-ні рр. (набудова і реконструкція)                                                  | Володимирська вул., 4/2                                                                                           | № 12              | Рішення виконавчого комітету Київської міськради народних депутатів від 22.11.1982 № 1804 |                       |
| 126     | Будинок житловий, у якому народився Некрасов В. П. — письменник, проживав Варшавський М. М. — адвокат | Початок XIX ст.                                                                                                   | Володимирська вул., 4                                                                                             | № 12-Кв           | Наказ Міністерство культури і туризму україни від 15.09.2010 № 706/0/16-10 |                       |
| 127     | Будинок прибутковий | Кінець XIX ст. | Володимирська вул., 5                                                                                             | № 616-Кв          | Наказ Міністерства культури і туризму України від 15.09.2010 № 706/0/16-10 |                       |
| 128     | Будинок прибутковий | 1876—1877; 1879, 1909 р. (надбудова)                                                                              | Володимирська вул., 6                                                                                             | № 567-Кв          | Наказ Міністерства культури і туризму України від 03.02.2010 № 58/0/16-10 |                       |
| 129     | Будинок Комерційного училища, у якому у 1910—1911 рр. мешкав Нечуй-Левицький І. С., письменник; інші відомі діячі науки і культури | 1890-ті рр. | Володимирська вул., 7                                                                                             | № 568-Кв          | Наказ міністерства Культури і туризму України від 03.02.2010 № 58/0/16-10 |                       |
| 130     | Фундаменти церкви Федорівського монастиря | XII ст. | Володимирська вул., 7-9                                                                                           | № 260013/0        | Постанова Кабінету Міністрів України від 03.09.2009 № 928 |                       |
| 131     | Флігель житловий | Кінець XIX — початок XX ст.                                                                                       | Володимирська вул., 7                                                                                             |                   | Наказ Управління охорони пам'яток історії, культури та історичного середовища від 26.10.2001 № 143 |                       |
| 132     | Будинок житловий, у якому у 1913—1915 рр. Мешкав видатний архітектор Риков В. М. | 1893—1895 (?) рр.                                                                                                 | Володимирська вул., 8                                                                                             | № 569-Кв          | Наказ Міністерства культури і туризму України від 03.02.2010 № 58/0/16-10 |                       |
| 133     | Будинок житловий, у якому у 1972—1997 рр. проживав художник Дерегус М. Г. | 1950-ті рр. | Володимирська вул., 9                                                                                             | № 570-Кв          | Наказ Міністерства культури і туризму України від 03.02.2010 № 58/0/16-10, Наказ управління охорони пам'яток історії, культури та історичного середовища від 26.10.2001 № 143                                                                                                 |                       |
| 134     | Банк селянський земельний | 1911 р. | Володимирська вул., 10                                                                                            | № 13-Кв           | Наказ Міністерства культури і туризму України від 03.02.2010 № 58/0/16-10 |                       |
| 135     | Фундаменти Софійських (Батиєвих) воріт | X—XIII ст. | Володимирська вул., 11                                                                                            |                   | Рішення виконавчого комітету Київської міськради народних депутатів від 10.10.1988 № 976 |                       |
| 136     | Будинок прибутковий | 1900 р. | Володимирська вул., 12б (12-в — сучасн.)                                                                          | № 571-Кв          | Наказ Міністерства культури і туризму України від 03.02.2010 № 58/0/16-10 |                       |
| 137     | Будинок готелю Чарнецького Ф., де мешкали у 1888 р. Врубель М., у 1890 р. Нестеров М., російські художники;, у 1920 р. відкрито Український кооперативний інститут, де працював Птуха М., академік, працював Василь Стус                                                       | 1879—1881 рр. | Володимирська вул., 16                                                                                            | № 572-Кв          | Наказ Міністерства культури і туризму України від 03.02.2010 № 58/0/16-10 |                       |
| 138     | Будинок прибутковий, у якому у 1860—1897 рр. жив Іконніков М. С., київський губернський архітектор | 1860, 1900 рр. (надбудова)                                                                                        | Володимирська вул., 18/2                                                                                          | № 15-Кв           | Наказ Міністерства культури і туризму України від 03.02.2010 № 58/0/16-10 |                       |
|         | Комплекс прибуткових житлових будинків Управління Києво-Софійського митрополичого будинку | Сер. XIX — початок XX ст.                                                                                         | Володимирська вул., 20-22/3-5                                                                                     | № 573-Кв          | Наказ Міністерства культури і туризму України від 03.02.2010 № 58/0/16-10 |                       |
| 139     | Будинок прибутковий Управління Києво-Софійського митрополичого дому, у якому проживали у 1900—1917 рр. Єрмаков Є., єпархіальний архітекор; у 1905—1912 рр. Іваницький К. Л., польський архітектор                                                                              | 1898—1899 рр.; 1904—1905 рр. (надбудова), 2000-ні рр. (набудова мансарди, реконструкція)                          | Володимирська вул., 20/1                                                                                          | № 573/1-Кв        | Наказ Міністерства культури і туризму України від 03.02.2010 № 58/0/16-10 |                       |
| 140     | Будинок прибутковий Управління Києво-Софійського митрополичого дому, у якому проживали архітектори: у 1944—1958 рр. Вербицький О. М.; у 1945—1962 рр. Заболотний В. Г.,; у 1945—1967 рр. Тацій О. О., у 1940-х — 1950-х рр. Штейнберг Л. А.                                    | 1903—1904 рр., 2000-ні рр. (надбудова мансарди, реконструкція)                                                    | Володимирська вул., 22                                                                                            | № 573/2-Кв        | Наказ Міністерства культури і туризму України від 03.02.2010 № 58/0/16-10 |                       |
| 141     | Будинок прибутковий купця Ф. Міхельсона | 1872—1873 рр.; 1881—1882 рр. (добудова)                                                                           | Володимирська вул., 23/27                                                                                         | № 574-Кв          | Наказ Міністерства культури і туризму України від 03.02.2010 № 58/0/16-10 |                       |
|         | Комплекс Національного заповідника «Софія Київська» | XI — початок XX ст.                                                                                               | Володимирська вул., 24                                                                                            |                   | ЮНЕСКО від 12.12.1990 № 337 |                       |
| 142     | Мури | 1746 р. | Володимирська вул., 24                                                                                            | № 1/9             | ЮНЕСКО від 12.12.1990 № 337, Постанова Ради Міністрів УРСР від 24.08.1963 № 970 |                       |
| 143     | Корпус братський | 1750—1760 рр. | Володимирська вул., 24                                                                                            | № 1/8             | ЮНЕСКО від 12.12.1990 № 337, Постанова Ради Міністрів УРСР від 24.08.1963 № 970 |                       |
| 144     | Будинок колишньої монастирської хлібні (консисторії), у якому знаходився штаб оборони м. Києва у 1941 р., начальником якого був Чернишов А. Ф., полковник | 1722—1730 рр.; перебудова: 1814, 1851—1853, 1888, 1900, 1914 рр.                                                  | Володимирська вул., 24                                                                                            | № 1/10            | ЮНЕСКО від 12.12.1990 № 337, Постанова Ради Міністрів УРСР від 06.09.1979 № 442 |                       |
| 145     | Консисторія | 1722—1730; 1770—1783 (надбудова), 1848—1851 (перебудова), 1884—1886 рр.                                           | Володимирська вул., 24                                                                                            |                   | ЮНЕСКО від 12.12.1990 № 337, Постанова Ради Міністрів УРСР від 06.09.1979 № 442 |                       |
| 146     | Брама Заборовського | 1746 р., 1822—1823 (замурована), 1946—1947 рр. (реставарція)                                                      | Володимирська вул., 24                                                                                            | № 1/6             | ЮНЕСКО від 12.12.1990 № 337, Постанова Ради Міністрів УРСР від 24.08.1963 № 970 |                       |
| 147     | Бурса | 1763—1767, 1825—1838 рр. (реконструкція)                                                                          | Володимирська вул., 24                                                                                            | № 1/5             | ЮНЕСКО від 12.12.1990 № 337, Постанова Ради Міністрів УРСР від 24.08.1963 № 970 |                       |
| 148     | Церква трапезна | 1722—1730 рр. | Володимирська вул., 24                                                                                            | № 1/4             | ЮНЕСКО від 12.12.1990 № 337, Постанова Ради Міністрів УРСР від 24.08.1963 № 970 |                       |
| 149     | Будинок митрополита | 1722—1730 рр. | Володимирська вул., 24                                                                                            | № 1/3             | ЮНЕСКО від 12.12.1990 № 337, Постанова Ради Міністрів УРСР від 24.08.1963 № 970 |                       |
| 150     | Дзвіниця | Кінець XVII ст.,1744—1748 (відбудова), 1851—1852 (реконструкція), 1953, 1972 (реконструкція)                      | Володимирська вул., 24                                                                                            | № 1/2             | ЮНЕСКО від 12.12.1990 № 337, Постанова Ради Міністрів УРСР від 24.08.1963 № 970 |                       |
| 151     | Собор Софійський | 1037 р. | Володимирська вул., 24                                                                                            | № 1/1             | ЮНЕСКО від 12.12.1990 № 337, Постанова Ради Міністрів УРСР від 24.08.1963 № 970 |                       |
| 152     | Башта південна проїзна | Кінець XVII ст. — початок XVIII ст.                                                                               | Володимирська вул., 24                                                                                            | № 1/7             | ЮНЕСКО від 12.12.1990 № 337, Постанова Ради Міністрів УРСР від 24.08.1963 № 970 |                       |
| 153     | Пам'ятна стела на честь заснування у 1060 р. Ярославом Мудрим першої на Русі бібліотеки | 1969 р. | Володимирська вул., 24                                                                                            |                   | Рішення виконавчого комітету Київської міськради народних депутатів від 22.02.1971 № 301 |                       |
| 154     | Келії пристінні | 1-ша пол. XIX ст.                                                                                                 | Володимирська вул., 24                                                                                            |                   | ЮНЕСКО від 12.12.1990 № 337, Постанова Ради Міністрів УРСР від 06.09.1979 № 442 |                       |
| 155     | Будинок житловий, де у 1924—1931 рр., у 1933—1934 рр. працював і мешкав Косинка Г. М. (Стрілець), український письменник | Невідома | Володимирська вул., 24б                                                                                           |                   | ЮНЕСКО від 12.12.1990 № 337, Рішення виконавчого комітету Київської міськради народних депутатів від 21.08.1975 № 840 |                       |
| 156     | Фундаменти будівлі (лазні) | XI—XII ст. | Володимирська вул., 24                                                                                            |                   | ЮНЕСКО від 12.12.1990 № 337, Рішення виконавчого комітету Київської міськради народних депутатів від 17.11.1987 № 1112 |                       |
| 157     | Готель монастирський (корпус 3) | 1903 р., 1908 р.                                                                                                  | Володимирська вул., 24                                                                                            | № 575-Кв          | ЮНЕСКО від 12.12.1990 № 337. Наказ Міністерства культури і туризму України від 03.02.2010 № 58/0/16-10 |                       |
| 158     | Стіна двору митрополита | XII ст. | Володимирська вул., 24                                                                                            |                   | ЮНЕСКО від 12.12.1990 № 337, Рішення виконавчого комітету Київської міськради народних депутатів від 17.11.1987 № 1112 |                       |
| 159     | Оборонний мур (стіна) і рів | XI—XIII ст. | Володимирська вул., 24                                                                                            |                   | Наказ Головного управління охорони культурної спадщини від 25.09.2006 № 53 |                       |
| 160     | Будинок прибутковий, у якому містились: у 1908—1912 рр. редакція журналу «Літературно-науковий вісник» («ЛНВ»); у 1908—1911 рр. — бюро Українського наукового товариства ім. Т. Шевченка (УНТШ) під головуванням М. С. Грушевського                                            | 1886 р. | Володимирська вул., 28                                                                                            | № 576-Кв          | Наказ Міністерства культури і туризму України від 03.02.2010 № 58/0/16-10 |                       |
| 161     | Будинок житловий аптекаря І. Ейсмана | 1858—1860, 1891 рр.                                                                                               | Володимирська вул., 29                                                                                            | № 665-Кв          | Наказ Міністерства культури України від 21.10.2011 № 912/0/16-11 |                       |
| 162     | Будинок Губернської Земської управи | 1913—1914; 1924—1925; 1928 рр.                                                                                    | Володимирська вул., 33                                                                                            | № 892-Кв          | Наказ Міністерства культури України від 21.10.2011 № 912/0/16-11 |                       |
| 163     | Будинок житловий, у якому у 1880-х рр. проживав відомий терапевт В. П. Образцов, у 1910-х рр. містилася редакція газети «Чехословянин» | 1870-ті рр., 1950-ті рр. (надбудова)                                                                              | Володимирська вул., 34                                                                                            | № 666-Кв          | Наказ Міністерства культури України від 21.10.2011 № 912/0/16-11 |                       |
| 164     | Особняк архітектора О. В. Беретті, який жив в ньому у 1848—1858 рр.; де знаходились у 1927—1934 рр. історичні установи ВУАН, працював Грушевський М. С., історик, політичний діяч                                                                                              | 1848 р., 1870-ті рр. (перебудова); 1927 р. (ремонт)                                                               | Володимирська вул., 35/18                                                                                         | № 32-Кв           | Наказ Міністерства культури України від 21.10.2011 № 912/0/16-11 |                       |
| 165     | Будинок готелю «Прага», у якому зупинялися: у 1885—1896 рр. В. М. Васнецов, В. О. Котарбінський, у 1913—1914 рр. Ф. Г. Кричевський, художники; у 1916—1918 рр. Ярослав Гашек, письменник, С. Петлюра; знаходився центр керівництва Чеського комітету                           | 1880; 1892; 1911—1912; 1914; 1936; 1957 рр.                                                                       | Володимирська вул., 36                                                                                            | № 668-Кв          | Наказ Міністерства культури України від 21.10.2011 № 912/0/16-11 |                       |
|         | Садиба міська: Володимирська, 36 — Золотоворітська, 11 | сер. XIX — сер. XX ст.                                                                                            | Володимирська вул., 36                                                                                            | № 667-Кв          | Наказ Міністерства культури України від 21.10.2011 № 912/0/16-11 |                       |
| 166     | Будинок прибутковий, у якому у 1878—1879 рр. мешкали Осинський В. А. та ін. і у 1908—1920 рр. містилося видавництво «Час»; у 1920-х рр. проживали відомі вчені-співробітники ВУАН та АН УРСР: Квітка К. В., Попов П. М., Стебницький П. Я., Шмальгаузен І. І. та ін.           | 1860-ті рр.; 1885 р., 1897 р. (прибудова); 1950-ті рр. (надбудова)                                                | Володимирська вул., 37/29                                                                                         |                   | Наказ Головного управління охорони культурної спадщини від 25.06.11 № 10/38-11 |                       |
| 167     | Будинок прибутковий | 1899—1902 рр. | Володимирська вул., 39/24                                                                                         | № 144-Кв          | Наказ Міністерства культури України від 21.10.2011 № 912/0/16-11 |                       |
| 168     | Будинок прибутковий, у якому жили: у 1915 р. Шехонін Н. Є., архітектор; у 1918—1919 рр. — Еринбург І., письменник; у 1907—1910 рр. містилася гімназія Стельмашенка М. О. | 1898 р. | Володимирська вул., 40/2                                                                                          | № 16-Кв           | Наказ Міністерства культури України від 21.10.2011 № 912/0/16-11 |                       |
| 169     | Брама Золота | 1037 р. | Володимирська вул., 40а                                                                                           | № 33              | Постанова Ради Міністрів УРСР від 24.08.1963 № 970 |                       |
| 170     | Фонтан Київського водогону | 1900 р. | Володимирська вул., 40а                                                                                           |                   | Наказ Головного управління охорони культурної спадщини від 25.06.2011 № 10/38-11 |                       |
| 171     | Будинок прибутковий | 1867 р., 1883 р. (прибудова), 1884 р. (надбудова)                                                                 | Володимирська вул., 41/27                                                                                         |                   | Наказ Головного управління охорони культурної спадщини від 25.06.2011 № 10/38-11 |                       |
| 172     | Будинок прибутковий | 1900-ті рр. | Володимирська вул., 41                                                                                            |                   | Наказ Головного управління охорони культурної спадщини від 25.06.2011 № 10/38-11 |                       |
| 173     | Будинок прибутковий, у якому у 1908—1914 рр. містилася літературно-художня організація «Український клуб», що об'єднував діячів культури; мешкали Васнецов В. М.,художник; Тарновський В. В., меценат; Чаговець В. А.,театрознавець, журналіст                                 | сер. XIX ст. | Володимирська вул., 42                                                                                            |                   | Рішення виконавчого комітету Київської міськради народних депутатів від 17.11.1987 № 1112 |                       |
|         | Комплекс Київського метрополітену | | Друга пол. XX ст.                                                                                                 |                   | Наказ Головного управління охорони культурної спадщини від 25.06.2011 № 10/38-11 |                       |
| 174     | Станція метрополітену «Золоті ворота» (мозайки інтер'єрів) | 1991 р. | Володимирська вул., 42                                                                                            |                   | Наказ Головного управління охорони культурної спадщини від 25.06.2011 № 10/38-11 |                       |
| 175     | Будинок прибутковий, у якому містилася редакція газети «Киевское слово»; у 1889 р. народився Вертинський О. М., співак, поет, актор | 1858; 1880, 1888; 1931, 1950 рр. (надбудова)                                                                      | Володимирська вул., 43                                                                                            | № 120-Кв          | Наказ Міністерства культури і туризму України від 03.02.2010 № 58/0/16-10 |                       |
| 176     | Будинок житловий, у якому у 1927—1938 рр. містився Український науково-дослідний геологічний інститут, де працювали відомі вчені | 1870, 1930-ті рр.                                                                                                 | Володимирська вул., 44                                                                                            | № 437             | Наказ Міністерства культури і туризму України від 16.06.2007 № 662/0/16-07 |                       |
| 177     | Особняк родини Качал | 1892 р. | Володимирська вул., 45а                                                                                           | № 122             | Рішення виконавчого комітету Київської міськради народних депутатів від 21.01.1986 № 49 |                       |
| 178     | Будинок прибутковий | 1892 р. | Володимирська вул., 45                                                                                            | № 121-Кв          | Наказ Міністерства культури України від 21.10.2011 № 912/0/16-11 |                       |
| 179     | Будинок прибутковий, у якому у 1891—1901 рр. містилися школа малярства Мурашка М. І., приватна гімназія Бейтель А. О. і Перетяткович В. А., у якій викладали Тутковський П.,Тарле Є.;де з 1918 р. містився Київський археологічний інститут                                    | 1889—1890 рр. | Володимирська вул., 47                                                                                            | № 123-Кв          | Наказ Міністерства культури і туризму України від 03.02.2010 № 58/0/16-10 |                       |
| 180     | Будинок прибутковий, у якому у 1944—1950 рр. мешкали: Скорульський М. А., композитор; у 1964—1995 рр. Громовенко П. Ф., актор, заслужений артист УРСР | 1862 р., 1875 р. (надбудова); 1988 р. (надбудова)                                                                 | Володимирська вул., 48                                                                                            | № 669-Кв          | Наказ Міністерства культури України від 21.10.2011 № 912/0/16-11 |                       |
| 181     | Будинок прибутковий, у якому у 1910-ті рр. мешкали Стражеско М. Д.,терапевт, академік; архітектори: Брадтман Е. П., Кобелєв О. В.; у 1920—1930-ті рр. Обремський В. А., педагог; у 1960—1970-ті рр. Макарченко О. Ф., нейрофізіолог, академік                                  | 1875 р., 1890-ті рр. (надбудова)                                                                                  | Володимирська вул., 48а                                                                                           | № 670-Кв          | Наказ Міністерства культури України від 21.10.2011 № 912/0/16-11 |                       |
| 182     | Особняк В. Ілляшенка | 1910-ті рр. | Володимирська вул., 49                                                                                            | № 124/0           | Рішення виконавчого комітету Київської міськради народних депутатів від 21.01.1986 № 49, Рішення виконавчого комітету Київської міськради народних депутатів від 21.08.1975 № 840                                                                                             |                       |
| 183     | Театр міський (Національна опера України ім. Т. Г. Шевченка), де у 1911 р. було смертельно поранено Столипіна П.; 1917 р. на II Всеукраїнському військовому з'їзді було проголошено I Універсал Центральної Ради                                                               | 1897—1901 рр., 1930 р. (надбудова); 1980-ті р. (реконструкція)                                                    | Володимирська вул., 50                                                                                            | № 17-Кв           | Наказ Міністерства культури України від 21.10.2011 № 912/0/16-11 |                       |
| 184     | Будинок, у якому мешкали вчені-академіки: у 1970—1975 рр. Погребняк П. С., лісівник, ґрунтознавець; у 1970—1993 рр. — Бабій Б. М., правознавець; 1970-ті рр. — Бєлєвцев Я. М., геолог; Бєліцер В. О., біохімік; Кавецький Р. Є., патофізіолог, онколог, та ін.                 | 1969 р. | Володимирська вул., 51/53                                                                                         |                   | Рішення виконавчого комітету Київської міськради народних депутатів від 04.08.1980 № 1102 |                       |
| 185     | Флігель житловий, у якому у 1928—1966 рр. мешкав Терещенко І., поет і перекладач | Початок XX ст. | Володимирська вул., 51а                                                                                           |                   | Наказ Головного управління охорони культурної спадщини від 25.06.2011 № 10/38-11 |                       |
| 186     | Будинок пансіону шляхетних дівчат графині Левашової, у якому знаходиться Президія АН; працювали Богомолець О. О., президент АН УРСР, Вернадський В. І., геолог, геохімік, біохімік, мінералог, природознавець; Заболотний Д. К., мікробіолог; Паладін та і                     | 1851 р.; 1891—1892 рр.; 1960 р.                                                                                   | Володимирська вул., 54                                                                                            | № 893             | Постанова Ради Міністрів УРСР від 06.09.1979 № 442 (архітектури), Рішення виконавчого комітету Київської міськради народних депутатів від 27.01.1970 № 159 (історія) |                       |
| 187     | Будинок Президії Національної академії наук (Будинок Всеукраїнської академії наук, у якому містились музеї та наукові заклади) | 1914, 1927, 1930-ті, 1960-ті рр.                                                                                  | Володимирська вул., 55/15                                                                                         | № 260014, № 894/0 | Постанова Кабінету Міністрів України від 03.09.2009 № 928, Постанова Ради Міністрів УРСР від 06.09.1979 № 442 |                       |
| 188     | Будинок Педагогічного музею, у якому у 1913—1915 рр. містилося Київське товариство охорони пам'яток мистецтва і старовини, музей товариства; у 1916—1917 рр.- Київська школа льотчиків-спостерігачів; у 1918 р. відбувалися засідання Центральної Ради                         | 1910—1912, 1936—1938 рр.                                                                                          | Володимирська вул., 57                                                                                            | № 260015, № 895   | Постанова Кабінету Міністрів України від 03.09.2009 № 928, Постанова Ради Міністрів УРСР від 06.09.1979 № 442 |                       |
| 189     | Пам'ятник українському історику, політику і громадському діячу М. С. Грушевському | 1998 рік | Володимирська вул., 57                                                                                            | № 260011          | Постанова Кабінету Міністрів України від 03.09.2009 № 928 |                       |
| 190     | Бібліотека університету | 1940 р. | Володимирська вул., 58                                                                                            | № 18              | Рішення виконавчого комітету Київської міськради народних депутатів від 22.11.1982 № 1804 |                       |
| 191     | Університет св. Володимира, де у 1845—1847 рр. працював Т. Г. Шевченко; у 1869—1876 рр. навчався і працював Драгоманов М. П., укр. вчений, мислитель та ін. | 1837—1843; 1845—1847; 1946—1952 рр. (відбудова і реконструкція)                                                   | Володимирська вул., 60                                                                                            | № 34              | Постанова Ради Міністрів УРСР від 24.08.1963 № 970 |                       |
|         | Комплекс споруд Національного університету імені Т. Шевченка | | Володимирська вул., 60                                                                                            | № 260016          | Постанова Кабінету Міністрів України від 03.09.2009 № 928 |                       |
| 192     | Будинок житловий | 1910—1924 рр. | Володимирська вул., 61/11                                                                                         | № 19-Кв           | Наказ Міністерства культури України від 21.10.2011 № 912/0/16-11 |                       |
| 193     | Флігель житловий, у якому містилась мистецька студія «Культурної ліги» | 1888 р., 1919—1924 рр.                                                                                            | Володимирська вул., 61б                                                                                           | № 671-Кв          | Наказ Міністерства культури України від 21.10.2011 № 912/0/16-11 |                       |
| 194     | Національна бібліотека України (1918 р.), діяльність якої пов'язана з іменами наукових та державних діячів: Василенка М. П., Вернадського В. І., Кримського А. Ю., Єфремова С. О., Багалія Д. І., Липського В. І., Граве Д. О.                                                 | 1911—1914 рр.; 1927—1929 рр.                                                                                      | Володимирська вул., 62                                                                                            | № 20              | Рішення виконавчого комітету Київської міськради народних депутатів від 22.11.1982 № 1804 |                       |
| 195     | Альтанка | 1897—1898 рр. | Володимирська гірка                                                                                               |                   | Наказ Управління охорони пам'яток історії, культури та історичного середовища від 18.09.2002 № 157 |                       |
| 196     | Пам'ятник князю Володимиру | 1853 р. | Володимирська гірка                                                                                               | № 260011/0        | Постанова Кабінету Міністрів України від 03.09.2009 № 928 |                       |
| 197     | Фонтан «Сонце» | 1974 р. | Володимирський проїзд                                                                                             |                   | Наказ Управління охорони пам'яток історії, культури та історичного середовища від 07.11.2001 № 153 |                       |
| 198     | Фонтан «Лев» | 1974 | Володимирський проїзд                                                                                             |                   | Наказ Управління охорони пам'яток історії, культури та історичного середовища від 07.11.2001 № 153 |                       |
|         | Комплекс Київського водогону | Кінець XIX — початок XX ст.                                                                                       | Володимирський узвіз, вул., Грушевського                                                                          | 442-кв            | Наказ Міністерства культури і туризму України від 27.08.2007 № 983/0/16-07 |                       |
| 199     | Фільтр в урочищі «Палестина» | 1886—1887 рр. | Володимирський узвіз 1                                                                                            | № 442/5           | Наказ Міністерства культури і туризму України від 27.08.2007 № 983/0/16-07 |                       |
| 200     | Будинок, де містилися: з 1902 р. Київське художнє училище, у якому відбувалися збори РСДРП(б); у 1917—1918 рр. — II Українська гімназія ім. Кирило-Мефодієвського братства; у 1924—1925 рр. — художній інститут                                                                | 1901—1902 рр. | Бульварно-Кудрявська вул., 2                                                                                      |                   | Рішення виконавчого комітету Київської міськради народних депутатів від 21.08.1975 № 840 (Історія), Наказ Головного управління охорони культурної спадщини від 25.06.11 № 10/38-11 (Архітектура та містобудування)                                                            |                       |
| 201     | Особняк Сербулових | 1876 р. | Бульварно-Кудрявська вул., 3                                                                                      |                   | Наказ Головного управління охорони культурної спадщини від 25.06.2011 № 10/38-11 |                       |
| 202     | Будинок прибутковий | Початок XX ст. | Бульварно-Кудрявська вул., 7                                                                                      |                   | Наказ Головного управління охорони культурної спадщини від 10.06.2011 № 10/34-11 |                       |
| 203     | Флігель житловий, у якому у вересні — листпаді 1918 р. містилася редакція газети «Народна воля», у 1913 р. проживав живописець Коновалюк Ф. З. | 1914—1915 рр. | Бульварно-Кудрявська вул., 8а                                                                                     |                   | Наказ Головного управління охорони культурної спадщини від 25.09.2006 № 53 |                       |
| 204     | Будинок прибутковий, у якому у 1950-х — 1960-х рр. проживав фізіолог, чл.-кор. АН УРСР Ємченко А. І. | 1912—1913 рр.; 1970-ті рр. (переб. мансарда)                                                                      | Бульварно-Кудрявська вул., 8                                                                                      |                   | Наказ Головного управління охорони культурної спадщини від 25.09.2006 № 53 (історія), Наказ Головного управління охорони культурної спадщини від 10.06.2011 № 10/34-11 (архітектура та містобудування)                                                                        |                       |
| 205     | Флігель житловий, у якому проживали у повоєнні роки письменник Кроткевич Є. М., у 1930-х рр. УАПЦ Тарнавський П. І. | 1914—1915 рр.; 1960-ті — 1970-ті рр. (надбудова 4-го поверху)                                                     | Бульварно-Кудрявська вул., 8б                                                                                     |                   | Наказ Головного управління охорони культурної спадщини від 25.09.2006 № 53 |                       |
| 206     | Будинок прибутковий | 1899—1900 рр.; 1940 р. (надбудова)                                                                                | Бульварно-Кудрявська вул., 9                                                                                      |                   | Наказ Головного управління охорони культурної спадщини від 10.06.2011 № 10/34-11 |                       |
| 207     | Будинок житловий | 1880, 1882 рр. | Бульварно-Кудрявська вул., 9б                                                                                     |                   | Наказ Управління охорони пам'яток історії, культури та історичного середовища від 26.10.2001 № 143 |                       |
| 208     | Будинок прибутковий, у якому містилася громадська організація київська «Просвіта», проживали Волошинов О. В., Квітка К. В. | XIX—XX ст. | Бульварно-Кудрявська вул., 10                                                                                     |                   | Наказ Головного управління охорони культурної спадщини від 25.09.2006 № 53 |                       |
|         | Садиба міська казарм, у яких містився 130-1 піхотний Херсонський полк | Початок XX ст. | Бульварно-Кудрявська вул., 11                                                                                     |                   | Наказ Головного управління охорони культурної спадщини від 25.06.2011 № 10/38-11 |                       |
| 209     | Будинок казарм (триповерховий) | 1900 р. | Бульварно-Кудрявська вул., 11                                                                                     |                   | Наказ Головного управління охорони культурної спадщини від 25.06.2011 № 10/38-11 |                       |
| 210     | Будинок цейхгаузу (двоповерховий) | 1900 р. | Бульварно-Кудрявська вул., 11                                                                                     |                   | Наказ Головного управління охорони культурної спадщини від 25.06.2011 № 10/38-11 |                       |
| 211     | Будинок казарм | 1912 р. | Бульварно-Кудрявська вул., 11                                                                                     |                   | Наказ Головного управління охорони культурної спадщини від 25.06.2011 № 10/38-11 |                       |
| 212     | Будинок житловий | 1877 р. | Бульварно-Кудрявська вул., 12                                                                                     |                   | Наказ Головного управління охорони культурної спадщини від 25.06.2011 № 10/38-11 |                       |
| 213     | Флігель житловий, у якому на початку XX ст. мешкав Сушицький Ф. П., професор, філолог, ректор Українського державного університету | 1899—1900 рр. | Бульварно-Кудрявська вул., 14а                                                                                    |                   | Наказ Головного управління охорони культурної спадщини від 25.06.2011 № 10/38-11 |                       |
| 214     | Будинок прибутковий | 1907 р. | Бульварно-Кудрявська вул., 15                                                                                     |                   | Наказ Головного управління охорони культурної спадщини від 10.06.2011 № 10/34-11 |                       |
| 215     | Будинок прибутковий, у якому містилася редакція «Української хати», окупаційне управління у справах фольксдойче | 1907 р. | Бульварно-Кудрявська вул., 16                                                                                     |                   | Наказ Головного управління охорони культурної спадщини від 25.09.2006 № 53 |                       |
| 216     | Школа жіноча торговельна ім. Терещенка П., при якій діяло товариство поширення комерційної освіти у м. Києві | 1901—1902 рр. | Бульварно-Кудрявська вул., 18/2                                                                                   | № 87              | Рішення виконавчого комітету Київської міськради народних депутатів від 21.01.1986 № 49 |                       |
| 217     | Будинок прибутковий | 1909—1910 рр. | Бульварно-Кудрявська вул., 19                                                                                     | № 211             | Рішення виконавчого комітету Київської міськради народних депутатів від 18.11.1986 № 1107 |                       |
| 218     | Флігель | 1909—1910 рр. | Бульварно-Кудрявська вул., 19б                                                                                    |                   | Наказ Головного управління охорони культурної спадщини від 10.06.2011 № 10/34-11 |                       |
| 219     | Будинок лікарні надання допомоги хворим дітям | 1897—1898 рр. | Бульварно-Кудрявська вул., 20                                                                                     | № 317             | Рішення Київської міської державної адміністрації від 17.01.2000 № 42 |                       |
| 220     | Флігель | Кінець XIX ст. | Бульварно-Кудрявська вул., 21                                                                                     |                   | Наказ Головного управління охорони культурної спадщини від 10.06.2011 № 10/34-11 |                       |
| 221     | Училище комерційне | 1897—1900 рр., 1920—1923 рр. (надбудова)                                                                          | Бульварно-Кудрявська вул., 24                                                                                     | № 88              | Рішення виконавчого комітету Київської міськради народних депутатів від 21.01.1986 № 49 |                       |
| 222     | Будинок народної аудиторії, у якому у 1917 р. відбулися перші загальні збори Київської організації РСДРП(б); знаходились: Київське товариство сприяння початковій освіті, у 1918 р. молодіжний театр; працювали історики Щербина В. І.,Ківлицький Є. О. та ін.                 | 1894—1896 рр., 1909 р. (перебудова)                                                                               | Бульварно-Кудрявська вул., 26                                                                                     | № 22/0            | Рішення виконавчого комітету Київської міськради народних депутатів від 22.11.1982 № 1804 архітектура, Рішення виконавчого комітету Київської міськради народних депутатів від 22.02.1971 № 301 (історія)                                                                     |                       |
| 223     | Особняк (барона Штейнгеля) | сер. XIX ст.; 1877—1879 рр. (добудова), 1980-ті рр. (реставрація)                                                 | Бульварно-Кудрявська вул., 27а                                                                                    | № 889             | Постанова Ради Міністрів УРСР від 06.09.1979 № 442 |                       |
| 224     | Флігель | Кінець XIX ст. | Бульварно-Кудрявська вул., 27б                                                                                    |                   | Наказ Головного управління охорони культурної спадщини від 10.06.11 № 10/34-11 |                       |
|         | Садиба міська: Воровського, 27 (Садиба Лапинського) | Кінець XIX ст. | Бульварно-Кудрявська вул., 27                                                                                     |                   | |                       |
| 225     | Будинок дитячого садка | 1938 р. | Бульварно-Кудрявська вул., 29                                                                                     | № 522/1           | Наказ Міністерства культури і туризму України від 07.11.2008 № 1285/0/16-08 |                       |
|         | Садиба міська: Воровського, 29 | XIX ст. | Бульварно-Кудрявська вул., 29                                                                                     | № 522             | Наказ Міністерства культури і туризму України від 07.11.2008 № 1285/0/16-08 |                       |
| 226     | Будинок житловий | 1891 р. | Бульварно-Кудрявська вул., 29б                                                                                    | № 522/2           | Наказ Міністерства культури і туризму України від 07.11.2008 № 1285/0/16-08 |                       |
| 227     | Будинок житловий | 1880-ті рр. (?)                                                                                                   | Бульварно-Кудрявська вул., 29е                                                                                    | № 522/3           | Наказ Міністерства культури і туризму України від 07.11.2008 № 1285/0/16-08 |                       |
| 228     | Будинок прибутковий | 1870-ті рр., 1897—1898 рр. (надбудова), 1900 рр. (надбудова)                                                      | Бульварно-Кудрявська вул., 30/13                                                                                  |                   | Наказ Головного управління охорони культурної спадщини від 10.06.2011 № 10/34-11 |                       |
| 229     | Будинок прибутковий | 1911 р. | Бульварно-Кудрявська вул., 32                                                                                     |                   | Наказ Головного управління охорони культурної спадщини від 10.06.2011 № 10/34-11 |                       |
| 230     | Флігель | 1911 р. | Бульварно-Кудрявська вул., 32б                                                                                    |                   | Наказ Головного управління охорони культурної спадщини від 10.06.2011 № 10/34-11 |                       |
| 231     | Флігель | 1890-ті рр. | Бульварно-Кудрявська вул., 34 (34-в)                                                                              |                   | Наказ Головного управління охорони культурної спадщини від 10.06.2011 № 10/34-11 |                       |
| 232     | Будинок прибутковий | 1909—1910 рр. | Бульварно-Кудрявська вул., 38                                                                                     |                   | Наказ Головного управління охорони культурної спадщини від 25.06.2011 № 10/38-11 |                       |
|         | Садиба міська: Воровського, 43 | Кінець XIX — початок XX ст.                                                                                       | Бульварно-Кудрявська вул., 43                                                                                     |                   | Наказ Головного управління охорони культурної спадщини від 10.06.2011 № 10/34-11 |                       |
| 233     | Флігель | Кінець XIX ст. | Бульварно-Кудрявська вул., 43б                                                                                    |                   | Наказ Головного управління охорони культурної спадщини від 10.06.2011 № 10/34-11 |                       |
| 234     | Будинок прибутковий | 1911—1912 рр. | Бульварно-Кудрявська вул., 43                                                                                     |                   | Наказ Головного управління охорони культурної спадщини від 10.06.2011 № 10/34-11 |                       |
| 235     | Будинок прибутковий | 1904 р. | Бульварно-Кудрявська вул., 51                                                                                     | № 102             | Рішення виконавчого комітету Київської міськради народних депутатів від 21.01.1986 № 49 |                       |
| 236     | Будинок прибутковий | 2-га пол. 1910-х рр.                                                                                              | Назарівська вул., 5                                                                                               |                   | Наказ Управління охорони пам'яток історії, культури та історичного середовища від 29.12.1998 № 69 |                       |
| 237     | Будинок, у якому у 1908—1915 рр. мешкала родина Русових, громадських та культурно-освітніх діячів; у 1909 р. зупинявся Дорошенко Д. І., історик, громадсько-політичний та державний діяч; на початку XX ст. жили Гливенко І., літературознавець; Сперанський О.                | Кінець XIX — початок XX ст.                                                                                       | Назарівська вул., 9                                                                                               |                   | Наказ Головного управління охорони культурної спадщини від 25.06.2011 № 10/38-11 |                       |
| 238     | Будинок прибутковий | Початок XX ст. | Назарівська вул., 15                                                                                              |                   | Наказ Головного управління охорони культурної спадщини від 10.06.2011 № 10/34-11 |                       |
| 239     | Будинок прибутковий | 1907—1908 рр. | Назарівська вул., 17                                                                                              |                   | Наказ Головного управління охорони культурної спадщини від 25.06.2011 № 10/38-11 |                       |
| 240     | Будинок прибутковий | 1911 р. | Назарівська вул., 19                                                                                              | № 232             | Рішення виконавчого комітету Київської міськради народних депутатів від 18.11.1986 № 1107 |                       |
| 241     | Будинок прибутковий, де у квітні — серпні 1915 р. жив Бабель І. Є., письменник, кіносценарист; на місці якого знаходився будинок, у якому у 1895—1897, 1899 рр. мешкала Леся Українка, поетеса, письменниця                                                                    | 1909—1910 рр.; 1950 рр.                                                                                           | Назарівська вул., 21                                                                                              | № 233             | Рішення виконавчого комітету Київської міськради народних депутатів від 18.11.1986 № 1107, Рішення виконавчого комітету Київської міськради народних депутатів від 27.01.1970 № 159                                                                                           |                       |
| 242     | Фундаменти церкви святого Георгія | XI ст. | Георгіївський пров. 2                                                                                             | № 260018          | Постанова Кабінету Міністрів України від 03.09.2009 № 928 |                       |
| 243     | Парк «Кирилівський гай» | | Герцена вул., |                   | Рішення виконавчого комітету Київської міськради народних депутатів від 20.03.1972 № 363 |                       |
| 244     | Особняк | Початок XX ст. | Герцена вул., 6                                                                                                   | № 205             | Рішення виконавчого комітету Київської міськради народних депутатів від 18.11.1986 № 1107 |                       |
| 245     | Особняк | 1893 р. | Герцена вул., 12                                                                                                  |                   | Наказ Головного управління охорони культурної спадщини від 25.06.2011 № 10/38-11 |                       |
|         | Садиба Більського О. Д., у якій проживали відомі державні діячі, містився Київський НДІ педіатрії, акушерства та гінекології МОЗ УРСР, у якому працював Михайленко О. Т. | 1893 р.; 1940-ві рр.                                                                                              | Герцена вул., 14                                                                                                  |                   | Наказ Головного управління охорони культурної спадщини від 25.06.2011 № 10/38-11 |                       |
| 246     | Особняк О. Д. Більського (праворуч від лінії забудови) | 1893 р | Герцена вул., 14                                                                                                  |                   | Наказ Головного управління охорони культурної спадщини від 25.06.2011 № 10/38-11 |                       |
| 247     | Особняк О. Д. Більського (ліворуч від лінії забудови) | 1893 р.; 1948 р. (надбудова)                                                                                      | Герцена вул., 14                                                                                                  |                   | Наказ Головного управління охорони культурної спадщини від 25.06.2011 № 10/38-11 |                       |
| 248     | Будинок прибутковий | Початок XX ст. | Гоголівська вул., 2а                                                                                              |                   | Наказ Головного управління охорони культурної спадщини від 10.06.2011 № 10/34-11 |                       |
| 249     | Будинок прибутковий | Кінець XIX ст. | Гоголівська вул., 6                                                                                               |                   | Наказ Головного управління охорони культурної спадщини від 10.06.2011 № 10/34-11 |                       |
| 250     | Флігель, у якому містилося міське училище | 1900 р. | Гоголівська вул., 7г                                                                                              |                   | Наказ Головного управління охорони культурної спадщини від 25.06.2011 № 10/38-11 |                       |
| 251     | Будинок житловий | 1910-ті рр. | Гоголівська вул., 10                                                                                              |                   | Наказ Головного управління охорони культурної спадщини від 10.06.2011 № 10/34-11 |                       |
| 252     | Будинок житловий | 1895—1899 рр. | Гоголівська вул., 12                                                                                              |                   | Наказ Головного управління охорони культурної спадщини від 10.06.2011 № 10/34-11 |                       |
| 253     | Будинок прибутковий, у якому жив у 1917—1920 рр. Тимошенко С. П., академік, вчений у галузі теорії пружності, який брав участь у розробці законопроєкту із заснування УАН у 1918 р.                                                                                            | 1909 р. | Гоголівська вул., 23                                                                                              | № 89              | Рішення виконавчого комітету Київської міськради народних депутатів від 21.01.1986 № 49 (архітектура), Наказ Головного управління охорони культурної спадщини від 10.06.2011 № 10/34-11 (історія)                                                                             |                       |
|         | Садиба художника Орловського В. Д.: вулиця Гоголівська, 28 | | |                   | |                       |
| 254     | Будинок, у якому мешкав В. Д. Орловський, український художник-пейзажист, у 1883—1912 рр. мешкав М. К. Пимоненко, український художник | 1880-ті рр. | Гоголівська вул., 28а                                                                                             |                   | Рішення виконавчого комітету Київської міськради народних депутатів від 30.07.1984 № 693 |                       |
| 255     | Меморіальний будинок, у якому жив М. К. Пимоненко. | 1883 — 26 березня 1912 року                                                                                       | Гоголівська вул., 28                                                                                              |                   | Рішення виконавчого комітету Київської міськради народних депутатів від 27.01.1970 № 159 |                       |
| 256     | Флігель | Кінець XIX ст. | Гоголівська вул., 32б                                                                                             |                   | Наказ Головного управління охорони культурної спадщини від 25.09.2006 № 53 |                       |
| 257     | Будинок прибутковий | Кінець XIX ст. | Гоголівська вул., 32а                                                                                             |                   | Наказ Головного управління охорони культурної спадщини від 25.09.2006 № 53 |                       |
| 258     | Будинок житловий, де мешкали Михайловський І. Д., Артоболевський В. М. | Початок XX ст. | Гоголівська вул., 34                                                                                              | № 206             | Рішення виконавчого комітету Київської міськради народних депутатів від 18.11.1986 № 1107 |                       |
| 259     | Будинок працьовитості, у якому у 1941—1942 рр. містився підпільний міськом КП(б) України; у 1922—1930-ті рр. художньо-індустріальний технікум | 1894—1896, 1901 (прибудова) рр.                                                                                   | Гоголівська вул., 39а                                                                                             |                   | Рішення виконавчого комітету Київської міськради народних депутатів від 30.07.1984 № 693 |                       |
| 260     | Будинок прибутковий | XIX ст. | Гоголівська вул., 41а                                                                                             |                   | Наказ Головного управління охорони культурної спадщини від 10.06.2011 № 10/34-11 |                       |
| 261     | Будинок прибутковий | Початок XX ст. | Гоголівська вул., 50/51                                                                                           |                   | Наказ Головного управління охорони культурної спадщини від 10.06.2011 № 10/34-11 |                       |
| 262     | Будинок житловий, у якому проживали: у — Іванченко М. К., архітектор, у 1951—1977 рр. — Олійник О. П., скульптор, педагог | 1951 р. | Гончара Олеся вул., 12                                                                                            |                   | Наказ Управління охорони пам'яток історії, культури та історичного середовища від 07.11.2001 № 153 |                       |
| 263     | Будинок житловий | 1930-ті рр. | Гончара Олеся вул., 14                                                                                            |                   | Наказ Управління охорони пам'яток історії, культури та історичного середовища від 07.11.2001 № 153 |                       |
| 264     | Будинок прибутковий | 1914 р. | Гончара Олеся вул., 15/3                                                                                          |                   | Наказ Управління охорони пам'яток історії, культури та історичного середовища від 02.04.1998 № 15 |                       |
| 265     | Будинок прибутковий | Кінець XIX ст. | Гончара Олеся вул., 16/31                                                                                         |                   | Наказ Головного управління охорони культурної спадщини від 10.06.2011 № 10/34-11 |                       |
|         | Садиба міська: Гончара, 24 | XIX — початок XX ст.                                                                                              | Гончара Олеся вул., 24                                                                                            |                   | Наказ Головного управління охорони культурної спадщини від 25.06.2011 № 10/38-11 |                       |
| 266     | Флігель | 1915 р. | Гончара Олеся вул., 24б                                                                                           |                   | Наказ Головного управління охорони культурної спадщини від 25.06.2011 № 10/38-11 |                       |
| 267     | Будинок прибутковий, де мешкали діячі польської культури | 1893; 1898 рр. (прибудова)                                                                                        | Гончара Олеся вул., 24                                                                                            |                   | Наказ Головного управління охорони культурної спадщини від 25.06.2011 № 10/38-11 |                       |
| 268     | Будинок прибутковий | 1870-ті —1880-ті рр.                                                                                              | Гончара Олеся вул., 25                                                                                            |                   | Наказ Головного управління охорони культурної спадщини від 10.06.2011 № 10/34-11 |                       |
|         | Садиба міська: Гончара, 30 | 1913 р. | Гончара Олеся вул., 30                                                                                            |                   | Наказ Головного управління охорони культурної спадщини від 10.06.2011 № 10/34-11 |                       |
| 269     | Будинок прибутковий, де мешкав Бовваненко Д. Є., історик-економіст | 1913 р. | Гончара Олеся вул., 30а                                                                                           | № 70              | Розпорядження Представника Президента від 17.02.1994 № 105 |                       |
| 270.    | Флігель | 1913 р. | Гончара Олеся вул., 30б                                                                                           |                   | Наказ Головного управління охорони культурної спадщини від 10.06.2011 № 10/34-11 |                       |
| 271     | Флігель, де мешкали Яновська Л. О., Радзимовська В. В. | 1913 р. | Гончара Олеся вул., 30в                                                                                           |                   | Наказ Головного управління охорони культурної спадщини від 10.06.2011 № 10/34-11 |                       |
| 272     | Будинок, у якому мешкав у 1928—1941 рр. М. Грінченко, фольклорист, заслужений діяч мистецтв | Кінець XIX ст. | Гончара Олеся вул., 31/28                                                                                         |                   | Рішення виконавчого комітету Київської міськради народних депутатів від 22.02.1971 № 301 |                       |
| 273     | Флігель | 1911 р. | Гончара Олеся вул., 32б                                                                                           | № 71/2            | Розпорядження Представника Президента від 17.02.1994 № 105 |                       |
|         | Садиба міська: Гончара, 32 | 1911 р. | Гончара Олеся вул., 32                                                                                            | № 71              | Розпорядження Представника Президента від 17.02.1994 № 105 |                       |
| 274     | Будинок прибутковий, у якому мешкали: у січні-лютому 1919 р. — Липа І. Л., громадський та політичний діяч, письменник; у 1936—1941 рр. — Пустовіт Г. М., графік; у 1941—1942 рр. знаходилася явочна квартира підпільно-розвідувальної групи І. Д. Кудрі                        | 1911 р. | Гончара Олеся вул., 32а                                                                                           | № 71/1            | Розпорядження Представника Президента від 17.02.1994 № 105 |                       |
| 275     | Будинок житловий з медичною клінікою Качковського П. Е. | 1907 р. | Гончара Олеся вул., 33                                                                                            | № 888/0           | Постанова Ради Міністрів УРСР від 06.09.1979 № 442 |                       |
| 276     | Будинок флігельний, у якому жив Д. Ю. Загул, поет | Початок XX ст. | Гончара Олеся вул., 36б                                                                                           | № 0/0             | Наказ Головного управління охорони культурної спадщини від 10.06.2011 № 10/34-11 |                       |
| 277     | Будинок прибутковий | Межа 1900-х — 1910-х рр., XX ст.                                                                                  | Гончара Олеся вул., 40а                                                                                           | № 221             | Рішення виконавчого комітету Київської міськради народних депутатів від 18.11.1986 № 1107 |                       |
| 278     | Будинок житловий, у якому проживав Білодід І. К. | 1973 р. | Гончара Олеся вул., 41                                                                                            |                   | Наказ Головного управління охорони культурної спадщини від 25.09.2006 № 53 |                       |
| 279     | Будинок житловий | 1894 р. | Гончара Олеся вул., 42                                                                                            |                   | Наказ Головного управління охорони культурної спадщини від 25.06.2011 № 10/38-11 |                       |
| 280     | Флігель | 1894 р. | Гончара Олеся вул., 42б                                                                                           |                   | Наказ Головного управління охорони культурної спадщини від 10.06.2011 № 10/34-11 |                       |
|         | Садиба міська: Гончара, 43 (родини Біляшівських) | XIX ст. | Гончара Олеся вул., 43                                                                                            | № 72              | Розпорядження Представника Президента від 17.02.1994 № 105 |                       |
| 281     | Флігель | Кінець 1890-х рр., 1910-ті рр. (надбудова); кінець 1930-х рр. (надбудова), 1968 р. (прибудова)                    | Гончара Олеся вул., 43в                                                                                           | № 72/2            | Розпорядження Представника Президента від 17.02.1994 № 105 |                       |
| 282     | Будинок прибутковий | 1879 р., 1939 р, (надбудова)                                                                                      | Гончара Олеся вул., 43а                                                                                           | № 72/1            | Розпорядження Представника Президента від 17.02.1994 № 105 |                       |
| 283     | Будинок прибутковий | 1911—1912 рр. | Гончара Олеся вул., 44                                                                                            |                   | Наказ Головного управління охорони культурної спадщини від 25.06.2011 № 10/38-11 |                       |
|         | Садиба міська: О. Гончара 45 | Початок XX ст. | Гончара Олеся вул., 45                                                                                            |                   | Наказ Головного управління охорони культурної спадщини від 25.06.2011 № 10/38-11 |                       |
| 284     | Флігель | Кінець XIX ст. | Гончара Олеся вул., 45б                                                                                           |                   | Наказ Головного управління охорони культурної спадщини від 25.06.2011 № 10/38-11 |                       |
| 285     | Флігель | Початок XX ст. | Гончара Олеся вул., 45в                                                                                           |                   | Наказ Головного управління охорони культурної спадщини від 25.06.2011 № 10/38-11 |                       |
| 286     | Будинок житловий будинок, у якому проживав Сабалдир Г. О. | Початок XX ст. | Гончара Олеся вул., 45а                                                                                           |                   | Наказ Головного управління охорони культурної спадщини від 25.06.2011 № 10/38-11 (архітектура та містобудування) |                       |
| 287     | Житловий будинок, у якому у 1967—1976 рр. проживав Тараканов М. М., хоровий диригент, педагог, народний артист УРСР | Початок XX ст. | Гончара Олеся вул., 47б                                                                                           |                   | Наказ Управління охорони пам'яток історії, культури та історичного середовища від 07.11.2001 № 153 |                       |
| 288     | Будинок прибутковий | 1906—1907 рр. | Гончара Олеся вул., 50/1                                                                                          |                   | Наказ Головного управління охорони культурної спадщини від 25.06.2011 № 10/38-11 |                       |
| 289     | Будинок Київського відділення Російського технічного товариства, у якому у 1946—1951 рр. працювали Лебєдєв С. А., Парфір'єв, видатні вчені | 1911—1914 рр. | Гончара Олеся вул., 55б                                                                                           | № 109             | Рішення виконавчого комітету Київської міськради народних депутатів від 21.01.1986 № 49 |                       |
| 290     | Курси вищі жіночі | 1911—1913 рр. | Гончара Олеся вул., 55а                                                                                           | № 63              | Рішення виконавчого комітету Київської міськради народних депутатів від 22.11.1982 № 1804 |                       |
| 291     | Фонтан Київського водогону | 1898 — 1900 рр.                                                                                                   | Гончара Олеся вул., 55                                                                                            |                   | Наказ Головного управління охорони культурної спадщини від 25.06.2011 № 10/38-11 |                       |
| 292     | Будинок житловий робітників Харчоторгу | 1939 р.; 1953 рр.                                                                                                 | Гончара Олеся вул., 55                                                                                            |                   | Наказ Управління охорони пам'яток історії, культури та історичного середовища від 20.08.1999 № 61 |                       |
| 293     | Флігель прибутковий | 1912 р. | Гончара Олеся вул., 57                                                                                            |                   | Наказ Головного управління охорони культурної спадщини від 10.06.2011 № 10/34-11 |                       |
|         | Садиба міська: Гончара Олеся, 60 (Лапинської М.) | XIX — початок XX ст.                                                                                              | Гончара Олеся вул., 60                                                                                            | № 73              | Розпорядження Представника Президента від 17.02.1994 № 105 |                       |
| 294     | Флігель (будинок двірника) | 1908 р. | Гончара Олеся вул., 60                                                                                            | № 73/2            | Розпорядження Представника Президента від 17.02.1994 № 105 |                       |
| 295     | Підпірний мур | 1908 р. | Гончара Олеся вул., 60                                                                                            | № 73/7            | Розпорядження Представника Президента від 17.02.1994 № 105 |                       |
| 296     | Майданчик | 1908 р. | Гончара Олеся вул., 60                                                                                            | № 73/6            | Розпорядження Представника Президента від 17.02.1994 № 105 |                       |
| 297     | Сходи з парапетом | 1908 р. | Гончара Олеся вул., 60                                                                                            | № 73/5            | Розпорядження Представника Президента від 17.02.1994 № 105 |                       |
| 298     | Місток | 1908 р. | Гончара Олеся вул., 60                                                                                            | № 73/4            | Розпорядження Представника Президента від 17.02.1994 № 105 |                       |
| 299     | Огорожа | 1908 р. | Гончара Олеся вул., 60                                                                                            | № 73/3            | Розпорядження Представника Президента від 17.02.1994 № 105 |                       |
| 300     | Будинок прибутковий | 1908 р. | Гончара Олеся вул., 60                                                                                            | № 73/1            | Розпорядження Представника Президента від 17.02.1994 № 105 |                       |
| 301     | Будинок прибутковий, у якому містився Київський учительський інститут | 1910—1911 рр. | Гончара Олеся вул., 65                                                                                            |                   | Наказ Головного управління охорони культурної спадщини від 10.06.2011 № 10/34-11 |                       |
| 302     | Будинок прибутковий | 1909—1910 рр. | Гончара Олеся вул., 74                                                                                            | № 330             | Розпорядження Київської міської державної адміністрації від 11.03.1998 № 520 |                       |
| 303     | Пам'ятний знак на честь солдатів і робітників, які загинули під час демонстрації 1905 р. | | Гончара Олеся вул., 79                                                                                            |                   | Рішення виконавчого комітету Київської міськради народних депутатів від 21.08.1975 № 840 |                       |
| 304     | Будинок прибутковий | 1910—1913 рр. | Гончара Олеся вул., 86а                                                                                           |                   | Наказ Головного управління охорони культурної спадщини від 10.06.2011 № 10/34-11 |                       |
| 305     | Будинок прибутковий | 1911—1913 рр. | Гончара Олеся вул., 88а                                                                                           |                   | Наказ Головного управління охорони культурної спадщини від 10.06.2011 № 10/34-11 |                       |
| 306     | Будинок прибутковий | 1914—15 рр. | Гончара Олеся вул., 88б                                                                                           |                   | Наказ Головного управління охорони культурної спадщини від 25.06.2011 № 10/38-11 |                       |
| 307     | Будинок прибутковий, де мешкав Якубовський Б. В., літературознавець | 1898—99 рр. | Гончара Олеся вул., 90/1                                                                                          |                   | Наказ Головного управління охорони культурної спадщини від 10.06.2011 № 10/34-11 (архітектура та містобудування) |                       |
| 308     | Пам'ятний знак на місці розтрілів в'язнів в роки нацистської окупації Києва | 1999 р. | Грекова Академіка вул., 20                                                                                        | № 0/0             | Наказ Головного управління охорони культурної спадщини від 25.09.2006 № 53 |                       |
| 309     | Лук'янівський народний будинок, заснований Південно-західним відділом товариства тверезості (Будинок культури Київського трамвайно-тролейбусного управління) | 1900—1902 рр. | Дегтярівська вул., 5                                                                                              | № 95-Кв           | Наказ Міністерства культури України від 21.10.2011 № 912/0/16-11 | Стан аварійний        |
| 310     | Дошка меморіальна на честь присвоєння трамвайному депо імені Леніна В. І. | | Дегтярівська вул., 7                                                                                              |                   | Рішення виконавчого комітету Київської міськради народних депутатів від 05.09.1977 № 1332 |                       |
| 311     | Будинок контори Лукянівського парку міської залізниці (будинок трамвайно-тролейбусного управління) | 1909—1910 р. | Дегтярівська вул., 7б                                                                                             | № 208             | Рішення виконавчого комітету Київської міськради народних депутатів від 18.11.1986 № 1107 |                       |
| 312     | Будинок електричної станції Лук'янівської міської залізниці | 1909—1910 рр. | Дегтярівська вул., 7а                                                                                             |                   | Наказ Головного управління охорони культурної спадщини від 25.06.2011 № 10/38-11 |                       |
| 313     | Луцькі казарми | 1911 р. | Дегтярівська вул., 11в                                                                                            |                   | Наказ Управління охорони пам'яток історії, культури та історичного середовища від 18.09.2002 № 157 |                       |
| 314     | Луцькі казарми | 1911 р. | Дегтярівська вул., 11г                                                                                            |                   | Наказ Управління охорони пам'яток історії, культури та історичного середовища від 18.09.2002 № 157 |                       |
|         | Комплекс споруд Лук'янівської в'язниці (Губернська тюрма), у якій перебували відомі громадські, політичні і церковні діячі, представники науки та культури, які у той чи інший час перебували в опозиції до влади або стали жертвами політичних репресій                       | 1863—1910 рр. | Дегтярівська вул., 13                                                                                             |                   | |                       |
| 315     | Робочий корпус | 1863—1910 рр. | Дегтярівська вул., 13                                                                                             |                   | Наказ Головного управління охорони культурної спадщини від 25.09.2006 № 53 |                       |
| 316     | Слідчий корпус | 1911 р. | Дегтярівська вул., 13                                                                                             |                   | Наказ Головного управління охорони культурної спадщини від 25.09.2006 № 53 |                       |
| 317     | Лук'янівський тюремний замок | 1863 р. | Дегтярівська вул., 13                                                                                             |                   | Наказ Головного управління охорони культурної спадщини від 25.09.2006 № 53 |                       |
| 318     | Майстерні | 1863—1910 рр. | Дегтярівська вул., 13                                                                                             |                   | Наказ Головного управління охорони культурної спадщини від 25.09.2006 № 53 |                       |
| 319     | Житловий будинок адміністрації | 1863—1910 рр. | Дегтярівська вул., 13                                                                                             |                   | Наказ Головного управління охорони культурної спадщини від 25.09.2006 № 53 |                       |
| 320     | Казарми | 1863—1910 рр. | Дегтярівська вул., 13                                                                                             |                   | Наказ Головного управління охорони культурної спадщини від 25.09.2006 № 53 |                       |
| 321     | Корпус | 1863—1910 рр. | Дегтярівська вул., 13                                                                                             |                   | Наказ Головного управління охорони культурної спадщини від 25.09.2006 № 53 |                       |
| 322     | Жіноче відділення | 1863—1910 рр. | Дегтярівська вул., 13                                                                                             |                   | Наказ Головного управління охорони культурної спадщини від 25.09.2006 № 53 |                       |
| 323     | Обеліск воїнам-автомобілістам, які загинули в роки Великої Вітчизняної війни | | Дегтярівська вул., 17                                                                                             |                   | Рішення виконавчого комітету Київської міськради народних депутатів від 30.07.1984 № 693 |                       |
|         | Комплекс споруд Дегтерьовських доброчинних закладів: Дегтярівська, 19 | | |                   | |                       |
| 324     | Корпус для хронічно хворих | 1900—1902 рр. | Дегтярівська вул., 19                                                                                             |                   | Наказ Головного управління охорони культурної спадщини від 25.09.2006 № 53 |                       |
| 325     | Сторожка | 1903 р. | Дегтярівська вул., 19                                                                                             |                   | Наказ Головного управління охорони культурної спадщини від 25.09.2006 № 53 |                       |
| 326     | Лазня | 1903 р. | Дегтярівська вул., 19                                                                                             |                   | Наказ Головного управління охорони культурної спадщини від 25.09.2006 № 53 |                       |
| 327     | Притулок для 50 дітей шкільного віку | | Дегтярівська вул., 19                                                                                             |                   | Наказ Головного управління охорони культурної спадщини від 25.09.2006 № 53 |                       |
| 328     | Льодовня для кухні та службовців | 1900—1902 рр. | Дегтярівська вул., 19                                                                                             |                   | Наказ Головного управління охорони культурної спадщини від 25.09.2006 № 53 |                       |
| 329     | Притулок для дітей дошкільного віку | 1913 р. | Дегтярівська вул., 19                                                                                             |                   | Наказ Головного управління охорони культурної спадщини від 25.09.2006 № 53 |                       |
| 330     | Притулок для 100 дітей шкільного віку та майстерня | 1903 р. | Дегтярівська вул., 19                                                                                             |                   | Наказ Головного управління охорони культурної спадщини від 25.09.2006 № 53 |                       |
| 331     | Головна брама | 1903 р. | Дегтярівська вул., 19                                                                                             |                   | Наказ Головного управління охорони культурної спадщини від 25.09.2006 № 53 |                       |
| 332     | Адміністративний будинок | | Дегтярівська вул., 19                                                                                             |                   | Наказ Головного управління охорони культурної спадщини від 25.09.2006 № 53 |                       |
| 333     | Каплиця | 1903 р. | Дегтярівська вул., 19                                                                                             |                   | Наказ Головного управління охорони культурної спадщини від 25.09.2006 № 53 |                       |
| 334     | Льодовня для лікарні | 1900—1902 рр. | Дегтярівська вул., 19                                                                                             |                   | Наказ Головного управління охорони культурної спадщини від 25.09.2006 № 53 |                       |
| 335     | Котельня | 1900—1902 рр. | Дегтярівська вул., 19                                                                                             |                   | Наказ Головного управління охорони культурної спадщини від 25.09.2006 № 53 |                       |
| 336     | Кухня та пральня | 1900—1902 рр. | Дегтярівська вул., 19                                                                                             |                   | Наказ Головного управління охорони культурної спадщини від 25.09.2006 № 53 |                       |
| 337     | Лікарня | 1900—1902 рр. | Дегтярівська вул., 19                                                                                             |                   | Наказ Головного управління охорони культурної спадщини від 25.09.2006 № 53 |                       |
| 338     | Корпус для чоловіків | 1900—1902 рр. | Дегтярівська вул., 19                                                                                             |                   | Наказ Головного управління охорони культурної спадщини від 25.09.2006 № 53 |                       |
| 339     | Головний корпус | 1900—1902 рр. | Дегтярівська вул., 19                                                                                             |                   | Наказ Головного управління охорони культурної спадщини від 25.09.2006 № 53 |                       |
| 340     | Обеліск загиблим робітникам автотранспортного підприємства, які загинули в роки Валикої Вітчизняної війни | | Дегтярівська вул., 25                                                                                             |                   | Рішення виконавчого комітету Київської міськради народних депутатів від 30.07.1984 № 693 |                       |
| 341     | Будівля Інституту газу (корпус № 1), у якому у 1960-ті — 1980-ті рр. працювали Доброхотов М. М., вчений у галузі металургії; Копитов В. Ф., академік | 1960—1962 рр. | Дегтярівська вул., 39                                                                                             |                   | Рішення виконавчого комітету Київської міськради народних депутатів від 04.08.1980 № 1102, Рішення виконавчого комітету Київської міськради народних депутатів від 27.01.1970 № 159                                                                                           |                       |
| 342     | Вікові дуби та липи | | Делегатський пров.                                                                                                |                   | Рішення виконавчого комітету Київської міськради народних депутатів від 20.03.1972 № 363 |                       |
| 343     | Будинок житловий | Початок XX ст. | Десятинна вул., 1/3                                                                                               |                   | Наказ Головного управління охорони культурної спадщини від 25.06.2011 № 10/38-11 |                       |
| 344     | Фундаменти церкви св. Василя (Трьохсвятительська) | XII ст. | Десятинна вул., 2                                                                                                 |                   | Рішення виконавчого комітету Київської міськради народних депутатів від 10.10.1988 № 976 |                       |
| 345     | Друге жіноче училище духовного відомства, у якому працювали відомі діячі науки і культури | 1883—1886 рр., 1900 р. (надбудова), 1908 р. (добудова)                                                            | Десятинна вул., 4-6                                                                                               |                   | Наказ Головного управління охорони культурної спадщини від 10.06.2011 № 10/34-11 |                       |
| 346     | Будинок, у якому у 1918—1919 рр. жив Шестов Л. І. (Шварцман), філософ-ідеаліст; мешкав Ватченко О. Ф., Герой Соціалістичної праці | 1914 р. | Десятинна вул., 8                                                                                                 |                   | Рішення виконавчого комітету Київської міськради народних депутатів від 17.11.1987 № 1112 |                       |
| 347     | Особняк Симиренків, у якому жив Симиренко В. Ф., меценат; у 1923—1934 рр. жив Новицький О. П., історик мистецтва, академік; містилися: у 1919—1924 рр. — Укр. Наукове товариство; у 1921—1933 рр. — ВУАН; до 1929 р. — Музей українських діячів науки та мистецтва;            | 1890 р. | Десятинна вул., 9                                                                                                 | № 207             | Рішення виконавчого комітету Київської міськради народних депутатів від 18.11.1986 № 1107 (архітектура), Наказ Головного управління охорони культурної спадщини від 10.06.2011 № 10/34-11 (історія)                                                                           |                       |
| 348     | Будинок, у якому у 1946—1966 рр. мешкав Жмаченко П. Ф., Герой Радянського Союзу, генерал-полковник | 1892—1893 рр. | Десятинна вул., 13                                                                                                |                   | Рішення виконавчого комітету Київської міськради народних депутатів від 27.01.1970 № 159 |                       |
| 349     | Будинок житловий, у якому мешкали художники: у 1886—1887 рр. Врубель М. О.; у 1886—1989 рр. — Орловський В. Д., живописець-пейзажист, один з фундаторів Київського художнього училища;у 1920-х рр. — Котарбінський В. О., академік живопису Петербурзької АМ                   | 1847—1849; 1857; 1889 рр.                                                                                         | Десятинна вул., 14                                                                                                |                   | Рішення виконавчого комітету Київської міськради народних депутатів від 27.01.1970 № 159 |                       |
| 350     | Пам'ятник персонажам п'єси М. Старицького «За двома зайцями» | 1999 р. | Десятинна вул., 14                                                                                                |                   | Наказ Головного управління охорони культурної спадщини від 25.09.2006 № 53 |                       |
| 351     | Фундаменти Західного палацу | X ст. | Десятинний пров. 7                                                                                                |                   | Рішення виконавчого комітету Київської міськради народних депутатів від 10.10.1988 № 976, Рішення виконавчого комітету Київської міськради народних депутатів від 17.11.1987 № 1112                                                                                           | Під загрозою знищення |
| 352     | Будинок прибутковий | 1901 р. | Дмитрівська 19-а                                                                                                  |                   | Наказ Головного управління охорони культурної спадщини від 10.06.2011 № 10/34-11 |                       |
| 353     | Флігель | 1902 р. | Дмитрівська 19-б                                                                                                  |                   | Наказ Головного управління охорони культурної спадщини від 10.06.2011 № 10/34-11 |                       |
| 354     | Будинок прибутковий | 1891 р. | Дмитрівська 33 |                   | Наказ Головного управління охорони культурної спадщини від 10.06.2011 № 10/34-11 |                       |
| 355     | Будинок прибутковий | 1904 р. | Дмитрівська 35 | № 213             | Рішення виконавчого комітету Київської міськради народних депутатів від 18.11.1986 № 1107 |                       |
| 356     | Будинок прибутковий | 1903 р. | Дмитрівська 52 | № 537-кв          | Наказ Міністерства культури і туризму України від 18.02.2009 № 100/0/16-09 |                       |
| 357     | Будинок прибутковий | 1910-ті рр. | Дмитрівська 102-а                                                                                                 | № 989-Кв          | Наказ Міністерства культури України від 16.12.2016 № 1198 |                       |
| 358     | Флігель житловий | 1910-ті рр. | Дмитрівська 102-б                                                                                                 | № 990-Кв          | Наказ Міністерства культури України від 16.12.2016 № 1198 |                       |
| 359     | Будинок, у якому у 1925—1927 р. проживав Татлін В. Є., художник, заслужений діяч мистецтв; у 1941—1943 роках знаходилася конспіративна квартира київського підпілля в роки Великої Вітчизняної війни (група Синєгубова Р. І.)                                                  | 1894 р. | Дончука Василя вул., 5                                                                                            |                   | Наказ Управління охорони пам'яток історії, культури та історичного середовища від 20.08.1999 № 61 |                       |
| 360     | Телевежа | 1973 р. | Дорогожицька вул.,                                                                                                |                   | Наказ Головного управління охорони культурної спадщини від 25.06.2011 № 10/38-11 |                       |
|         | Комплекс пам'яток «Лук'янівське кладовище» (ДІМ «Лук'янівський історико-меморіальний заповідник») | 1878 р. — сер. XX ст.                                                                                             | Дорогожицька вул., 7                                                                                              | № 672-Кв          | Наказ Міністерства культури України від 21.10.2011 № 912/0/16-11 |                       |
| 361-841 | Див.: Перелік об'єктів культурної спадщини Лук'янівського кладовища | | |                   | |                       |
|         | Комплекс пам'яток на місці масового знищення мирного населення та військовополонених в урочищі Бабин Яр під час гітлерівської окупації (4 об'єкта) (територія Національного заповідника «Бабин Яр»)                                                                            | 1976 — 2001 рр.                                                                                                   | Дорогожицька вул., Ю. Іллєнка, О. Теліги                                                                          | № 260033-Н        | Постанова Кабінету Міністрів України від 03.09.2009 № 928, Пам'ятка історії |                       |
| 842     | Пам'ятник мирним жителям і війсковополоненим, загиблим під час ВВВ на Сирецькому масиві м. Києва | 1976 р. | Дорогожицька вул., О. Теліги                                                                                      | № 260033/1-Н      | Постанова Кабінету Міністрів України від 03.09.2009 № 928, Пам'ятка історії |                       |
| 843     | Пам'ятний знак «Менора» на честь євреїв, що загинули у «Бабиному Яру» | 1991 р. | Ю. Іллєнка, 44 | 260033/2-Н        | Постанова Кабінету Міністрів України від 03.09.2009 № 928, Пам'ятка історії |                       |
| 844     | Пам'ятне місце масових страт громадян у період націстської окупації в роки ВОВ -Бабин Яр, Сирецький парк | | Дорогожицька вул., вул., Ю. Іллєнка, вул., О. Теліги, вул. Оранжерейна                                            | 26033/3-Н         | Постанова Кабінету Міністрів України від 03.09.2009 № 928, Пам'ятка історії |                       |
| 845     | Пам'ятний знак дітям, розтріляним під час ВВв у 1941 р. у Бабіному Яру | 2001 р. | вул., О. Теліги                                                                                                   | 26033/4-Н         | Постанова Кабінету Міністрів України від 03.09.2009 № 928, Пам'ятка історії |                       |
|         | Комплекс споруд інституту технічної теплофізики, у якому працювали відомі вчені | | |                   | |                       |
| 846     | Головний корпус інституту технічної теплофізики, де працювали відомі вчені-академіки: у 1951—1983 рр. Геращенко О. А., у 1964—1996 рр. — Дибан Є. П., У 1964—1973 рр. — Кремньов О. О., у 1964—1992 рр. — Щербань О. Н., у 1955—1983 рр. — Швець І. Т. та ін.                  | 1960-ті рр. | Капніст Марії вул., 2а                                                                                            |                   | Наказ Управління охорони пам'яток історії, культури та історичного середовища від 07.11.2001 № 153 |                       |
| 847     | Будівля Інституту гідромеханіки, де у 1956—1970 рр. працювали у 1958—1970 рр. Павленко Г. Є.; у 1956—1966 рр. Сухомела Г. Й., академіки, вчені у галузі гідромеханіки | 1956 р., 1970-ті рр.                                                                                              | Капніст Марії вул., 8/4                                                                                           |                   | Рішення виконавчого комітету Київської міськради народних депутатів від 21.08.1975 № 840 |                       |
| 848     | Пам'ятник Дзержинському Ф. Е., радянському державному і партійному діячеві | 1969 р. | Жилянська вул., 97                                                                                                |                   | Рішення виконавчого комітету Київської міськради народних депутатів від 27.01.1970 № 159 |                       |
| 849     | Синагога єврейського Галицького товариства «Бейс Яков» | 1909 р. | Жилянська вул., 97                                                                                                |                   | Наказ Головного управління охорони культурної спадщини від 25.06.2011 № 10/38-11 |                       |
| 850     | Адміністративний будинок Київської митниці | 1910—1911 рр. | Жилянська вул., 97/4                                                                                              |                   | Наказ Головного управління охорони культурної спадщини від 25.09.2006 № 53 |                       |
| 851     | Завод «Ленінська кузня» (колишній Південноросійський машинобудівний завод), робітники якого брали участь у збройному виступі 1905 р.; у будівлі ливарного цеху у 1939 р. працював Яковенко В. Г., Герой Радянського Союзу                                                      | 1895—1897, 1934 роки (будівництво) (1905, 1939)                                                                   | Жилянська вул., 107                                                                                               |                   | Рішення виконавчого комітету Київської міськради народних депутатів від 27.01.1970 № 159 |                       |
| 852     | Пам'ятник В. І. Леніну | 1964 р. | Жилянська вул., 107                                                                                               |                   | Рішення виконавчого комітету Київської міськради народних депутатів від 27.01.1970 № 159 |                       |
| 853     | Будинок прибутковий | 1910-ті рр. | Жилянська вул., 108                                                                                               |                   | Наказ Головного управління охорони культурної спадщини від 10.06.2011 № 10/34-11 |                       |
| 854     | Трансформаторна підстанція | 1935 р. | Жилянська вул., 111                                                                                               |                   | Наказ Управління охорони пам'яток історії, культури та історичного середовища від 02.04.1998 № 15 |                       |
| 855     | Будинок прибутковий | 1900 р. | Жилянська вул., 120а                                                                                              |                   | Наказ Головного управління охорони культурної спадщини від 10.06.2011 № 10/34-11 |                       |
| 856     | Будинок прибутковий | Кінець XIX ст. | Золотоустівська вул., 14                                                                                          |                   | Наказ Головного управління охорони культурної спадщини від 25.06.2011 № 10/38-11 |                       |
| 857     | Флігель | 1910-ті рр. | Золотоустівська вул., 35                                                                                          |                   | Наказ Головного управління охорони культурної спадщини від 10.06.2011 № 10/34-11 |                       |
| 858     | Будинок житловий | 1909 р. | Золотоустівська вул., 53                                                                                          |                   | Наказ Головного управління культури, мистецтв та охорони культурної спадщини від 25.03.2005 № 94 |                       |
| 859     | Будинок житловий, у якому містилася «Театральна академія», серед викладачів якої були відомі театральні та мистецькі діячі | 1898—1899 рр. | Золотоворітська вул., 3                                                                                           |                   | Наказ Управління охорони пам'яток історії, культури та історичного середовища від 07.11.2001 № 153 |                       |
| 860     | Будинок житловий, у якому у 1930-ті рр. працював Різниченко В. Ф., краєзнавець, бібліограф, видавець, громадський діяч | 2-га пол. XIX ст.                                                                                                 | Золотоворітська вул., 4                                                                                           |                   | Наказ Управління охорони пам'яток історії, культури та історичного середовища від 07.11.2001 № 153 |                       |
| 861     | Особняк | 1894 р. | Золотоворітська вул., 6                                                                                           |                   | Наказ Головного управління охорони культурної спадщини від 25.06.2011 № 10/38-11 |                       |
| 862     | Будинок меморіальний, де у 1961—1964 рр. жив А. Петрицький, видатний український художник | Невідома | Золотоворітська вул., 8/4                                                                                         |                   | Рішення виконавчого комітету Київської міськради народних депутатів від 04.08.1980 № 1102, Рішення виконавчого комітету Київської міськради народних депутатів від 22.02.1971 № 301                                                                                           |                       |
| 863     | Будинок прибутковий з мебльованими кімнатами, у якому з 1902 р. містилася друкарня С. Яковлева, у 1911—1914 рр. були влаштовані Вищі жіночі курси | 1880, 1901—1902,                                                                                                  | Золотоворітська вул., 11                                                                                          |                   | Подано до Державного реєстру нерухомих пам'яток України в 2009, Затвержено протоколами Міністерства культури та Держкульт спадщини 2010 р. Наказу немає |                       |
| 864     | Зелені насадження у Золотоворотському сквері | 1869 р., 1880 р.                                                                                                  | Золотоворітський сквер                                                                                            |                   | Рішення виконавчого комітету Київської міськради народних депутатів від 20.03.1972 № 363 |                       |
| 865     | Будинок Інституту отоларингології, де у 1961—1974 рр. працював Коломійченко О. С., професор-отоларинголог; член-кореспондент АН УРСР, заслужений діяч науки | 1961 р. | Зоологічна вул., 3                                                                                                |                   | Рішення виконавчого комітету Київської міськради народних депутатів від 04.08.1980 № 1102 |                       |
| 866     | Пам'ятник М. І. Калініну, радянському державному і партійному діячеві | 1978 р. | Зоологічна вул., 3                                                                                                |                   | Рішення виконавчого комітету Київської міськради народних депутатів від 04.08.1980 № 1102 |                       |
| 867     | Особняк | Початок XX ст. | Квітучий пров. 4                                                                                                  |                   | Наказ Головного управління охорони культурної спадщини від 25.06.2011 № 10/38-11 |                       |
| 868     | Пам'ятник Кирпоносу М. П., радянському військовому діячеві, Герою Радянського Союзу, герою Великої Вітчизняної війни | 1973 р. | Кирпоноса вул.,                                                                                                   |                   | Рішення виконавчого комітету Київської міськради народних депутатів від 21.08.1975 № 840 |                       |
| 869     | Фундаменти церкви | XI ст. | Киянівський пров. 2/12                                                                                            |                   | Рішення виконавчого комітету Київської міськради народних депутатів від 17.11.1987 № 1112 |                       |
| 870     | Будинок оранжереї, де працювали вчені: Навашин С., директор ботанічного саду та Фомін О. В., ботанік | 1846—1849 | Петлюри Симона вул., 1                                                                                            | № 260016/5        | Постанова Кабінету Міністрів України від 03.09.2009 № 928 |                       |
| 871     | Будинок житловий працівників заводу «Транссигнал» | 1930-ті р. | Петлюри Симона вул., 3/25                                                                                         | № 247             | Рішення виконавчого комітету Київської міськради народних депутатів від 18.11.1986 № 1107 |                       |
| 872     | Будинок житловий | 1930-ті рр. | Петлюри Симона вул., 7-9                                                                                          | № 249             | Рішення виконавчого комітету Київської міськради народних депутатів від 18.11.1986 № 1107 |                       |
| 873     | Будинок, у якому у 1905—1909 рр. бував Тесленко А. Ю., український письменник | Кінець XIX ст. | Петлюри Симона вул., 8                                                                                            |                   | Рішення виконавчого комітету Київської міськради народних депутатів від 27.01.1970 № 159 |                       |
| 874     | Будинок прибутковий | Кінець XIX ст. | Петлюри Симона вул., 11/106                                                                                       |                   | Наказ Головного управління охорони культурної спадщини від 25.06.2011 № 10/38-11 |                       |
| 875     | Будинок, у якому у 1907—1910-ті рр. розміщувався «Клуб трудящихся лиц»; відбувалися нелегальні збори міської організації РСДРП | 1882 р. (2-поверховий), 1899 р. (прибудова), 1940 р. (надбудова)                                                  | Петлюри Симона вул., 12                                                                                           |                   | Наказ Головного управління охорони культурної спадщини від 25.06.2011 № 10/38-11 |                       |
| 876     | Будинок прибутковий, у якому з кінця XIX ст. (до 1906 р.) містила книгарня журналу «Киевская старина», який відвідувало багато відомих письменників та громадських діячів; у 1905 дебютував у цьому журналі із своїми оповіданнями Тесленко А. Ю., письменника                 | 1874—1875 рр. | Петлюри Симона вул., 14                                                                                           |                   | Наказ Управління охорони пам'яток історії, культури та історичного середовища від 02.04.1998 № 15 (архітектури) |                       |
| 877     | Будинок Південно-російського товариства торгівлі аптекарськими товарами («ЮРОТАТ») | 1900 р. | Петлюри Симона вул., 16/108                                                                                       | № 143             | Рішення виконавчого комітету Київської міськради народних депутатів від 21.01.1986 № 49 |                       |
| 878     | Будинок прибутковий | 1893 | Петлюри Симона вул., 18/137                                                                                       | № 259             | Рішення виконавчого комітету Київської міськради народних депутатів від 18.11.1986 № 1107 |                       |
| 879     | Будинок житловий | 1910-ті рр. | Коперника вул., 7                                                                                                 |                   | Наказ Головного управління охорони культурної спадщини від 10.06.2011 № 10/34-11 |                       |
| 880     | Будинок, у якому у 1938—1940 рр. навчався Єгунов К., який у роки німецько-фашистської окупації був секретарем підпільного райкому ЛКСМУ, керівник підпільної комсомольської молодіжної групи «За радянську Україну»                                                            | 1937 р. | Коперника вул., 8                                                                                                 |                   | Рішення виконавчого комітету Київської міськради народних депутатів від 21.08.1975 № 840 |                       |
| 881     | Будинок житловий робітників-металістів | 1927—1929 рр. | Коперника вул., 18                                                                                                |                   | Наказ Головного управління охорони культурної спадщини від 25.06.2011 № 10/38-11 |                       |
| 882     | Будинок житловий робітників-металістів | 1927—1929 рр. | Коперника 20/2 (Довнар-Запольського вул., 2/20)                                                                   |                   | Наказ Головного управління охорони культурної спадщини від 25.06.2011 № 10/38-11 |                       |
| 883     | Культурний шар «Міста Ярослава» | XI—XIII ст. | Костьольна вул.,                                                                                                  | № 260028          | Постанова Кабінету Міністрів України від 03.09.2009 № 928 |                       |
| 885     | Вулиця Костьольна | 1830 рр. — сер. XIX ст.                                                                                           | Костьольна вул.,                                                                                                  | № 527             | Наказ Міністерства культури і туризму України від 07.11.2008 № 1285/0/16-08 |                       |
| 886     | Будинок прибутковий | 1871 р., 1913 р. (надбудова 4—5 поверхів)                                                                         | Костьольна вул., 3                                                                                                | № 527/1           | Наказ Міністерства культури і туризму України від 07.11.2008 № 1285/0/16-08 |                       |
| 887     | Будинок прибутковий | 1887 р. | Костьольна вул., 4                                                                                                | № 527/2           | Наказ Міністерства культури і туризму України від 07.11.2008 № 1285/0/16-08 |                       |
| 888     | Будинок прибутковий | 1871 р., 1913 р. (надбудова)                                                                                      | Костьольна вул., 5                                                                                                | № 527/3           | Наказ Міністерства культури і туризму України від 07.11.2008 № 1285/0/16-08 |                       |
| 889     | Будинок житлово-будівельного кооперативу «Сяйво», у якому на початку 1960-х рр. проживав Сухомел Г. І., вчений у галузі гідравліки і гідромеханіки, академік | 1927 р. | Костьольна вул., 6                                                                                                | № 527/4           | Наказ Міністерства культури і туризму України від 07.11.2008 № 1285/0/16-08 |                       |
| 890.    | Будинок прибутковий | 1912—1913 рр. | Костьольна вул., 7                                                                                                | № 527/5           | Наказ Міністерства культури і туризму України від 07.11.2008 № 1285/0/16-08 |                       |
| 891     | Будинок прибутковий, у якому у 1918—1919 рр. жили Чумак В. Г., поет; у 1910-ті рр. Шамо І. Н., композитор; у 1868—1882 рр. Белина-Скупевський С. Б., співак, педагог | 1910-ті рр. | Костьольна вул., 8                                                                                                | № 527/6           | Наказ Міністерства культури і туризму України від 07.11.2008 № 1285/0/16-08 |                       |
| 892     | Будинок житловий, у якому мешкав С. П. Корольов | 1912—1913 рр. | Костьольна вул., 9                                                                                                | № 527/7           | Наказ Міністерства культури і туризму України від 07.11.2008 № 1285/0/16-08 архітектура та містобудування |                       |
| 893     | Флігель службовий | Початок XX століття                                                                                               | Костьольна вул., 9б                                                                                               | № 527/8           | Наказ Міністерства культури і туризму України від 07.11.2008 № 1285/0/16-08 |                       |
| 894     | Садиба міська: Костьольна, 9 | | Костьольна вул., 9                                                                                                | № 527             | Наказ Міністерства культури і туризму України від 07.11.2008 № 1285/0/16-08 |                       |
| 895     | Будинок житловий робітників Укрмясопромтресту | 1936 р. | Костьольна вул., 10                                                                                               | № 527/9           | Наказ Міністерства культури і туризму України від 07.11.2008 № 1285/0/16-08 |                       |
| 896     | Будинок причту (плебанії) в якому проживав А. Шептицький, І. О. Світличний | 1824 р. | Костьольна вул., 13а                                                                                              | № 52710           | Наказ Міністерства культури і туризму України від 07.11.2008 № 1285/0/16-08 |                       |
| 897     | Флігель для прислуги костьолу | 1824 р., 1862 р.                                                                                                  | Костьольна вул., 13б                                                                                              | № 527/11          | Наказ Міністерства культури і туризму України від 07.11.2008 № 1285/0/16-08 |                       |
| 898     | Флігель з господарським льохом | 1862 р. | Костьольна вул., 13д                                                                                              |                   | Наказ Головного управління охорони культурної спадщини від 25.09.2006 № 53 |                       |
| 899     | Будинок житловий співробітників АН УРСР, у якому жили: у 1945—1965 рр. Думанський А. В., засновник колоїдної хімії, Першин П. М., економіст-аграрник; Боголюбов М. М., фізик-теоретик; Данилов В. І., фізик; Єфименко П. П., археолог та інші                                  | 1936 р. | Костьольна вул., 15                                                                                               | № 673-Кв          | Наказ Міністерства культури України від 21.10.2011 № 912/0/16-11 |                       |
| 900     | Костьол Олександрівський | 1817—1842 рр. | Костьольна вул., 17                                                                                               | № 878             | Постанова Ради Міністрів УРСР від 06.09.1979 № 442 |                       |
| 901     | Огророжа з брамами | XIX — початок XX ст.                                                                                              | Костьольна вул., 17                                                                                               | № 527/12          | Наказ Міністерства культури і туризму України від 07.11.2008 № 1285/0/16-08 |                       |
| 902     | Пам'ятник Гончару О. Т. | 2001 р. | Коцюбинського Михайла вул.,                                                                                       |                   | Наказ Головного управління охорони культурної спадщини від 25.09.2006 № 53 |                       |
| 903     | Будинок, у якому мешкали письменники та поети: у 1957—1967 рр. Кучер В., у 1957—1964 рр. Сосюра В.; у 1968—1977 рр. Земляк В.; у 1957—1994 рр. — Збанацький Ю. О. та інші | 1955—1957 рр. | Коцюбинського Михайла вул., 2 (2-а)                                                                               |                   | Рішення виконавчого комітету Київської міськради народних депутатів від 27.01.1970 № 159 |                       |
| 904     | Особняк, у якому жив Дітеріхс М. М., професор медицини, хірург | 1912 р. | Коцюбинського Михайла вул., 3                                                                                     | № 106             | Рішення виконавчого комітету Київської міськради народних депутатів від 21.01.1986 № 49 |                       |
| 905     | Будинок прибутковий | 1910 р. | Коцюбинського Михайла вул., 5                                                                                     |                   | Наказ Управління охорони пам'яток історії, культури та історичного середовища від 18.09.2002 № 157 |                       |
|         | Садиба міська: Коцюбинського, 6 | XIX ст. | Коцюбинського Михайла вул., 6                                                                                     |                   | |                       |
| 906     | Будинок прибутковий | 1897 р. | Коцюбинського Михайла вул., 6                                                                                     |                   | Наказ Головного управління охорони культурної спадщини від 10.06.2011 № 10/34-11 |                       |
| 907     | Флігель | 1897 р. | Коцюбинського Михайла вул., 6                                                                                     |                   | Наказ Головного управління охорони культурної спадщини від 10.06.2011 № 10/34-11 |                       |
| 908     | Гімназія Дучинської О. Т. | 1901—1902 рр. | Коцюбинського Михайла вул., 7                                                                                     | № 331             | Розпорядження Київської міської державної адміністрації від 11.03.1998 № 520 |                       |
| 909     | Особняк | 1864 р.; 1876 р. (надбубова)                                                                                      | Коцюбинського Михайла вул., 8                                                                                     | № 212             | Рішення виконавчого комітету Київської міськради народних депутатів від 18.11.1986 № 1107 |                       |
| 910     | Будинок співробітників АН УРСР, у якому мешкали: у 1938—1953 рр. Патон Є. О., у 1944—1961 рр. Булаховський Л. А., академіки; у 1938 — Косенко В. С., композитор, піаніст, педагог та інші                                                                                      | 1936—1937 рр. | Коцюбинського Михайла вул., 9                                                                                     |                   | Рішення виконавчого комітету Київської міськради народних депутатів від 27.01.1970 № 159, історія |                       |
|         | Садиба міська: Коцюбинського 12, де розміщувалися навчальні заклади Валькера, де навчалися у прогімназії у 1904—1910 рр. Симиренко В. Л.,майбутній вчений в галузі садівництва; у 1900-х рр. майбутні митці Архипенко О. П. та Кавалерідзе І. П.                               | Початок XX ст. | Коцюбинського Михайла вул., 12                                                                                    |                   | Наказ Головного управління охорони культурної спадщини від 10.06.2011 № 10/34-11 |                       |
| 911     | Флігель (лівий), де розташовувалась сьома чоловіча гімназія та II реальне училище, де працювали академіки УАН: у 1904 р. Перетц В. М., у 1913 р. Тутковський П. А.;навчався Горовиць В. С., піаніст                                                                            | 1902—1909 рр. | Коцюбинського Михайла вул., 12б                                                                                   |                   | Наказ Головного управління охорони культурної спадщини від 10.06.2011 № 10/34-11 |                       |
| 912     | Флігель (правий), де розташовувалась корсетна фабрика І. Дютуа | 1902 р. | Коцюбинського Михайла вул., 12б                                                                                   |                   | Наказ Головного управління охорони культурної спадщини від 10.06.2011 № 10/34-11 |                       |
| 913     | Будинок, де розміщувалися навчальні заклади Валькера, де навчалися у прогімназії у 1904—1910 рр. Симиренко В. Л., майбутній вчений в галузі садівництва; у 1900-х рр. майбутні митці Архипенко О. П. та Кавалерідзе І. П.                                                      | 1899 р. | Коцюбинського Михайла вул., 12                                                                                    |                   | Наказ Головного управління охорони культурної спадщини від 25.06.2011 № 10/38-11 |                       |
|         | Садиба міська: Шевченка Т. б. 36 (Аптекаря Фрометта Н. Д.) | | |                   | |                       |
| 914     | Будинок прибутковий | 1875 р. | Коцюбинського Михайла вул., 14                                                                                    |                   | Наказ Головного управління охорони культурної спадщини від 10.06.2011 № 10/34-11 |                       |
| 915     | Лікарня лютеранської громади, де у 1933—1962 рр. працював Іванов В. М., вчений терапевт | 1913 р. | Винниченка Володимира вул., 9                                                                                     | № 93              | Рішення виконавчого комітету Київської міськради народних депутатів від 21.01.1986 № 49, Рішення виконавчого комітету Київської міськради народних депутатів від 27.01.1970 № 159                                                                                             |                       |
| 916     | Будинок прибутковий | 1913—1914 рр. | Кравченка Миколи вул., 21                                                                                         |                   | Наказ Головного управління охорони культурної спадщини від 25.06.2011 № 10/38-11 |                       |
| 917     | Будинок житловий | 1950—1952 рр. | Кудрявська вул., 2                                                                                                |                   | Наказ Головного управління охорони культурної спадщини від 25.06.2011 № 10/38-11 |                       |
|         | Садиба міська: Кудрявська, 9 (Мазюкевича) | | Кудрявська вул., 9                                                                                                | № 318             | Рішення Київської міської державної адміністрації від 17.01.2000 № 42 |                       |
| 918     | Будинок, у якому у 1895—1903 рр. провів дитинство Булгаков М. П., письменник; бував Петров М. І., літературознавець, академік | 1895—1903 рр. | Кудрявська вул., 9а                                                                                               |                   | Рішення виконавчого комітету Київської міськради народних депутатів від 17.11.1987 № 1112 |                       |
| 919     | Флігель | Початок XX ст. | Кудрявська вул., 9б                                                                                               | № 318/1           | Рішення Київської міської державної адміністрації від 17.01.2000 № 42 |                       |
| 920     | Будинок, у якому у 1903 р. мешкала сім'я Ульянових; у 1899—1907 рр. проживав Платонов Х. П., живописець, академік Петербурзької АМ, один із засновників Київського художнього училища; у 1905 р. мешкала родина Булгакових                                                     | 1897 р. | Кудрявська вул., 10                                                                                               |                   | Рішення виконавчого комітету Київської міськради народних депутатів від 21.08.1975 № 840 |                       |
| 921     | Комплекс «Казенний винний склад № 1» | 1896 р. | Кудрявська вул., 14                                                                                               |                   | Наказ Головного управління охорони культурної спадщини від 25.06.2011 № 10/38-11 |                       |
| 922     | Головний корпус | 1896 р. | Кудрявська вул., 14                                                                                               |                   | Наказ Головного управління охорони культурної спадщини від 25.06.2011 № 10/38-11 |                       |
| 923     | Спиртосховище | 1896 | Кудрявська вул., 14                                                                                               |                   | Наказ Головного управління охорони культурної спадщини від 25.06.2011 № 10/38-11 |                       |
| 924     | Очисне відділення | 1896 | Кудрявська вул., 14                                                                                               |                   | Наказ Головного управління охорони культурної спадщини від 25.06.2011 № 10/38-11 |                       |
| 925     | Кочегарка (котельня) з трубою | 1912 | Кудрявська вул., 14                                                                                               |                   | Наказ Головного управління охорони культурної спадщини від 25.06.2011 № 10/38-11 |                       |
| 926     | Огорожа зі старими в'їзними воротами | 1896 | Кудрявська вул., 14                                                                                               |                   | Наказ Головного управління охорони культурної спадщини від 25.06.2011 № 10/38-11 |                       |
| 927     | Житловий будинок № 14 | 1875 | Кудрявська вул., 14                                                                                               |                   | Наказ Головного управління охорони культурної спадщини від 25.06.2011 № 10/38-11 |                       |
| 928     | Будинок житловий та конторський казенного винного складу № 1 | Початок 1900-х рр.                                                                                                | Кудрявська вул., 16                                                                                               |                   | Наказ Головного управління охорони культурної спадщини від 25.06.2011 № 10/38-11 |                       |
| 929     | Будинок житловий | Початок XX ст. | Кудрявська вул., 47                                                                                               |                   | Наказ Головного управління охорони культурної спадщини від 25.06.2011 № 10/38-11 |                       |
|         | Садиба міська: Леонтовича, 2/29 | | |                   | |                       |
| 930     | Флігель | Кінець XIX ст. | Леонтовича вул., 2/29                                                                                             |                   | Наказ Головного управління охорони культурної спадщини від 10.06.2011 № 10/34-11 |                       |
| 931     | Будинок прибутковий | 1872, 1883 рр. | Леонтовича вул., 2/29                                                                                             |                   | Наказ Головного управління охорони культурної спадщини від 10.06.2011 № 10/34-11 |                       |
| 932     | Їдальня студентів університету | 1902—1903 рр. | Леонтовича вул., 3                                                                                                | № 341             | Розпорядження Київської міської державної адміністрації від 15.07.1998 № 1463 |                       |
| 933     | Будинок житловий, у якому проживав Малишевський І. Г., історик релігії та професор церковної історії Київської духовної академії | 1886 р. | Леонтовича вул., 4                                                                                                | № 0/0             | Наказ Головного управління охорони культурної спадщини від 25.09.2006 № 53 |                       |
| 934     | Будинок прибутковий, у якому з 1980 р. розміщувався Інститут соціоніки і економіки (Інститут світової економіки і міжнародних відносин), у якому працював Шлепаков А. М. | XIX ст.; початок XX ст.                                                                                           | Леонтовича вул., 5                                                                                                |                   | Наказ Головного управління охорони культурної спадщини від 10.06.2011 № 10/34-11 |                       |
| 935     | Флігель | Кінець XIX ст. | Леонтовича вул., 5                                                                                                |                   | Наказ Головного управління охорони культурної спадщини від 10.06.2011 № 10/34-11 |                       |
| 936     | Будинок, у якому у 1935—1937 рр. мешкав Макаренко А. С., радянський педагог і письменник | 1934 р. | Леонтовича вул., 6а                                                                                               |                   | Рішення виконавчого комітету Київської міськради народних депутатів від 04.08.1980 № 1102 |                       |
| 937     | Флігель | Кінець XIX ст. | Леонтовича вул., 7                                                                                                |                   | Наказ Головного управління охорони культурної спадщини від 10.06.2011 № 10/34-11 |                       |
| 938     | Будинок прибутковий, у якому проживали: у 1882—1908 рр. Іконников В. С., історик, професор, Бец В. О, лікар-анатом, професор Київського університету, громадський діяч, власник садиби; до 1913 р. жив Мессарош Д. В., учасник оборони Севастополя (1853—1855 р.)              | 1882 р. (проєкт); близько 1913 р. (надбудова 3 поверху); кінець 1910-х рр. (4-й поверх)                           | Леонтовича вул., 7                                                                                                |                   | Наказ Головного управління охорони культурної спадщини від 10.06.2011 № 10/34-11 |                       |
| 939     | Будинок меморіальний інституту біохімії ім. Палладіна О., де жили і працювали відомі вчені-академіки (корпус № 4) | 1935 р. | Леонтовича вул., 9                                                                                                |                   | Рішення виконавчого комітету Київської міськради народних депутатів від 21.08.1975 № 840 |                       |
| 940     | Городище та могильник | IX—XIII ст. | Лиса гора | № 260029          | Постанова Кабінету Міністрів України від 03.09.2009 № 928 |                       |
| 941     | Будинок прибутковий | 1893 р. | Лисенка вул., 1                                                                                                   |                   | Наказ Управління охорони пам'яток історії, культури та історичного середовища від 20.08.1999 № 61 |                       |
|         | Садиба міська: Ярославів Вал, 1 — Лисенка, 2 | | |                   | |                       |
| 942     | Будинок житловий | 1858—1859 рр.; 1961 р. (реконструкція з переплануванням); 1996—1998 рр. (реконструкція з прибудовами)             | Лисенка вул., 2                                                                                                   | № 342             | Розпорядження Київської міської державної адміністрації від 15.07.1998 № 1463 |                       |
| 943     | Будинок прибутковий | 1874—1876 р., кінець XIX ст.                                                                                      | Лисенка вул., 3                                                                                                   |                   | Наказ Управління охорони пам'яток історії, культури та історичного середовища від 29.12.1998 № 69 |                       |
| 944     | Будинок житловий для інженерно-технічних працівників українських Південно-Західних залізниць | 1933—1939 рр. | Лисенка вул., 4                                                                                                   |                   | Наказ Головного управління охорони культурної спадщини від 25.06.2011 № 10/38-11 |                       |
| 945     | Будинок управління Південно-Західної залізниці, у якому працювали: у 1902—1906 рр. Шліхтер О. та Крижановський Г., організатори і керівники першого загального страйку київських робітників у 1905 р.; у 1896—1913 рр. — Немешаєв К. С., державний діяч                        | 1887—1890 рр. | Лисенка вул., 6                                                                                                   |                   | Рішення виконавчого комітету Київської міськради народних депутатів від 17.11.1987 № 1112 |                       |
| 946     | Будинок житловий всесоюзного об'єднання «Південзаготзерно» | 1934—1935 р. | Лисенка вул., 8                                                                                                   |                   | Наказ Головного управління охорони культурної спадщини від 25.06.2011 № 10/38-11 |                       |
| 947     | Культурний шар Копирева кінця | XI—XIII ст. | Львівська пл. |                   | Рішення виконавчого комітету Київської міськради народних депутатів від 17.11.1987 № 1112, Рішення виконавчого комітету Київської міськради народних депутатів від 27.01.1970 № 159                                                                                           |                       |
| 948     | Будинок державної казенної палати | 1913—1914 рр. | Львівська пл. 14                                                                                                  |                   | Наказ Управління охорони пам'яток історії, культури та історичного середовища від 07.11.2001 № 153 |                       |
|         | Комплекс центральних лазень з торговими закладами (садиба домовласника Познякова Г. П.) | | |                   | |                       |
| 949     | Будівля лазень з гідропатичною установкою | 1895 р. | Маложитомирська вул., 3 (3-а)                                                                                     | № 255             | Рішення виконавчого комітету Київської міськради народних депутатів від 18.11.1986 № 1107 |                       |
| 950     | Будинок прибутковий, у якому проживали Позняков Г. П., цивільний інженер, домовласник; Сандомирський М. Ф., письменник | 1893—1897 рр. 1957 р. (надбудова)                                                                                 | Маложитомирська вул., 3/4                                                                                         | № 0/0             | Наказ Управління охорони пам'яток історії, культури та історичного середовища від 20.08.1999 № 61 |                       |
| 951     | Будинок прибутковий, у якому проживали у 1910-х рр. П'ятигорович К. О., скрипаль, альтист, педагог; Кримський А. Ю., вчений-орієнталіст, славіст | 1911 рік | Маложитомирська вул., 5                                                                                           | № 0/0             | Наказ Головного управління охорони культурної спадщини від 25.06.2011 № 10/38-11 |                       |
| 952     | Будинок житловий | 1870-тірр., 1886 р.                                                                                               | Маложитомирська вул., 6                                                                                           |                   | Наказ Управління охорони пам'яток історії, культури та історичного середовища від 18.09.2002 № 157 |                       |
| 953     | Будинок прибутковий, у якому у 1863—1872 рр. містилося Київське відділення Російського музичного товариства, музичне училище; перебували відомі культурні і громадські діячі                                                                                                   | сер. XIX ст., 1894 р. (перебудова) 1910—1911 рр. (надбудова)                                                      | Маложитомирська вул., 7                                                                                           |                   | Наказ Головного управління охорони культурної спадщини від 25.06.2011 № 10/38-11 |                       |
| 954     | Будинок прибутковий | 1912 р. | Маложитомирська вул., 8                                                                                           |                   | Наказ Головного управління охорони культурної спадщини від 10.06.2011 № 10/34-11 |                       |
| 955     | Будинок прибутковий | 1897 р. | Маложитомирська вул., 9                                                                                           |                   | Наказ Головного управління охорони культурної спадщини від 25.06.2011 № 10/38-11 |                       |
| 956     | Будинок, у якому мешкали: у 1969—1975 рр. Вірський П. П., балетмейстер; у 1968—1872 рр. Дерегус М. Г., художник; у 1980-ті — 1999 рр. Маринченко Є. О., архітектор | 1969 р. | Маложитомирська вул., 10                                                                                          |                   | Рішення виконавчого комітету Київської міськради народних депутатів від 30.07.1984 № 693 |                       |
| 957     | Будинок прибутковий, у якому у 1905 р. містилась редакція газети «Работник»; на початку XX століття проживав Яновський Ф. Г., терапевт, академік | 1893 р. | Маложитомирська вул., 11                                                                                          |                   | Наказ Головного управління охорони культурної спадщини від 25.06.2011 № 10/38-11 |                       |
|         | Садиба міська: Маложитомирська, 12 | | |                   | |                       |
| 958     | Будинок прибутковий, у якому у 1940-ві — 1850-ті рр. проживав Бабій Б. М., юрист, академік АН УРСР | 1913 р. | Маложитомирська вул., 12а                                                                                         | № 45/0            | Рішення виконавчого комітету Київської міськради народних депутатів від 22.11.1982 № 1804 |                       |
| 959     | Флігель | 1913 р. | Маложитомирська вул., 12б                                                                                         |                   | Наказ Головного управління охорони культурної спадщини від 10.06.2011 № 10/34-11 |                       |
| 960     | Будинок прибутковий | 1896 р. | Маложитомирська вул., 13/6                                                                                        | № 257             | Рішення виконавчого комітету Київської міськради народних депутатів від 18.11.1986 № 1107 |                       |
| 961     | Будинок прибутковий, у якому у 1910—1914 рр. мешкав відомий український художник Мурашко О. О., містилася його живописна майстерня | 1898 р. | Маложитомирська вул., 14а                                                                                         | № 577/2-Кв        | Наказ міністерства Культури і туризму України від 03.02.2010 № 58/0/16-10 |                       |
| 962     | Особняк Ф. Бровинського, у якому проживали члени родини Мурашків | 1858 р.; 1875 р. (прибудова), ост. чверть XIX ст. (надбудова мезоніну)                                            | Маложитомирська вул., 14                                                                                          | № 577/1-Кв        | Наказ міністерства Культури і туризму України від 03.02.2010 № 58/0/16-10 |                       |
|         | Садиба міська: Маложитомирська, 14, у якій проживала родина іконописців та художників Мурашків, містилися іконописна та живописна майстерні | Сер. XIX — початок XX ст.                                                                                         | Маложитомирська вул., 14                                                                                          | № 577-Кв          | Наказ міністерства Культури і туризму України від 03.02.2010 № 58/0/16-10 |                       |
| 963     | Флігель | Початок XX ст. | Маложитомирська вул., 14б                                                                                         | № 577/3-Кв        | Наказ міністерства Культури і туризму України від 03.02.2010 № 58/0/16-10 |                       |
| 964     | Будинок прибутковий | 1887 р., 1892 р., надбудова 1901 р.                                                                               | Маложитомирська вул., 15                                                                                          |                   | Наказ Головного управління охорони культурної спадщини від 25.06.2011 № 10/38-11 |                       |
| 965     | Будинок прибутковий | 1903 р. | Маложитомирська вул., 16/3, (Михайлівський провул. 3/16                                                           |                   | Наказ Головного управління охорони культурної спадщини від 25.06.2011 № 10/38-11 |                       |
| 966     | Будинок прибутковий | 1913 р. | Маложитомирська вул., 16/3 (Михайлівський провул. 3/16                                                            |                   | Наказ Головного управління охорони культурної спадщини від 25.06.2011 № 10/38-11 |                       |
| 967     | Будинок прибутковий, у якому у 1909—1917 рр. проживала родина Малишева (Н. В.), військового, учасника Балканської війни 1877—1878 років; на початку XX століття бував Шолом Алейхем, єврейський письменник                                                                     | Остання чверть XIX ст., 1897, 1898 рр. (перебудова)                                                               | Маложитомирська вул., 17                                                                                          |                   | Наказ Головного управління охорони культурної спадщини від 25.06.2011 № 10/38-11 |                       |
| 968     | Будинок прибутковий | 1879 р., 1896 р. (надбудова і прибудова)                                                                          | Маложитомирська вул., 18/4                                                                                        |                   | Наказ Головного управління охорони культурної спадщини від 25.06.2011 № 10/38-11 |                       |
| 969     | Будинок прибутковий, у якому на початку 1900-х років проживала Суровцова Н. В., письменниця, громадський діяч | 1879 р., 1887 р. — добудова                                                                                       | Маложитомирська вул., 19                                                                                          |                   | Наказ Головного управління охорони культурної спадщини від 25.06.2011 № 10/38-11 |                       |
|         | Садиба міська: Маложитомирська, 20, у якій на початку XX ст. містилося Київське відділення товариства розповсюдження освіти серед євреїв | XIX — початок XX ст.                                                                                              | Маложитомирська вул., 20                                                                                          |                   | Наказ Головного управління охорони культурної спадщини від 25.06.2011 № 10/38-11 |                       |
| 970     | Будинок прибутковий, де на початку XX ст. діяло Товариство допомоги єврейським учителям, розміщувалася бібліотека розповсюдження освіти між євреями та інші заклади | 1895 р. | Маложитомирська вул., 20                                                                                          |                   | Наказ Головного управління охорони культурної спадщини від 25.06.2011 № 10/38-11-архітектура, Рішення виконавчого комітету Київської міськради народних депутатів від 27.01.1970 № 159 (історія)                                                                              |                       |
| 971     | Будинок прибутковий, на місті якого існував особняк професора Київського університету Алфер'єва С. П., де у 1849—1957, 1860—1961 рр. часто бував Лєсков М. С., російський письменник                                                                                           | 1894—1895 рр. | Маложитомирська вул., 20а                                                                                         |                   | Наказ Головного управління охорони культурної спадщини від 25.06.2011 № 10/38-11 |                       |
| 972     | Флігель житловий | 1873 р.; 1881 р.                                                                                                  | Маложитомирська вул., 20б                                                                                         |                   | Наказ Головного управління охорони культурної спадщини від 25.06.2011 № 10/38-11 |                       |
| 973     | Флігель житловий | 1911 р. | Маложитомирська вул., 20в                                                                                         |                   | Наказ Управління охорони пам'яток історії, культури та історичного середовища від 18.03.1999 № 16 |                       |
| 974     | Флігель житловий | Початок XX ст. | Маложитомирська вул., 20г                                                                                         |                   | Наказ Управління охорони пам'яток історії, культури та історичного середовища від 18.03.1999 № 16 |                       |
| 975     | Будинок прибутковий | 1884 р. | Малопідвальна вул., 2/9                                                                                           |                   | Наказ Головного управління охорони культурної спадщини від 25.06.2011 № 10/38-11 |                       |
| 976     | Флігель житловий, у якому у 1917—1918 рр. мешкав Білецький Л. Т., літературознавець, віце-президент УВАН; у 1918—1941 рр. — Кримський А. Ю., орієнталіст, славіст | 1883, 1889 рр. (добудова).                                                                                        | Малопідвальна вул., 3б                                                                                            |                   | Наказ Головного управління охорони культурної спадщини від 25.06.2011 № 10/38-11 |                       |
| 977     | Будинок прибутковий, у якому у 1920-х — 30-х рр. проживав Родзевич С. І., літературознавець | 1910—1911 рр. | Малопідвальна вул., 4                                                                                             |                   | Наказ Головного управління охорони культурної спадщини від 25.06.2011 № 10/38-11 |                       |
| 978     | Будинок прибутковий | 1890-ті рр., 1938 р. (надбудова)                                                                                  | Малопідвальна вул., 6                                                                                             |                   | Наказ Головного управління охорони культурної спадщини від 25.06.2011 № 10/38-11 |                       |
| 979     | Будинок прибутковий, у якому мешкав Петров В. П., письменник, український літературознавець, археолог, етнограф | 1908—1910 р.; 1949—1965 рр.                                                                                       | Малопідвальна вул., 10                                                                                            | № 230             | Рішення виконавчого комітету Київської міськради народних депутатів від 18.11.1986 № 1107 |                       |
|         | Садиба міська: Малопідвальна, 12 | XIX — початок XX ст.                                                                                              | Малопідвальна вул.12                                                                                              |                   | Наказ Головного управління охорони культурної спадщини від 25.06.2011 № 10/38-11 |                       |
| 980     | Будинок прибутковий, у якому у 1918—1919 роках мешкав Дорошенко П. Я., історик і громадський діяч | Кінець XIX ст., 1930-ті роки (надбудова)                                                                          | Малопідвальна вул., 12/10                                                                                         |                   | Наказ Головного управління охорони культурної спадщини від 25.06.2011 № 10/38-11 |                       |
| 981     | Флігель | Початок XX ст. | Малопідвальна вул., 12а                                                                                           |                   | Наказ Головного управління охорони культурної спадщини від 25.06.2011 № 10/38-11 |                       |
| 982     | Будинок прибутковий | 1896—1897 рр. | Малопідвальна вул., 15                                                                                            |                   | Наказ Головного управління охорони культурної спадщини від 25.06.2011 № 10/38-11 |                       |
| 983     | Будинок житловий, у якому проживав Наумов М. І., генерал-майор, Герой Радянського Союзу | 1953 р. | Малопідвальна вул., 21/8                                                                                          |                   | Наказ Головного управління охорони культурної спадщини від 25.09.2006 № 53 |                       |
| 984     | Будинок прибутковий | 1910-ті рр. | Майбороди Платона 25                                                                                              | № 94              | Рішення виконавчого комітету Київської міськради народних депутатів від 21.01.1986 № 49 |                       |
|         | Комплекс споруд Інституту нейрохірургії ім. А. Ромоданова, у якому працювали відомі вчені | 1913—1987 рр. | Майбороди Платона вул., 32                                                                                        |                   | |                       |
| 985     | Адміністративно-лабораторний корпус, у якому працював А. Ромоданов-нейрохірург, акад. АМН СРСР, акад. АН України | 1983 р. | Майбороди Платона вул., 32                                                                                        |                   | Наказ Головного управління охорони культурної спадщини від 25.09.2006 № 53 |                       |
| 986     | Лікарня римсько-католицької громади (Клінічний корпус Інституту) працював Арутюнов О. І. — нейрохірург, акад. АМН УРСР, заслужений діяч науки УРСР | 1913—1914 рр. | Майбороди Платона вул., 32                                                                                        |                   | Наказ Головного управління охорони культурної спадщини від 25.09.2006 № 53 |                       |
| 987     | Будинок житловий | Кінець XIX ст. | Межигірська вул., 24                                                                                              | № 0/0             | Наказ Головного управління охорони культурної спадщини від 25.09.2006 № 53 |                       |
| 988     | Пам'ятник Котляревському І. П., письменнику | 1975 р. | Іллєнка Юрія вул.,                                                                                                |                   | Рішення виконавчого комітету Київської міськради народних депутатів від 04.08.1980 № 1102 |                       |
|         | Комплекс міських казарм, у яких містилися відомі військові формування | | |                   | |                       |
| 989     | Корпус казарм | 1900 р. | Іллєнка Юрія вул., 24                                                                                             |                   | Наказ Головного управління охорони культурної спадщини від 25.09.2006 № 53 |                       |
| 990     | Особняк, де у 1924—1925 рр. викладав у школі Васильченко С. В., письменник | 1910 р. | Іллєнка Юрія вул., 8                                                                                              |                   | Наказ Головного управління охорони культурної спадщини від 25.06.2011 № 10/38-11 |                       |
| 991     | Будинок фельдшерської школи, у якому у 1909—1910 рр. жив і працював Стеценко К. Г., композитор; де формувався тимчасовий військово-санітарний поїзд N 1078 (22 червня 1941 р. — 27 червня 1942 р.)                                                                             | 1907 р. | Іллєнка Юрія вул., 14                                                                                             |                   | Рішення виконавчого комітету Київської міськради народних депутатів від 21.08.1975 № 840 |                       |
| 992     | Корпус казарм | 1912 р. | Іллєнка Юрія вул., 24                                                                                             |                   | Наказ Головного управління охорони культурної спадщини від 25.09.2006 № 53 |                       |
| 993     | Будинок штабу | 1900 р. | Іллєнка Юрія вул., 24                                                                                             |                   | Наказ Головного управління охорони культурної спадщини від 25.09.2006 № 53 |                       |
| 994     | Особняк Баккалинського П. С. | 1901 р. | Іллєнка Юрія вул., 30                                                                                             |                   | Наказ Головного управління охорони культурної спадщини від 25.09.2006 № 53 |                       |
| 995     | Гуртожиток гірничого технікуму | 1952 р. | Іллєнка Юрія вул., 31                                                                                             |                   | Наказ Головного управління охорони культурної спадщини від 25.06.2011 № 10/38-11 |                       |
| 996     | Будинок контори єврейського кладовища | 1899 р. | Іллєнка Юрія, 44                                                                                                  | № 641-Кв          | Наказ Міністерство культури україни від 30.12.2010 № 1328/0/16-10 |                       |
| 997     | Будинок житловий | Кінець XIX — початок XX ст.                                                                                       | Іллєнка Юрія, 51                                                                                                  |                   | Наказ Головного управління охорони культурної спадщини від 14.08.2008 № 10/22-08, ЗНЕСЕНИЙ | Знесений у 2011 році  |
| 998     | Будинок житловий наркомату внутрішніх справ | 1934—1936 рр. | Іллєнка Юрія вул., 75                                                                                             | № 210             | Рішення виконавчого комітету Київської міськради народних депутатів від 18.11.1986 № 1107 |                       |
| 999     | Будинок 6-ї чоловічої гімназії, у якому у 1925—1932 рр. мешкав та працював Васильченко С. В., письменник і педагог; містилася у 1925—1935 рр. трудова школа № 61 | 1912—1913 рр. | Іллєнка Юрія вул., 81 (81а)                                                                                       | № 209/1           | Рішення виконавчого комітету Київської міськради народних депутатів від 18.11.1986 № 1107 (архітектура), Рішення виконавчого комітету Київської міськради народних депутатів від 22.02.1971 № 301 (історія)                                                                   |                       |
| 1000    | Корпус КВІРТУ | 1920-ті рр. | Іллєнка Юрія вул., 81 (81б)                                                                                       | № 209/2           | Рішення виконавчого комітету Київської міськради народних депутатів від 18.11.1986 № 1107 |                       |
| 1001    | Будинок Олексіївського притулку для дітей військових чинів | 1901—1902 рр. | Іллєнка Юрія вул., 81/20 (81в)                                                                                    | № 209/3           | Рішення виконавчого комітету Київської міськради народних депутатів від 18.11.1986 № 1107 |                       |
|         | Комплекс Київського військово-інженерного технічного училища (КВІРТУ) | 1901—1920 рр. | Іллєнка Юрія вул., 81                                                                                             |                   | |                       |
|         | Садиба міська: Михайлівська, 6 | XIX — початок XX ст.                                                                                              | Михайлівська вул., 6                                                                                              |                   | Наказ Головного управління охорони культурної спадщини від 10.06.2011 № 10/34-11 |                       |
| 1002    | Будинок прибутковий | 1870,1895—1896 (прибудова дворового об'єму), 1900 рр. (надбудова)                                                 | Михайлівська вул., 6                                                                                              |                   | Наказ Головного управління охорони культурної спадщини від 10.06.2011 № 10/34-11 |                       |
| 1003    | Флігель житловий | 1896—1897 рр. | Михайлівська вул., 6б                                                                                             |                   | Наказ Головного управління охорони культурної спадщини від 10.06.2011 № 10/34-11 |                       |
| 1004    | Будинок житловий | 1870 р., 1878 р.                                                                                                  | Михайлівська вул., 8                                                                                              |                   | Наказ Головного управління охорони культурної спадщини від 25.06.2011 № 10/38-11 |                       |
| 1005    | Будинок прибутковий, у якому у 1915—1918 рр. проживав Жук М. І., живописець | 1875 р., поч. XX ст.                                                                                              | Михайлівська вул., 9                                                                                              |                   | Наказ Головного управління охорони культурної спадщини від 25.06.2011 № 10/38-11 історія |                       |
| 1006    | Будинок прибутковий | 1899—1900 рр.; 1990-ті рр. (реконструкція)                                                                        | Михайлівська вул., 11                                                                                             |                   | Наказ Головного управління охорони культурної спадщини від 25.06.2011 № 10/38-11 |                       |
| 1007    | Флігель | 1898 р., 1930 р.                                                                                                  | Михайлівська вул., 12б                                                                                            |                   | Наказ Головного управління охорони культурної спадщини від 10.06.2011 № 10/34-11 |                       |
| 1008    | Будинок житловий | 1860-ті — 1870-ті рр.                                                                                             | Михайлівська вул., 13                                                                                             |                   | Наказ Управління охорони пам'яток історії, культури та історичного середовища від 02.04.1998 № 15 |                       |
| 1009    | Будинок житловий | 1882—1883 рр. | Михайлівська вул., 14                                                                                             |                   | Наказ Головного управління охорони культурної спадщини від 10.06.2011 № 10/34-11 |                       |
| 1010    | Будинок прибутковий | 1881 р. | Михайлівська вул., 15/1                                                                                           |                   | Наказ Головного управління охорони культурної спадщини від 25.06.2011 № 10/38-11 |                       |
| 1011    | Будинок прибутковий | 1888 р. | Михайлівська вул., 16                                                                                             |                   | Наказ Головного управління охорони культурної спадщини від 25.06.2011 № 10/38-11 |                       |
| 1012    | Флігель житловий | 1892 р. | Михайлівська вул., 16б                                                                                            |                   | Наказ Управління охорони пам'яток історії, культури та історичного середовища від 18.09.2002 № 157 |                       |
| 1013    | Будинок житловий, у якому мешкали: Лєсков О. С., головний санітарний лікар міста, директор Олександрівської лікарні | 1857—1862, 1872, 1879, 1883 рр.                                                                                   | Михайлівська вул., 17/2                                                                                           |                   | Наказ Головного управління охорони культурної спадщини від 25.06.2011 № 10/38-11 |                       |
|         | Садиба міська: Михайлівська, 18 | XIX — початок XX ст.                                                                                              | Михайлівська вул., 18                                                                                             |                   | Наказ Головного управління охорони культурної спадщини від 25.06.2011 № 10/38-11 |                       |
| 1014    | Флігель житловий | 1894 р. | Михайлівська вул., 18                                                                                             |                   | Наказ Головного управління охорони культурної спадщини від 25.06.2011 № 10/38-11 |                       |
| 1015    | Флігель службовий | 1894 р. | Михайлівська вул., 18б                                                                                            |                   | Наказ Головного управління охорони культурної спадщини від 25.06.2011 № 10/38-11 |                       |
| 1016    | Будинок прибутковий, у якому у 1873—1877 рр. містилося Київське реальне училище | 1863—1864, 1872, 1894—1895, 1911 рр.                                                                              | Михайлівська вул., 18а                                                                                            |                   | Наказ Головного управління охорони культурної спадщини від 25.06.2011 № 10/38-11 |                       |
| 1017    | Будинок прибутковий | 1911 р. | Михайлівська вул., 19                                                                                             |                   | Наказ Головного управління охорони культурної спадщини від 25.06.2011 № 10/38-11 |                       |
| 1018    | Флігель | 1905 р. | Михайлівська вул., 20б                                                                                            | № 528/16          | Наказ Міністерства культури і туризму України від 07.11.2008 № 1285/0/16-08 |                       |
| 1019    | Будинок житловий | Сер. XIX ст., 1946—1950 рр. (капітальна реконструкція), 1967 р.                                                   | Михайлівська вул., 21а, б                                                                                         |                   | Наказ Головного управління охорони культурної спадщини від 25.06.2011 № 10/38-11 |                       |
|         | Садиба міська: Михайлівська 22 | XIX ст. | Михайлівська вул., 22                                                                                             |                   | Наказ Головного управління охорони культурної спадщини від 25.06.2011 № 10/38-11 |                       |
| 1020.   | Флігель житловий | 1899—1900 рр. | Михайлівська вул., 22б                                                                                            |                   | Наказ Головного управління охорони культурної спадщини від 25.06.2011 № 10/38-11 |                       |
| 1021    | Будинок прибутковий | 1899 р. | Михайлівська вул., 22                                                                                             |                   | Наказ Головного управління охорони культурної спадщини від 25.06.2011 № 10/38-11 |                       |
|         | Садиба міська: Михайлівська 24 — Трьохсвятительська 11-13 (Познякова Г. П.), у якій проживав Панас Мирний | | Михайлівська вул., 24Трьохсвятительська вул., 11-13                                                               |                   | Наказ Головного управління охорони культурної спадщини від 25.09.2006 № 53 |                       |
| 1022    | Будинок житловий (з двох флігелів) | Початок XX ст. | Михайлівська вул., 24в                                                                                            |                   | Наказ Головного управління охорони культурної спадщини від 10.06.2011 № 10/34-11 |                       |
| 1023    | Будинок прибутковий | 1870 р., 1877 р. (надбудова); 1880 р., 1950 р. (надбудова)                                                        | Михайлівська вул., 24 (24-а)                                                                                      |                   | Рішення виконавчого комітету Київської міськради народних депутатів від 30.07.1984 № 693 (історія), Наказ Головного управління охорони культурної спадщини від 25.06.2011 № 10/38-11                                                                                          |                       |
| 1024    | Флігель житловий | 1911 р. | Михайлівська вул., 24б                                                                                            |                   | Наказ Управління охорони пам'яток історії, культури та історичного середовища від 18.09.2002 № 157 |                       |
| 1025    | Пам'ятник княгині Ользі, святому апостолу Андрію Первозваному та просвітителям Кирилу і Мефодію | 1911 р., 1996 р. (відновлення)                                                                                    | Михайлівська пл.                                                                                                  |                   | Наказ Управління охорони пам'яток історії, культури та історичного середовища від 29.12.1998 № 69 |                       |
| 1026    | Пам'ятний знак «Жертвам голодомору» 1932—1933 рр. | 1993 р. | Михайлівська пл.                                                                                                  |                   | Наказ Головного управління охорони культурної спадщини від 25.06.2011 № 10/38-11 |                       |
| 1027    | Будинок Центрального комітету КП(б)У, де працював Хрущов М. С., перший секретар КП(б)У | 1936—1938 рр. | Михайлівська пл. 1/2                                                                                              |                   | Наказ Головного управління охорони культурної спадщини від 25.06.2011 № 10/38-11 |                       |
| 1028    | Сходи у міжквартальному просторі | 1899—1900 рр. | Михайлівський пров.                                                                                               |                   | Наказ Головного управління охорони культурної спадщини від 10.06.2011 № 10/34-11 |                       |
| 1029    | Будинок прибутковий | 1913 р. | Михайлівський пров. 3/16                                                                                          |                   | Наказ Головного управління охорони культурної спадщини від 25.06.2011 № 10/38-11 |                       |
| 1030    | Будинок житловий працівників Наркомрадгоспів | 1934—1935 рр. | Михайлівський пров. 4                                                                                             |                   | Наказ Головного управління охорони культурної спадщини від 25.09.2006 № 53 |                       |
|         | Садиба міська: Михайлівський провулок, 9 | XIX — початок XX ст.                                                                                              | Михайлівський пров. 9                                                                                             |                   | Наказ Головного управління охорони культурної спадщини від 25.06.2011 № 10/38-11 |                       |
| 1031    | Будинок прибутковий, у якому у 1944—1975 рр. мешкала Кальченко Г. Н., скульптор, народний художник | 1913 р. | Михайлівський пров. 9                                                                                             |                   | Наказ Головного управління охорони культурної спадщини від 25.06.2011 № 10/38-11 |                       |
| 1032    | Флігель | 1913 р. | Михайлівський пров. 9-б                                                                                           |                   | Наказ Головного управління охорони культурної спадщини від 25.06.2011 № 10/38-11 |                       |
| 1033    | Будинок прибутковий | 1890 р. | Михайлівський пров. 12                                                                                            | № 177             | Рішення виконавчого комітету Київської міськради народних депутатів від 21.01.1986 № 49 |                       |
| 1034    | Будинок житловий, у якому зупинявся під час приїздів у Київ Панас Мирний | 1889 р. | Михайлівський пров. 14                                                                                            |                   | Наказ Головного управління охорони культурної спадщини від 25.09.2006 № 53 |                       |
| 1035    | Будинок прибутковий | 1887 р. — поч. XX ст. — надбудова                                                                                 | Михайлівський пров. 17                                                                                            |                   | Наказ Головного управління охорони культурної спадщини від 25.06.2011 № 10/38-11 |                       |
| 1036    | Будинок прибутковий | 1887 р. | Михайлівський пров. 19/18                                                                                         |                   | Наказ Головного управління охорони культурної спадщини від 25.06.2011 № 10/38-11 |                       |
| 1037    | Будинок житловий, у якому проживав Кривошеєв О. С., архітектор, О. Поталєєв, автор спогадів | 1879 р. | Михайлівський пров. 20                                                                                            |                   | Наказ Головного управління охорони культурної спадщини від 25.09.2006 № 53 |                       |
| 1038    | Будинок житловий | Початок XX ст. | Нагірна вул., 7                                                                                                   |                   | Наказ Головного управління охорони культурної спадщини від 25.06.2011 № 10/38-11 |                       |
| 1039    | Особняк | 1900-ті рр. | Нагірна вул., 14                                                                                                  |                   | Наказ Головного управління охорони культурної спадщини від 25.06.2011 № 10/38-11 |                       |
| 1040    | Фундаменти Лядських (Печерських) воріт XI—XIII століть | XI—XIII ст.; XIV—XVIII ст.                                                                                        | Незалежності Майдан                                                                                               | № 260032          | Постанова Кабінету Міністрів України від 03.09.2009 № 928 |                       |
| 1041    | Монумент Незалежності | 2001 рік | Незалежності Майдан                                                                                               |                   | Наказ Головного управління охорони культурної спадщини від 06.04.2010 № 10/13-10 |                       |
| 1042    | Будинок, у якому у вересні-жовтні 1941 р. містився Шевченківський основний підпільний райкому КП(б)У | Кінець XIX ст., вересень — 18 жовтня 1941 р.                                                                      | Некрасовська вул., 3                                                                                              |                   | Рішення виконавчого комітету Київської міськради народних депутатів від 30.07.1984 № 693 |                       |
| 1043    | Міська санітарна епідеміологічна станція | 1905—1909 рр. | Некрасовська вул., 10/8                                                                                           |                   | Наказ Головного управління охорони культурної спадщини від 25.09.2006 № 53 |                       |
| 1044    | Корпус № 1 Інституту механіки ім. С. Тимошенка, де працювали відомі вчені | 1973 р. | Нестерова вул., 3                                                                                                 |                   | Наказ Головного управління охорони культурної спадщини від 25.09.2006 № 53 |                       |
| 1045    | Корпус № 2 Інституту механіки ім. С. Тимошенка, де працював Бєлякін Ф. П. — директор інституту, акад. АН УРСР | 1967 р. | Нестерова вул., 3                                                                                                 |                   | Наказ Головного управління охорони культурної спадщини від 25.09.2006 № 53 |                       |
| 1046    | Корпус № 3 Інституту механіки ім. С. Тимошенка, де працювали відомі вчені Коваленко А. Д., Кононенко В. О. | 1961 р. | Нестерова вул., 3                                                                                                 |                   | Наказ Головного управління охорони культурної спадщини від 25.09.2006 № 53, Рішення виконавчого комітету Київської міськради народних депутатів від 21.08.1975 № 840 |                       |
|         | Комплекс споруд Інституту механіки ім. С. Тимошенка, де працювали відомі вчені | 1961—1973 рр. | Нестерова вул., 3                                                                                                 |                   | Наказ Головного управління охорони культурної спадщини від 25.09.2006 № 53 |                       |
| 1047    | Будинок (фасадна стіна), у якому у 1885—1886 рр. бував Франко І. Я., письменник, громадський діяч; проживав Ігнатович В. В., громадський діяч, директор Київської контори Державного банку                                                                                     | Початок 1880-х рр.                                                                                                | Несторівський пров. 8                                                                                             |                   | Наказ Головного управління охорони культурної спадщини від 25.06.2011 № 10/38-11 |                       |
| 1048    | Фундаменти церкви | XII — 1-ша пол. XIII ст.                                                                                          | Несторівський пров. 9                                                                                             |                   | Рішення виконавчого комітету Київської міськради народних депутатів від 17.11.1987 № 1112 |                       |
| 1049    | Лабораторно-житловий корпус | 1948—1951 рр.; 1960-ті рр.                                                                                        | Обсерваторна вул., 3                                                                                              | № 433/1-Кв        | Наказ Міністерства культури і туризму України від 16.06.2007 № 662/0/16-07 |                       |
|         | Комплекс «Астрономічна обсерваторія Київського університету св. Володимира» | | (вул. Обсерваторна, 3)                                                                                            | № 433-Кв          | |                       |
| 1050    | Професорський флігель | 1842 р.; 1950-ті рр.                                                                                              | Обсерваторна вул., 3                                                                                              | № 433/2-Кв        | Наказ Міністерства культури і туризму України від 16.06.2007 № 662/0/16-07 |                       |
| 1051    | Гірка обсерваторна | X—XX ст. | В межах пров. Обсерваторного, вулиць В. Винниченка та Гоголівської                                                | № 2600057         | Наказ Міністерства культури і туризму України від 16.06.2007 № 662/0/16-07 |                       |
| 1052    | Астрономічна обсерваторія Київського університету, у якій працювали відомі вчені | 1841—1845 рр. | Обсерваторна вул., 3                                                                                              | № 890/0           | Постанова Ради Міністрів УРСР від 06.09.1979 № 442 |                       |
| 1053    | Меридіанний круг | 1841 р.; 1899 р., 1940, 1946 рр.                                                                                  | Обсерваторна вул., 3                                                                                              | № 434-Кв          | Наказ Міністерства культури і туризму України від 16.06.2007 № 662/0/16-07 |                       |
| 1054    | Рефрактор-астрограф Мерца-Репсольда з павільйоном | 1842, 1892 рр., 1900 р., 1940-ві рр.                                                                              | Обсерваторна вул., 3                                                                                              | № 433/5           | Наказ Міністерства культури і туризму України від 16.06.2007 № 662/0/16-07 |                       |
| 1055    | Горизонтальний сонячний телескоп з павільйоном | 1947—1954 рр. | Обсерваторна вул., 3                                                                                              | № 433/3           | Наказ Міністерства культури і туризму України від 16.06.2007 № 662/0/16-07 |                       |
|         | Комплекс «Астрономічна обсерваторія Київського університету св. Володимира» (вул. Обсерваторна, 3) | 1841 р. — 1960-ті рр.                                                                                             | Обсерваторна вул., 3                                                                                              | № 433/0           | Наказ Міністерства культури і туризму України від 16.06.2007 № 662/0/16-07 |                       |
| 1056    | Особняк Яновського П. І., у якому містилася каплиця маріавітської громади | 1880 р. | Обсерваторна вул., 19                                                                                             |                   | Наказ Головного управління охорони культурної спадщини від 25.09.2006 № 53 |                       |
| 1057    | Будинок, у якому у 1925—1930 роках проживала Олена Пчілка (Драгоманова-Косач О. П.), письменниця, перекладач, етнограф | 1910-ті рр. | Овруцька вул., 6                                                                                                  |                   | Наказ Головного управління охорони культурної спадщини від 25.06.2011 № 10/38-11 |                       |
| 1058    | Будинок житловий | Початок XX ст. | Овруцька вул., 19                                                                                                 |                   | Наказ Управління охорони пам'яток історії, культури та історичного середовища від 30.12.2002 № 213 |                       |
| 1059    | Будинок житловий | 1899 рр. | Овруцька вул., 21                                                                                                 |                   | Наказ Управління охорони пам'яток історії, культури та історичного середовища від 30.12.2002 № 213 |                       |
| 1060    | Будинок приватного санаторію для нервово-душевнохворих лікарів М. Горбунова та А. Сикорського | Початок XX ст. | Овруцька вул., 25                                                                                                 |                   | Наказ Головного управління охорони культурної спадщини від 25.06.2011 № 10/38-11 |                       |
| 1061    | Особняк, у якому проживав Бобинський Г. А., піаніст, композитор, педагог | 2-га половина XX ст.                                                                                              | Овруцька вул., 29                                                                                                 |                   | Наказ Головного управління охорони культурної спадщини від 25.09.2006 № 53 |                       |
| 1062    | Фундаменти церкви | XII ст. | Олегівська вул., 41                                                                                               |                   | Рішення виконавчого комітету Київської міськради народних депутатів від 17.11.1987 № 1112 |                       |
| 1063    | Сквер Павлівський | Кінець XIX ст. | Винниченка В., Гоголівська вул.,                                                                                  |                   | Наказ Головного управління охорони культурної спадщини від 10.06.2011 № 10/34-11 |                       |
| 1064    | Будинок, у якому у 1941—1942 рр. розміщувався запасний підпільний Шевченківський райком КПУ м. Києва | Кінець XIX — початок XX ст.                                                                                       | Павлівська вул., 9                                                                                                |                   | Рішення виконавчого комітету Київської міськради народних депутатів від 30.07.1984 № 693 |                       |
| 1065    | Будинок житловий кооперативу «Харчовик», де у 1942—1943 рр. була конспіративна квартира керівника підпільної групи Сороки М. А. | 1933 р. | Павлівська вул., 13/48                                                                                            |                   | Наказ Головного управління охорони культурної спадщини від 25.06.2011 № 10/38-11 |                       |
| 1066    | Будинок прибутковий, у якому мешкали письменники, громадські діячі: Вороний М., Грінченко Б. Д.; Юркевич І., лікар, громадський діяч; у 1913—1914 рр. містилися редакції журналів «Світло» та «Сяйво»                                                                          | 1909—1910 рр., кінець 2000-х рр. (реконструкція з надбудовою мансарди)                                            | Паньківська вул., 8                                                                                               |                   | Наказ Головного управління охорони культурної спадщини від 25.06.2011 № 10/38-11 |                       |
| 1067    | Будинок житловий, у якому проживав Демуцький П. Д., лікар, етнограф | 1880-ті —1990ті рр., 1914 — 15 рр.                                                                                | Паньківська вул., 10                                                                                              |                   | Наказ Головного управління охорони культурної спадщини від 25.09.2006 № 53 |                       |
|         | Садиба міська: Паньківська, 14 | 1890 — 1891 рр.                                                                                                   | Паньківська вул., 14                                                                                              |                   | Наказ Головного управління охорони культурної спадщини від 25.09.2006 № 53 |                       |
| 1068    | Будинок, у якому проживали правознавець, професор Білогриць — Котляреський Л. С., економіст, журналіст Драгоманов С.-О. М. | 1890—1981 рр. | Паньківська вул., 14а                                                                                             |                   | Наказ Головного управління охорони культурної спадщини від 25.09.2006 № 53 |                       |
| 1069    | Пам'ятник Шевченку Т. Г., українському письменнику і поету | 1939 р. | Парк ім. Т. Шевченка                                                                                              | № 260017          | Постанова Кабінету Міністрів України від 03.09.2009 № 928 |                       |
| 1070    | Будинок прибутковий | 1887 р. | Паторжинського вул., 4                                                                                            |                   | Наказ Головного управління охорони культурної спадщини від 25.09.2006 № 53 |                       |
| 1071    | Будинок прибутковий, у якому жив відомий лікар Томашевський С. П., у 1917—1919 рр. містилася редакція «Робітничої газети» | 1892 р. | Паторжинського вул., 6                                                                                            |                   | Наказ Головного управління охорони культурної спадщини від 25.09.2006 № 53 |                       |
| 1072    | Пам'ятне місце розтрілу повсталих солдатів — саперів та робітників | 1905 р. | Перемоги пл. |                   | Наказ Головного управління охорони культурної спадщини від 25.09.2006 № 53 |                       |
| 1073    | Обеліск на честь міста-героя Києва | 1982 р. | Перемоги пл. 1 |                   | Рішення виконавчого комітету Київської міськради народних депутатів від 30.07.1984 № 693 |                       |
| 1074    | Державний цирк | 1958—1960 р. | Перемоги пл. 2 | № 332             | Розпорядження Київської міської державної адміністрації від 11.03.1998 № 520 |                       |
| 1075    | Пам'ятник поету Пушкіну О. С., | 1962 р. | Перемоги просп.                                                                                                   | № 260040          | Постанова Кабінету Міністрів України від 03.09.2009 № 928 |                       |
| 1076    | Парк імені О. С. Пушкіна | 1899—1902 рр. | Перемоги просп. 40                                                                                                |                   | Рішення виконавчого комітету Київської міськради народних депутатів від 20.03.1972 № 363 |                       |
| 1077    | Поселення давньоруське | X—XII ст. | Перемоги просп.                                                                                                   | № 260041          | Постанова Кабінету Міністрів України від 03.09.2009 № 928 |                       |
| 1078    | Дендрарій Київського зоопарку | 1908 р. | Перемоги просп.                                                                                                   |                   | Постанова Ради міністрів УРСР від 22.07.1983 № 311 |                       |
| 1079    | Будинок, у якому у 1962—1974 рр. мешкав Параджанов С. Й., кінорежисер, народний артист УРСР | 1960-ті рр. | Перемоги просп. 1                                                                                                 |                   | Наказ Головного управління охорони культурної спадщини від 25.06.2011 № 10/38-11 |                       |
| 1080    | Пам'ятник танкістам-визволителям м. Києва в роки Великої Вітчизняної війни (танк Т-34) | 1968 р. | Перемоги просп.                                                                                                   |                   | Рішення виконавчого комітету Київської міськради народних депутатів від 27.01.1970 № 159 |                       |
| 1081    | Академія українська радянської торгівлі | 1936—1937 рр. | Перемоги просп. 10                                                                                                | № 118             | Рішення виконавчого комітету Київської міськради народних депутатів від 21.01.1986 № 49 |                       |
| 1082    | Перший житловий будинок спеціалістів | 1933—1935 рр. | Перемоги просп. 30                                                                                                | № 115             | Рішення виконавчого комітету Київської міськради народних депутатів від 21.01.1986 № 49 |                       |
| 1083    | Зоопарк (Київський) | 1914 р. | Перемоги просп. 32                                                                                                |                   | Постанова Ради міністрів УРСР від 22.07.1983 № 311 |                       |
| 1084    | Клуб робітників заводу «Більшовик» (клуб «Металіст») | 1931—1933 рр. | Перемоги просп. 38                                                                                                | № 224             | Рішення виконавчого комітету Київської міськради народних депутатів від 18.11.1986 № 1107 |                       |
| 1085    | Пам'ятник Довженку О. П. | 1986 р. | Перемоги просп. 42                                                                                                |                   | Наказ Головного управління охорони культурної спадщини від 25.09.2006 № 53 |                       |
|         | Комплекс споруд київської кінофабрики ВУФКУ (Національна кіностудія ім. О. Довженка), де працювали відомі кінорежисери та актори | 1927—1928, 1930-ті рр.                                                                                            | Перемоги просп. 44                                                                                                | № 260039/0        | Постанова Кабінету Міністрів України від 03.09.2009 № 928 |                       |
| 1086    | Музей кінофабрики | 1936 р. | Перемоги просп. 44                                                                                                |                   | Постанова Кабінету Міністрів України від 03.09.2009 № 928, Рішення виконавчого комітету Київської міськради народних депутатів від 21.01.1986 № 49 |                       |
| 1087    | Пам'ятник Параджанову С. Й. | 1997 р. | Перемоги просп. 44                                                                                                |                   | Наказ Головного управління охорони культурної спадщини від 25.09.2006 № 53 |                       |
| 1088    | Головний знімальний павільйон з адміністративними та службовими корпусами | 1927—1928 рр. | Перемоги просп. 44                                                                                                |                   | Постанова Кабінету Міністрів України від 03.09.2009 № 928 (історія), Рішення виконавчого комітету Київської міськради народних депутатів від 21.01.1986 № 49 |                       |
| 1089    | Їдальня | 1936 р. | Перемоги просп. 44                                                                                                |                   | Постанова Кабінету Міністрів України від 03.09.2009 № 928 (історія), Рішення виконавчого комітету Київської міськради народних депутатів від 21.01.1986 № 49 |                       |
| 1090    | Корпус Інституту електродинаміки, де працювали відомі вчені: Мілях О. М., Постников І. М., Нестеренко А. Д., Хрєнов К. К. | 1961 р. | Перемоги просп. 56                                                                                                |                   | Наказ Головного управління охорони культурної спадщини від 25.09.2006 № 53 |                       |
| 1091    | Експериментальний цех заводу верстатів-автоматів ім. М. Горького | 1935—1936 рр. | Перемоги просп. 67                                                                                                |                   | Рішення виконавчого комітету Київської міської ради народних депутатів від 21.01.86 № 49 |                       |
| 1092    | Парк «Нивки» (східна частина) | 1962 р. | Перемоги просп. 82-а                                                                                              |                   | Постанова колегії Держкомприроди УРСР від 30.08.1990 № 18, Постанова колегії Держкомприроди УРСР від 26.07.1972 № 22 |                       |
| 1093    | Парк «Нивки» (західна частина) | 1955 р. | Перемоги просп. 82-а                                                                                              |                   | Рішення виконавчого комітету Київської міськради народних депутатів від 20.03.1972 № 363 |                       |
| 1094    | Пам'ятник працівникам і студентам Медичного інституту, що загинули в роки Великої Вітчизняної війни | 1979 р. | Перемоги просп. 84                                                                                                | № 0/0             | Рішення виконавчого комітету Київської міськради народних депутатів від 30.07.1984 № 693 |                       |
|         | Комплекс Київської митниці | 1911—1914 рр. | Пестеля Павла вул., 4                                                                                             |                   | Наказ Головного управління охорони культурної спадщини від 25.09.2006 № 53 |                       |
| 1095    | Пакгауз | 1912—1914 рр. | Пестеля Павла вул., 4                                                                                             |                   | Наказ Головного управління охорони культурної спадщини від 25.09.2006 № 53 |                       |
| 1096    | Пакгауз | 1912—1914 рр. | Пестеля Павла вул., 4                                                                                             |                   | Наказ Головного управління охорони культурної спадщини від 25.09.2006 № 53 |                       |
| 1097    | Залізний віадук | 1896—1897 рр. | Петрівська вул.,                                                                                                  |                   | Наказ Управління охорони пам'яток історії, культури та історичного середовища від 26.10.2001 № 143 |                       |
| 1098    | Адміністративно-житловий будинок | 1951 р. | Петрівська вул., 10                                                                                               |                   | Наказ Головного управління охорони культурної спадщини від 25.06.2011 № 10/38-11 |                       |
| 1099    | Будинок житловий | 1880-ті рр. | Петрівська вул., 34                                                                                               |                   | Наказ Головного управління охорони культурної спадщини від 25.06.2011 № 10/38-11 |                       |
| 1100    | Флігель житловий | 1910—1912 рр. | Пимоненка Миколи вул., 2                                                                                          | № 2600171/3       | Наказ Міністерства культури і туризму України від 13.07.2009 № 521/0/16-09 |                       |
| 1101    | Аптека Покровського монастиря | 1898 р. | Пимоненка Миколи вул., 8а                                                                                         |                   | Наказ Управління охорони пам'яток історії, культури та історичного середовища від 02.04.1998 № 15 |                       |
| 1102    | Хірургічний корпус лікарні Києво-Покровського жіночого монастиря | 1910—1911 рр. | Пимоненка Миколи вул., 8                                                                                          |                   | Наказ Управління охорони пам'яток історії, культури та історичного середовища від 18.09.2002 № 157 |                       |
| 1103    | Будинок житловий співробітників наркомгоспу УРСР | 1934—1936 рр. | Пирогова вул., 2/37                                                                                               | № 117             | Рішення виконавчого комітету Київської міськради народних депутатів від 21.01.1986 № 49 |                       |
| 1104    | Будинок прибутковий | Кінець XIX — початок XX ст.                                                                                       | Пирогова вул., 5                                                                                                  |                   | Наказ Головного управління охорони культурної спадщини від 10.06.2011 № 10/34-11 |                       |
| 1105    | Флігель | 1930-ті рр. | Пирогова вул., 5а                                                                                                 |                   | Наказ Головного управління охорони культурної спадщини від 10.06.2011 № 10/34-11 |                       |
| 1106    | Будинок прибутковий | 1909 р. | Пирогова вул., 6                                                                                                  | № 214             | Рішення виконавчого комітету Київської міськради народних депутатів від 18.11.1986 № 1107 |                       |
| 1107    | Пам'ятник М. П. Драгоманову | 2002 р. | Пирогова вул., 9                                                                                                  |                   | Наказ Головного управління охорони культурної спадщини від 25.09.2006 № 53 |                       |
| 1108    | Корпус Інституту фармакології та токсикології, де працювали відомі вчені: О. О. Богомолець, О. І. Черкес | 1964 р. | Цедіка Антона вул., 14                                                                                            |                   | Наказ Головного управління охорони культурної спадщини від 25.09.2006 № 53 |                       |
| 1109    | Пам'ятник О.-З. С. Курбасу, режисеру | 2002 р. | Прорізна вул., |                   | Наказ Головного управління охорони культурної спадщини від 25.09.2006 № 53 |                       |
| 1110    | Пам'ятник Махтумкулі, філософу, поету, засновнику туркменської мови та літератури | 2001 р. | Прорізна вул., 3/5                                                                                                |                   | Наказ Головного управління охорони культурної спадщини від 25.09.2006 № 53 |                       |
| 1111    | Будинок житловий, у якому проживав Івакін Ю. О., літературознавець, письменник | 1954 р. | Прорізна вул., 4                                                                                                  |                   | Наказ Головного управління охорони культурної спадщини від 25.09.2006 № 53 |                       |
| 1112    | Пам'ятник літературному персонажу Паніковському М. С. | 1998 р. | Прорізна вул., 6                                                                                                  |                   | Наказ Головного управління охорони культурної спадщини від 25.09.2006 № 53 |                       |
| 1113    | Будинок житловий, у якому проживав А. Д. Скаба, історик, академік | 1955 р. | Прорізна вул., 7/2-4                                                                                              |                   | Наказ Головного управління охорони культурної спадщини від 25.09.2006 № 53 |                       |
| 1114    | Будинок, у якому жили викладачі Київського музичного училища: Є. А. Риб, композитор і диригент, Ф. фон Мулерт; відвідували композитори: Р. Глієр, І. Сац, К. Стеценко, Л. Ніколаєв, у 1891 р. — П. І. Чайковський                                                              | 1879 р. | Прорізна вул., 9                                                                                                  |                   | Наказ Головного управління охорони культурної спадщини від 25.06.2011 № 10/38-11 |                       |
| 1115    | Будинок житловий науковців АН України, де жили вчені: Я. Б. Гороховатський, І. О. Гуржій, В. Є. Лашкарьов, А. М. Макара, О. В. Топачевський, Є. С. Шабліовський та інші | 1956 р. | Прорізна вул., 10                                                                                                 |                   | Наказ Головного управління охорони культурної спадщини від 25.06.2011 № 10/38-11 |                       |
| 1116    | Флігель | Кінець XIX — початок XX ст.                                                                                       | Прорізна вул., 11б                                                                                                |                   | Наказ Головного управління охорони культурної спадщини від 10.06.2011 № 10/34-11 |                       |
| 1117    | Будинок прибутковий | Кінець XIX — початок XX ст.                                                                                       | Прорізна вул., 11а                                                                                                |                   | Наказ Головного управління охорони культурної спадщини від 10.06.2011 № 10/34-11 |                       |
| 1118    | Будинок житловий, у якому проживав архітектор М. Г. Гречина, архітектор М. В. Холостенко | 1956 р. | Прорізна вул., 13                                                                                                 |                   | Наказ Головного управління охорони культурної спадщини від 25.09.2006 № 53 |                       |
| 1119    | Будинок прибутковий, де на початку XX ст. розміщувалися військові збори; працював «Молодий театр», заснований Лесем Курбасом, режисером, драматургом, публіцистом | 1872 р., 1887 р. (розширення), 1902 р. (надбудова), 1912—1913 рр. (реконструкція і надбудова)                     | Прорізна вул., 17                                                                                                 |                   | Наказ Головного управління охорони культурної спадщини від 25.06.2011 № 10/38-11 |                       |
|         | Садиба міська: Прорізна, 18/1 | XIX — початок XX ст.                                                                                              | Прорізна вул., 18                                                                                                 |                   | Наказ Головного управління охорони культурної спадщини від 25.06.2011 № 10/38-11 |                       |
| 1120    | Флігель житловий, у якому мешкав у 1871—1877 рр. В. Т. Покровський, лікар-терапевт і педагог, ініціатор створення нової терапевтичної клініки при університеті | 1871 р. | Прорізна вул., 18/1-б                                                                                             |                   | Наказ Головного управління охорони культурної спадщини від 25.06.2011 № 10/38-11 |                       |
| 1121    | Будинок житловий, у якому мешкали: у 1925—1934 рр. Б. П. Плужник, поет; у 1920-ті —1931 рр. Т. В. Черкаський, громадський та політичний діяч; бували письменники: М. Рильський, М. Бажан, П. Тичина                                                                            | Початок XX ст. | Прорізна вул., 18/1-г                                                                                             |                   | Наказ Головного управління охорони культурної спадщини від 25.06.2011 № 10/38-11 |                       |
| 1122    | Будинок школи № 47, де вчилась у 1937—1940 рр. Корольова Гуля, героїня Великої Вітчізняної війни | Початок XX ст., 1981 р. (надбудова)                                                                               | Прорізна вул., 19а                                                                                                |                   | Наказ Головного управління охорони культурної спадщини від 25.06.2011 № 10/38-11 |                       |
| 1123    | Будинок прибутковий | 1878 р.; 1817—1818 рр.                                                                                            | Прорізна вул., 20                                                                                                 |                   | Наказ Головного управління охорони культурної спадщини від 25.09.2006 № 53 |                       |
| 1124    | Будинок прибутковий, у якому у 1917—1919 рр. містилася редакція «Робітничої газети», головним редактором якої був В. К. Винниченко, громадський та політичний діяч, голова Директорії, заступник голови Центральної Ради; розміщувалася друкарня РСДРП                         | 1875—1876 рр. | Прорізна вул., 22                                                                                                 |                   | Рішення виконавчого комітету Київської міськради народних депутатів від 30.07.1984 № 693 (історія), Наказ Головного управління охорони культурної спадщини від 25.06.2011 № 10/38-11 (архітектура)                                                                            |                       |
| 1125    | Будинок прибутковий, у якому містилося правління Київського товариства фотографів-аматорів «Дагер», проживав О. А. Сандлер, композитор | 1880 р. | Прорізна вул., 23а                                                                                                | № 237             | Рішення виконавчого комітету Київської міськради народних депутатів від 18.11.1986 № 1107 |                       |
| 1126    | Будинок прибутковий | 1891—1896 рр. | Прорізна вул., 25                                                                                                 |                   | Наказ Головного управління охорони культурної спадщини від 10.06.2011 № 10/34-11 |                       |
| 1127    | Будинок прибутковий | 1891—1896 рр. | Прорізна вул., 25а                                                                                                |                   | Наказ Головного управління охорони культурної спадщини від 25.09.2006 № 53, Наказ Головного управління охорони культурної спадщини від 10.06.2011 № 10/34-11 |                       |
| 1128    | Будинок школи-притулку для глухонімих хлопчиків, де після 2-ї Світової війни в дитячому притулку № 13 жили діти з канцтаборів та діти-сиріти | 1902 р., 1980-ті рр. (надбудова)                                                                                  | Академіка Ромоданова вул., 3                                                                                      |                   | Наказ Головного управління охорони культурної спадщини від 25.06.2011 № 10/38-11 |                       |
| 1129    | Особняк, у якому проживала родина Сидоренків, бували відомі діячі науки і культури | Кінець XIX — початок XX ст.                                                                                       | Академіка Ромоданова вул., 6                                                                                      |                   | Наказ Головного управління охорони культурної спадщини від 25.09.2006 № 53 |                       |
| 1130    | Будинок вчительської семінарії, у якому мешкали та працювали: у 1918—1920 рр. М. Д. Леонтович, композитор, у 1903—1919 рр. — К. Г. Стеценко, композитор, громадський діяч; у 1917—1921 рр. вчився О. З. Міньковський, хоровий диригент, педагог, н/артист та ін.               | 1903 р. | Академіка Ромоданова вул., 12/2                                                                                   |                   | Рішення виконавчого комітету Київської міськради народних депутатів від 30.07.1984 № 693 |                       |
| 1131    | Будинок, у якому у 1953—1965 рр. мешкали: Д. Д. Копиця, літературознавець, громадський діяч, директор кіностудії ім. О. Довженка, дослідник творчості Т. Шевченка; у 1958—1981 рр. — Л. А. Руденко, співачка, народна артистка, педагог                                        | 1953 р. | Пушкінська вул., 1-3/5                                                                                            |                   | Рішення виконавчого комітету Київської міськради народних депутатів від 21.08.1975 № 840, Рішення виконавчого комітету Київської міськради народних депутатів від 17.11.1987 № 1112                                                                                           |                       |
| 1132    | Будинок, де у 1952—1974 рр. мешкав О. О. Шовкуненко, художник, керівник майстерні живопису Київського художнього інституту, лауреат державної премії ім. Т. Шевченка | 1900 р. | Пушкінська вул., 5                                                                                                |                   | Наказ Головного управління охорони культурної спадщини від 10.06.2011 № 10/34-11 |                       |
| 1133    | Будинок житловий кооперативу «Науковий робітник» в якому проживали відомі діячі науки і культури | 1920-ті рр. | Пушкінська вул., 7                                                                                                |                   | Наказ Головного управління охорони культурної спадщини від 25.06.2011 № 10/38-11 |                       |
|         | Садиба міська: Пушкінська, 8 | XIX ст. | Пушкінська вул., 8                                                                                                |                   | Наказ Головного управління охорони культурної спадщини від 25.06.2011 № 10/38-11 |                       |
| 1134    | Будинок прибутковий | 1894—1895 рр. | Пушкінська вул., 8а                                                                                               |                   | Наказ Головного управління охорони культурної спадщини від 25.06.2011 № 10/38-11 |                       |
| 1135    | Флігель | 1894—1895 рр. | Пушкінська вул., 8б                                                                                               |                   | Наказ Головного управління охорони культурної спадщини від 25.06.2011 № 10/38-11 |                       |
| 1136    | Будинок житловий, у якому проживав Є. Ф. Гарнич-Гарницький | Кінець XIX — початок XX ст.; 1948 р.                                                                              | Пушкінська вул., 9                                                                                                |                   | Наказ Управління охорони пам'яток історії, культури та історичного середовища від 29.12.1998 № 69 |                       |
|         | Садиба міська: Пушкінська, 10 | XIX ст. | Пушкінська вул., 10                                                                                               |                   | Наказ Головного управління охорони культурної спадщини від 10.06.2011 № 10/34-11 |                       |
| 1137    | Будинок прибутковий | 1881—1882 рр. | Пушкінська вул., 10а                                                                                              | № 135             | Рішення виконавчого комітету Київської міськради народних депутатів від 21.01.1986 № 49 |                       |
| 1138    | Флігель | 1881—1882 рр. | Пушкінська вул., 10б                                                                                              |                   | Наказ Головного управління охорони культурної спадщини від 10.06.2011 № 10/34-11 |                       |
| 1139    | Будинок прибутковий | 1899 р. | Пушкінська вул., 11                                                                                               |                   | Наказ Головного управління охорони культурної спадщини від 25.06.2011 № 10/38-11 |                       |
| 1140    | Будинок житловий, у якому містилася редакція «Киевской газеты» | Кінець XIX ст. | Пушкінська вул., 11а                                                                                              |                   | Наказ Головного управління охорони культурної спадщини від 25.09.2006 № 53 |                       |
|         | Садиба міська: Пушкінська, 12 | XIX ст. | Пушкінська вул., 12                                                                                               |                   | Наказ Головного управління охорони культурної спадщини від 10.06.2011 № 10/34-11 |                       |
| 1141    | Флігель | Кінець XIX ст. | Пушкінська вул., 12б                                                                                              |                   | Наказ Головного управління охорони культурної спадщини від 10.06.2011 № 10/34-11 |                       |
| 1142    | Будинок прибутковий | Кінець XIX ст. | Пушкінська вул., 12а                                                                                              |                   | Наказ Головного управління охорони культурної спадщини від 10.06.2011 № 10/34-11 |                       |
| 1143    | Будинок Київської міської станції і комісійно-позичкового відділення Південно-Західної залізниці | 1912—1914 рр. | Пушкінська вул., 14                                                                                               | № 136             | Рішення виконавчого комітету Київської міськради народних депутатів від 21.01.1986 № 49 |                       |
|         | Садиба міська: Пушкінська, 19 | XIX—XX ст. | Пушкінська вул., 19                                                                                               |                   | Наказ Головного управління охорони культурної спадщини від 10.06.2011 № 10/34-11 |                       |
| 1144    | Будинок житловий | 1935 р. | Пушкінська вул., 19                                                                                               |                   | Рішення виконавчого комітету Київської міськради народних депутатів від 21.08.1975 № 840 |                       |
| 1145    | Флігель прибутковий, де мешкали народні артисти: у 1944—1963 рр. Романов М. Ф., режисер; Стрелкова М. П., заслужена артистка; у 1967—1975 рр. Гуляєв Ю. О., співак; у 1944—1960 рр. Бєлоусов М. М., у 1944—1955 рр. Хохлов К. П., режисер                                      | 1910 р. | Пушкінська вул., 19б                                                                                              |                   | Наказ Головного управління охорони культурної спадщини від 10.06.2011 № 10/34-11 |                       |
| 1146    | Будинок житловий артистів оперного театру, у якому мешкали видатні діячі сцени: у 1938—1965 рр. — Гайдай З. М., у 1938—1966 рр. — Литвиненко-Вольгемут М. І., у 1938—1947 рр. Смолич М. В.                                                                                     | 1936—1939 рр. | Пушкінська вул., 20а                                                                                              |                   | Наказ Головного управління охорони культурної спадщини від 25.06.2011 № 10/38-11 (архітектура), Рішення виконавчого комітету Київської міськради народних депутатів від 27.01.1970 № 159 (історія)                                                                            |                       |
| 1147    | Будинок житловий архітекторів | 1936—1939 рр. | Б. Хмельницького вул., 9б /Пушкінська вул., 20/9                                                                  |                   | Наказ Головного управління охорони культурної спадщини від 25.06.2011 № 10/38-11 |                       |
| 1148    | Флігель житловий | 1910-ті рр. | Пушкінська вул., 20б                                                                                              |                   | Наказ Головного управління охорони культурної спадщини від 25.06.2011 № 10/38-11 |                       |
| 1149    | Будинок прибутковий, у якому жили: у 1952—1984 рр. композитори, диригенти, педагоги — К. Ф. Данькевич, В. Тольба; у 1945—1961 рр. — Петрицький А. Г., живописець, художник театру;народні артисти: Паторжинський І. С., Манзій В. Д., Ропська О. Д. та інші                    | 1909—1910 рр. | Пушкінська вул., 21                                                                                               | № 46              | Рішення виконавчого комітету Київської міськради народних депутатів від 22.11.1982 № 1804 |                       |
|         | Садиба міська: Пушкінська, 22 | XIX—XX ст. | Пушкінська вул., 22                                                                                               |                   | Наказ Головного управління охорони культурної спадщини від 10.06.2011 № 10/34-11 |                       |
| 1150    | Будинок прибутковий, у якому містилися медичні заклади, працювали відомі лікарі і вчені | 1912—1913 рр. | Пушкінська вул., 22                                                                                               |                   | Наказ Головного управління охорони культурної спадщини від 10.06.2011 № 10/34-11 |                       |
| 1151    | Будинок житловий, у якому проживала родина Дуніних-Борковських | 1842—1845 р. | Пушкінська вул., 22а                                                                                              |                   | Наказ Головного управління охорони культурної спадщини від 10.06.2011 № 10/34-11 |                       |
|         | Садиба міська: Пушкінська, 23 | XIX — початок XX ст.                                                                                              | Пушкінська вул., 23                                                                                               |                   | Наказ Головного управління охорони культурної спадщини від 25.06.2011 № 10/38-11 |                       |
| 1152    | Флігель | 1913 р. | Пушкінська вул., 23б                                                                                              |                   | Наказ Управління охорони пам'яток історії, культури та історичного середовища від 02.04.1998 № 15 |                       |
| 1153    | Будинок прибутковий, у якому мешкали: у 1944—1962 рр. Вериківський М. І., композитор, диригент, педагог; у 1917—1919 рр. — Винниченко В. К., письменник, громадський та політичний діяч, один з засновників Українського народного оюзу та Директорії                          | 1913—1914 р. | Пушкінська вул., 23а                                                                                              |                   | Наказ Головного управління охорони культурної спадщини від 25.06.11 № 10/38-11, Рішення виконавчого комітету Київської міськради народних депутатів від 04.08.1980 № 1102 |                       |
|         | Садиба міська: Пушкінська, 24 | | |                   | |                       |
| 1154    | Будинок прибутковий | Кінець XIX ст. | Пушкінська вул., 24                                                                                               |                   | Наказ Управління охорони пам'яток історії, культури та історичного середовища від 02.04.1998 № 15 |                       |
| 1155    | Флігель | Кінець XIX ст.; 1940-ві рр. (надбудова)                                                                           | Пушкінська вул., 24б                                                                                              |                   | Наказ Управління охорони пам'яток історії, культури та історичного середовища від 02.04.1998 № 15 |                       |
| 1156    | Будинок Другого комерційного училища | 2-га пол. XIX ст.                                                                                                 | Пушкінська вул., 28/9                                                                                             |                   | Наказ Управління охорони пам'яток історії, культури та історичного середовища від 18.03.1999 № 16 |                       |
|         | Садиба, у якій проживав генерал-майор Крутиков П. С., містився Український Червоний Хрест | 1874 р. | Пушкінська вул., 30                                                                                               |                   | Наказ Головного управління охорони культурної спадщини від 25.09.2006 № 53 |                       |
| 1157    | Флігель | | Пушкінська вул., 30б                                                                                              |                   | Наказ Головного управління охорони культурної спадщини від 25.09.2006 № 53 |                       |
| 1158    | Будинок прибутковий | XIX—XX ст. | Пушкінська вул., 31в                                                                                              |                   | Наказ Головного управління охорони культурної спадщини від 10.06.2011 № 10/34-11 |                       |
|         | Садиба міська, у якій мешкали скрипаль, диригент Бертьє Д. С., піаніст Домбровський М. | 1898 р. | Пушкінська вул., 31                                                                                               |                   | Наказ Головного управління охорони культурної спадщини від 25.09.2006 № 53 |                       |
| 1159    | Будинок прибутковий, у якому проживали скрипаль і диригент Д. С. Бердьє, піаніст, педагог М. П. Домбровський | 1898 р. | Пушкінська вул., 31а                                                                                              |                   | Наказ Головного управління охорони культурної спадщини від 25.09.2006 № 53 |                       |
| 1160    | Флігель | 1898 р. | Пушкінська вул., 31б                                                                                              |                   | Наказ Головного управління охорони культурної спадщини від 25.09.2006 № 53 |                       |
|         | Садиба міська: Пушкінська, 32 | XIX ст. | Пушкінська вул., 32                                                                                               |                   | Наказ Головного управління охорони культурної спадщини від 10.06.2011 № 10/34-11 |                       |
| 1161    | Флігель житловий | Кінець XIX ст. | Пушкінська вул., 32б                                                                                              |                   | Наказ Головного управління охорони культурної спадщини від 10.06.2011 № 10/34-11 |                       |
| 1162    | Будинок житловий, у якому містилися приватні навчальні заклади, правління Спілки композиторів України; з кінця 1960 — на початку 1990-х рр. знаходилася редакція журналу «Радуга»; навчався Некрасов В. П., письменник                                                         | 1875 р., | Пушкінська вул., 32а                                                                                              | № 579-Кв          | Наказ міністерства Культури і туризму України від 03.02.2010 № 58/0/16-10 |                       |
| 1163    | Будинок житловий, у якому проживали Баранецький О. В., фізіолог і анатом рослин, Шапіро М. Й., стоматолог | 1895—1896 рр., 1934—1935 рр. (надбудова).                                                                         | Пушкінська вул., 33а                                                                                              |                   | Наказ Головного управління охорони культурної спадщини від 25.06.2011 № 10/38-11 |                       |
| 1164    | Особняк, у якому проживали Є. Ф. і Ф. М. Гарнич-Гарницькі, містився Київський окружний комітет Українського товариства Червоного Хреста | Кінець XIX ст. | Пушкінська вул., 34                                                                                               |                   | Наказ Головного управління охорони культурної спадщини від 10.06.2011 № 10/34-11 |                       |
| 1165    | Будинок прибутковий (флігель) | 1888 р.; 1946—1949 рр. — надбудова                                                                                | Пушкінська вул., 35б                                                                                              | № 231/2           | Наказ Міністерства культури і туризму України від 07.09.2006 № 747/0/16-06 |                       |
| 1166    | Будинок прибутковий | 1884—1885 рр.; 1934—1935, 1946—1949 рр. (надбудова)                                                               | Пушкінська вул., 35а                                                                                              | № 231/1           | Наказ Міністерства культури і туризму України від 07.09.2006 № 747/0/16-06 |                       |
|         | Садиба міська: Пушкінська, 35-37 (Міхельсона Ф.) | | Пушкінська вул., 35                                                                                               | № 231             | Наказ Міністерства культури і туризму України від 07.09.2006 № 747/0/16-06 |                       |
| 1167    | Особняк, у якому проживали родини Ващенків-Захарченків, Стороженків, інженер-технолог професор Гейбель К. Е., Патріарх Володимир | 1875 р. | Пушкінська вул., 36                                                                                               |                   | Наказ Головного управління охорони культурної спадщини від 25.09.2006 № 53 |                       |
| 1168    | Флігель житловий | 1896 р., 1946—1949 рр. — надбудова                                                                                | Пушкінська вул., 37б                                                                                              | № 231             | Наказ Міністерства культури і туризму України від 07.09.2006 № 747/0/16-06 |                       |
| 1169    | Будинок прибутковий Ф. Міхельсона | 1896 р., 1934—1935 рр. (надбудова)                                                                                | Пушкінська вул., 37а                                                                                              | № 231/3           | Наказ Міністерства культури і туризму України від 07.09.2006 № 747/0/16-06 | Стан аварійний        |
| 1170    | Будинок житловий, у якому проживала актриса Сантагано-Горчакова О. О. | 1876, 1930-ті рр.                                                                                                 | Пушкінська вул., 38                                                                                               |                   | Наказ Головного управління охорони культурної спадщини від 10.06.2011 № 10/34-11 |                       |
| 1171    | Будинок прибутковий Другого Київського товариства квартировласників, у якому проживав В. Касіян, художник-графік | 1909—1910 рр. | Пушкінська вул., 39                                                                                               |                   | Наказ Головного управління охорони культурної спадщини від 10.06.2011 № 10/34-11 |                       |
| 1172    | Будинок житловий, у якому проживав Кулаковський Ю. А. | 1880 р. | Пушкінська вул., 40                                                                                               |                   | Наказ Головного управління охорони культурної спадщини від 25.09.2006 № 53 |                       |
| 1173    | Будинок прибутковий | 1912 р. | Пушкінська вул., 41                                                                                               | № 137             | Рішення виконавчого комітету Київської міськради народних депутатів від 21.01.1986 № 49 |                       |
| 1174    | Пам'ятний знак «Повернення Архипенка» | 1997 р. | Пушкінська вул., 42/2                                                                                             |                   | Наказ Головного управління охорони культурної спадщини від 25.09.2006 № 53 |                       |
|         | Садиба міська: Пушкінська, 43 | | |                   | |                       |
| 1175    | Флігель | 1911 р. | Пушкінська вул., 43в                                                                                              |                   | Наказ Головного управління охорони культурної спадщини від 10.06.2011 № 10/34-11 |                       |
| 1176    | Будинок прибутковий | Кінець1890-х — початок 1900-х рр.                                                                                 | Пушкінська вул., 43а                                                                                              |                   | Наказ Головного управління охорони культурної спадщини від 10.06.2011 № 10/34-11 |                       |
| 1177    | Будинок житловий | 1876 р. | Пушкінська вул., 43                                                                                               |                   | Наказ Управління охорони пам'яток історії, культури та історичного середовища від 18.09.2002 № 157 |                       |
| 1178    | Будинок прибутковий | 1901 р. | Пушкінська вул., 45/2                                                                                             | № 138             | Рішення виконавчого комітету Київської міськради народних депутатів від 21.01.1986 № 49 |                       |
| 1179    | Будинок житловий Київського військового округу | 1935 р., 1967 р. — надбудова                                                                                      | Рейтарська вул., 3/2                                                                                              |                   | Наказ Головного управління охорони культурної спадщини від 10.06.2011 № 10/34-11 |                       |
| 1180    | Будинок прибутковий | Кінець XIX ст. | Рейтарська вул., 4                                                                                                |                   | Наказ Головного управління охорони культурної спадщини від 10.06.2011 № 10/34-11 |                       |
| 1181    | Будинок житловий, у якому проживав хірург, професор Радзієвський О. Г. | Кінець XIX — початок XX ст.                                                                                       | Рейтарська вул., 6а                                                                                               |                   | Наказ Головного управління охорони культурної спадщини від 25.09.2006 № 53 |                       |
| 1182    | Будинок житловий | 1881 р. | Рейтарська вул., 7                                                                                                |                   | Наказ Головного управління охорони культурної спадщини від 25.09.2006 № 53 |                       |
| 1183    | Флігель | 1900-ті рр. | Рейтарська вул., 7б                                                                                               |                   | Наказ Головного управління охорони культурної спадщини від 25.09.2006 № 53 |                       |
| 1184    | Будинок прибутковий, у якому проживавала Мар'яшева Г. М., лікар мікробіолог | 1891 р., 1992 р. (надбудова)                                                                                      | Рейтарська вул., 8/5а                                                                                             |                   | Наказ Головного управління охорони культурної спадщини від 25.06.2011 № 10/38-11 |                       |
| 1185    | Будинок житловий співробітників ВУАН, у якому мешкали вчені-академіки: у 1935—1938 рр. — Гольдман О. Г., фізик, Граве Д. О., математик, творець алгебраїчної школи на Україні, у 1934—1937 рр.- Світальський М. Г., геолог, та інші                                            | 1934 р. | Рейтарська вул., 11                                                                                               |                   | Наказ Головного управління охорони культурної спадщини від 25.06.2011 № 10/38-11 |                       |
| 1186    | Будинок житловий, у якому мешкали: у 1908—1920-х рр. Давидов Ю. Л., російський музично-громадський діяч; з 1917 р.- родина Чистякових, театральних діячів; у 1920-х рр. діяла оперна студія, де працювали Штейнберг Л. П.,диригент, Шперлінг О., музичний педагог              | 1873—1874 рр., 1876—1877 рр.; 1898 р.; 1939—1940 рр. (надбудова)                                                  | Рейтарська вул., 13                                                                                               |                   | Наказ Головного управління охорони культурної спадщини від 25.06.2011 № 10/38-11 |                       |
| 1187    | Будинок прибутковий | | Рейтарська вул., 16                                                                                               |                   | Наказ Головного управління охорони культурної спадщини від 25.09.2006 № 53 |                       |
| 1188    | Будинок житловий, у якому проживали М. С. та О. С. Коломійченки, відомі лікарі | 1910—1912 рр. | Рейтарська вул., 17                                                                                               |                   | Наказ Головного управління охорони культурної спадщини від 10.06.2011 № 10/34-11 |                       |
| 1189    | Будинок прибутковий | 1909 р. | Рейтарська вул., 18                                                                                               |                   | Наказ Головного управління охорони культурної спадщини від 25.06.2011 № 10/38-11 |                       |
| 1190    | Будинок, у якому у 1888—1894 рр. мешкав Лисенко М. В., композитор, диригент, театральний та громадський діяч; бували композитори: у 1891 р. Чайковський П. І., у 1893 р. Кошиць О. А. та інші; відбувалися засідання літературного об"єднання «Плеяда»                         | серед. XIX ст. | Рейтарська вул., 19б                                                                                              |                   | Рішення виконавчого комітету Київської міськради народних депутатів від 27.01.1970 № 159 |                       |
| 1191    | Будинок житловий | 1897 р. (ліве крило), сер. XIX ст. (праве крило), реконструкція 1890-ті рр.                                       | Рейтарська вул., 19                                                                                               |                   | Наказ Головного управління охорони культурної спадщини від 25.06.2011 № 10/38-11 |                       |
| 1192    | Будинок прибутковий | 1912 р. | Рейтарська вул., 20/24                                                                                            | № 96              | Рішення виконавчого комітету Київської міськради народних депутатів від 21.01.1986 № 49 |                       |
|         | Садиба товариства швидкої медичної допомоги: Рейтарська, 22 | 1910-ті рр. | Рейтарська вул., 22                                                                                               |                   | Наказ Головного управління охорони культурної спадщини від 10.06.2011 № 10/34-11 |                       |
| 1193    | Будинок станції швидкої медичної допомоги | 1913—1914 рр. | Рейтарська вул., 22                                                                                               | № 97              | Рішення виконавчого комітету Київської міськради народних депутатів від 21.01.1986 № 49 |                       |
| 1194    | Флігель (№ 2) | 1913—1914 рр. | Рейтарська вул., 22                                                                                               |                   | Наказ Головного управління охорони культурної спадщини від 10.06.2011 № 10/34-11 |                       |
| 1195    | Флігель (№ 1) | 1913—1914 рр. | Рейтарська вул., 22                                                                                               |                   | Наказ Головного управління охорони культурної спадщини від 10.06.2011 № 10/34-11 |                       |
| 1196    | Будинок прибутковий, де проживала родина Яскевичів | 1897—1898 рр. | Рейтарська вул., 24/27                                                                                            |                   | Наказ Головного управління охорони культурної спадщини від 25.09.2006 № 53 |                       |
| 1197    | Будинок прибутковий | 1899 р. | Рейтарська вул., 25                                                                                               | № 107             | Рішення виконавчого комітету Київської міськради народних депутатів від 21.01.1986 № 49 |                       |
|         | Садиба міська Трубецького Є. М., у якій проживали відомі діячі науки і культури, Стороженко Г. Д., єпископ УАПЦ | Кінець XIX — початок XX ст.                                                                                       | Рейтарська вул., 27/29                                                                                            |                   | Наказ Головного управління охорони культурної спадщини від 25.09.2006 № 53 |                       |
| 1198    | Флігель | Кінець XIX — початок XX ст.                                                                                       | Рейтарська вул., 27                                                                                               |                   | Наказ Головного управління охорони культурної спадщини від 25.09.2006 № 53 |                       |
| 1199    | Будинок житловий, у якому проживав ботанік, фізіолог Пурієвич К. А. | Кінець XIX — початок XX ст.                                                                                       | Рейтарська вул., 28                                                                                               |                   | Наказ Головного управління охорони культурної спадщини від 25.09.2006 № 53 |                       |
| 1200    | Будинок житловий | Кінець XIX — початок XX ст.                                                                                       | Рейтарська вул., 29                                                                                               |                   | Наказ Головного управління охорони культурної спадщини від 25.09.2006 № 53 |                       |
| 1201    | Флігель | Кінець XIX — початок XX ст.                                                                                       | Рейтарська вул., 29б                                                                                              |                   | Наказ Головного управління охорони культурної спадщини від 25.09.2006 № 53 |                       |
| 1202    | Житловий будинок, у якому проживали П. І. Бєлоусов, адвокат, політичний діяч та О. С. Кривошеєв, архітектор | 1900 р. | Рейтарська вул., 31/16                                                                                            |                   | Наказ Головного управління охорони культурної спадщини від 10.06.2011 № 10/34-11 |                       |
|         | Садиба міська, у якій містилася редакція «Газети», проживали архітектор Олтаржевський Ф. М., офтальмолог Роберт І. Ю. | Початок XX ст. | Рейтарська вул., 35                                                                                               |                   | Наказ Головного управління охорони культурної спадщини від 25.09.2006 № 53 |                       |
| 1203    | Флігель | Початок XX ст. | Рейтарська вул., 35б                                                                                              |                   | Наказ Головного управління охорони культурної спадщини від 25.09.2006 № 53 |                       |
| 1204    | Будинок житловий | Початок XX ст. | Рейтарська вул., 35а                                                                                              |                   | Наказ Головного управління охорони культурної спадщини від 25.09.2006 № 53 |                       |
| 1205    | Будинок Київського повітового земства, у якому в 1930—1940-х рр. розміщувався гідромеліоративний інститут і навчався Синицин Г. Я., секретар підпільного райкому комсомолу | 1913 р. | Рейтарська вул., 37а                                                                                              |                   | Наказ Міністерства культури України від 06.06.2011 № 416/0/16-11 |                       |
| 1206    | Флігель | 1910-ті; 1950-ті рр.                                                                                              | Рейтарська вул., 37б                                                                                              |                   | Наказ Міністерства культури України від 06.06.2011 № 416/0/16-11, Зняття з охорони |                       |
| 1207    | Будинок прибутковий | 1878; 1905—1907 (?); 1939—1940 рр. (надбудова)                                                                    | Рейтарська вул., 41                                                                                               |                   | Наказ Головного управління охорони культурної спадщини від 10.06.2011 № 10/34-11 |                       |
| 1208    | Корпус казарм | 1910 р. | Рибалка Маршала вул., 6/27                                                                                        |                   | Наказ Головного управління охорони культурної спадщини від 25.09.2006 № 53 |                       |
| 1209    | Корпус казарм | 1910 р. | Рибалка Маршала вул., 8                                                                                           |                   | Наказ Головного управління охорони культурної спадщини від 25.09.2006 № 53 |                       |
| 1210    | Пожежне депо | 1920-ті рр. | Рибалка Маршала вул., 11                                                                                          |                   | Наказ Головного управління охорони культурної спадщини від 25.06.2011 № 10/38-11 |                       |
| 1211    | Будинок прибутковий Управління Києво-Софійського митрополичого дому | 1861 р., 1903 р. (надбудова), 1963—1968 рр. (надбудова)                                                           | Рильський пров. 3                                                                                                 | № 573/3-Кв        | Наказ Міністерства культури і туризму України від 03.02.2010 № 58/0/16-10 |                       |
| 1212    | Будинок прибутковий Управління Києво-Софійського митрополичого дому, у якому у 1918 р. знаходилась явочна квартира Київського обласного КП(б) України, що керував партизанською боротьбою Південно-Західного краю проти австро-німецьких окупантів                             | 1902—1903 рр., 1936 (надбудова)                                                                                   | Рильський пров. 5/5                                                                                               | № 573/4-Кв        | Рішення виконавчого комітету Київської міськради народних депутатів від 04.08.1980 № 1102 |                       |
| 1213    | Будинок прибутковий | 1898 — 99 рр. | Саксаганського вул., 15                                                                                           |                   | Наказ Головного управління охорони культурної спадщини від 25.09.2006 № 53 |                       |
| 1214    | Флігель житловий, у якому проживав Голубовський П. В. історик | 1898 — 99 рр. | Саксаганського вул., 15 б                                                                                         |                   | Наказ Головного управління охорони культурної спадщини від 25.09.2006 № 53 |                       |
| 1215    | Будинок житловий, в я кому проживав М. М. Ковалевський, український громадсько-політичний і державний діяч | 1909 р. | Саксаганського вул., 92                                                                                           |                   | Наказ Головного управління охорони культурної спадщини від 25.09.2006 № 53, Наказ Головного управління охорони культурної спадщини від 10.06.2011 № 10/34-11 |                       |
| 1216    | Будинок прибутковий | 1898—1899 рр. | Саксаганського вул., 96                                                                                           | № 142             | Рішення виконавчого комітету Київської міськради народних депутатів від 21.01.1986 № 49 |                       |
| 1217    | Будинок прибутковий | Початок XX ст. | Саксаганського вул., 109/20                                                                                       |                   | Наказ Управління охорони пам'яток історії, культури та історичного середовища від 02.04.1998 № 15 |                       |
| 1218    | Будинок прибутковий, у якому мешкав Лесь Курбас, режисер, актор | 1909 р. | Саксаганського вул., 110                                                                                          |                   | Наказ Головного управління охорони культурної спадщини від 25.06.2011 № 10/38-11 |                       |
|         | Садиба міська: Саксаганського, 112 | XIX—XX ст. | Саксаганського вул., 112                                                                                          |                   | Наказ Головного управління охорони культурної спадщини від 10.06.2011 № 10/34-11 |                       |
| 1219    | Будинок прибутковий | 1900 р.; 1956 р. (відновлення)                                                                                    | Саксаганського вул., 112                                                                                          | № 108             | Рішення виконавчого комітету Київської міськради народних депутатів від 21.01.1986 № 49 |                       |
| 1220    | Флігель | 1900 р. | Саксаганського вул., 112б                                                                                         |                   | Наказ Головного управління охорони культурної спадщини від 10.06.2011 № 10/34-11 |                       |
| 1221    | Будинок прибутковий | Початок XX ст. | Саксаганського вул., 113а                                                                                         |                   | Наказ Головного управління охорони культурної спадщини від 25.09.2006 № 53 |                       |
| 1222    | Будинок прибутковий, у якому проживав О. Астряб | 1912 р. | Саксаганського вул., 117                                                                                          |                   | Наказ Головного управління охорони культурної спадщини від 25.09.2006 № 53 |                       |
| 1223    | Будинок, у якому мешкав Прокопович В. К. (С. Волох), громадський і політичний діяч, педагог, публіцист та історик | 1911—1912 рр. | Саксаганського вул., 123                                                                                          |                   | Наказ Головного управління охорони культурної спадщини від 25.06.2011 № 10/38-11 |                       |
| 1224    | Флігель житловий | 1910 р. | Саксаганського вул., 125                                                                                          |                   | Наказ Головного управління охорони культурної спадщини від 24.03.2008 № 10/06-08 |                       |
| 1225    | Будинок, у якому у вересні-жовтні 1941 р. містився підпільний Московський райком КП(б)У | Початок XX ст. | Саксаганського вул., 129а                                                                                         |                   | Рішення виконавчого комітету Київської міськради народних депутатів від 04.08.1980 № 1102 |                       |
| 1226    | Флігель | 1910-ті рр. | Саксаганського вул., 129в                                                                                         |                   | Наказ Головного управління охорони культурної спадщини від 25.09.2006 № 53 |                       |
| 1227    | Флігель | 1910-ті рр. | Саксаганського вул., 129б                                                                                         |                   | Наказ Головного управління охорони культурної спадщини від 25.09.2006 № 53 |                       |
| 1228    | Будинок прибутковий | 1913—1914 рр. | Саксаганського вул., 131а                                                                                         |                   | Наказ Головного управління охорони культурної спадщини від 25.09.2006 № 53 |                       |
| 1229    | Флігель | 1913—1914 рр. | Саксаганського вул., 131б                                                                                         |                   | Наказ Головного управління охорони культурної спадщини від 25.09.2006 № 53 |                       |
| 1230    | Будинок прибутковий | 1897—1898 рр. | Саксаганського вул., 135/13                                                                                       |                   | Наказ Головного управління охорони культурної спадщини від 25.09.2006 № 53 |                       |
| 1231    | Будинок житловий, у якому проживав Марцинчик А. Е. та А. Я., підприєець, громадський діяч | сер. XIX ст. | Саксаганського вул., 139                                                                                          |                   | Наказ Управління охорони пам'яток історії, культури та історичного середовища від 02.04.1998 № 15 (архітектура) |                       |
| 1232    | Будинок житловий, у якому проживав Вінцковський Д., письменник, журналіст | Кінець XIX ст. | Саксаганського вул., 143                                                                                          |                   | Наказ Головного управління охорони культурної спадщини від 25.09.2006 № 53 |                       |
| 1233    | Будинок прибутковий, де бував Паустовський К. Г., письменник | 1900 р.; 1903 р. (прибудова); 1966 р. (ремонт)                                                                    | Саксаганського вул., 147/5                                                                                        |                   | Наказ Головного управління охорони культурної спадщини від 25.06.2011 № 10/38-11 арх. І містобуд. |                       |
| 1234    | Поселення | III тис. до н. е.                                                                                                 | Сирець |                   | Рішення виконавчого комітету Київської міськради народних депутатів від 17.11.1987 № 1112 |                       |
| 1235    | Пам'ятне місце масових страт громадян у період нацистської ркупації Києва — «Бабин Яр»: Сирецький парк | 1941—1943 рр. | Сирецький парк |                   | Наказ Головного управління охорони культурної спадщини від 25.09.2006 № 53 |                       |
| 1236    | Пам'ятний хрест тим, хто поклав життя на вівтар України | 1993 р. | Сковороди Григорія вул., 12                                                                                       |                   | Наказ Головного управління охорони культурної спадщини від 25.09.2006 № 53 |                       |
| 1237    | Будинок прибутковий | 1880—1881; 1898 рр. (надбудова)                                                                                   | Софійська вул., 3б                                                                                                | № 343             | Розпорядження Київської міської державної адміністрації від 15.07.1998 № 1463 |                       |
| 1238    | Будинок житловий | 2-га пол. XIX ст.; 1882 р. (надбудова)                                                                            | Софійська вул., 6                                                                                                 |                   | Наказ Головного управління охорони культурної спадщини від 25.06.2011№ 10/38-11 |                       |
| 1239    | Будинок житловий | 1860 р.; 1904 р. (реконструкція)                                                                                  | Софійська вул., 7                                                                                                 | № 344/1           | Розпорядження Київської міської державної адміністрації від 15.07.1998 № 1463 |                       |
| 1240    | Флігель | 1860 р.; 1904 р. (прибудова)                                                                                      | Софійська вул., 7                                                                                                 | № 344/2           | Розпорядження Київської міської державної адміністрації від 15.07.1998 № 1463 |                       |
| 1241    | Будинок житловий | 1854—1857; 1884 рр. (прибудова)                                                                                   | Софійська вул., 9                                                                                                 | № 229             | Рішення виконавчого комітету Київської міськради народних депутатів від 18.11.1986 № 1107 |                       |
| 1242    | Будинок житловий | 1882 р. | Софійська вул., 10                                                                                                |                   | Наказ Головного управління охорони культурної спадщини від 25.06.2011 № 10/38-11 |                       |
| 1243    | Будинок житловий робітників музфонду, у якому жили композитори та народні артисти: у 1956—1977 рр.- Ревуцький Л. М., у 1957—1989 рр. — Майборода П., у 1957—1993 рр. — Домінчен К. Я.                                                                                          | 1955—1956 рр. | Софійська вул., 16/16                                                                                             |                   | Рішення виконавчого комітету Київської міськради народних депутатів від 04.08.1980 № 1102 |                       |
| 1244    | Будинок прибутковий | 1879 р.; 1899—1900 рр. (надбудова)                                                                                | Софійська вул., 17/15                                                                                             | № 345             | Розпорядження Київської міської державної адміністрації від 15.07.1998 № 1463 |                       |
| 1245    | Будинок прибутковий | Кінець XIX ст. | Софійська вул., 18                                                                                                |                   | Наказ Головного управління охорони культурної спадщини від 25.06.2011 № 10/38-11 |                       |
| 1246    | Могила Володимира (в миру Романова В. О.), Святійшого Патріарха Київської і всієї Руси-України | 1995 р. | Софійська площа                                                                                                   |                   | Наказ Управління охорони пам'яток історії, культури та історичного середовища від 04.11.1998 № 53 |                       |
| 1247    | Пам'ятник гетьману Богдану Хмельницькому | 1888 р. | Софійська площа                                                                                                   | № 260046/0        | Постанова Кабінету Міністрів України від 03.09.2009 № 928 |                       |
| 1248    | Фонтан Київського водогону | 1898—1900 рр. | Софіївська пл. |                   | Наказ Управління охорони пам'яток історії, культури та історичного середовища від 07.11.2001 № 153 |                       |
| 1249    | Церква св. Макарія | 1897 р. | Стара Поляна вул., 46                                                                                             |                   | Наказ Головного управління охорони культурної спадщини від 25.06.2011 № 10/38-11 |                       |
| 1250    | Будинок прибутковий | 1903 р. | Старовокзальна вул., 7а                                                                                           |                   | Наказ Головного управління охорони культурної спадщини від 10.06.2011 № 10/34-11 |                       |
| 1251    | Будинок прибутковий Софійського монастиря, у якому у 1892—1936 рр. мешкав Базилевич В. М., музеєзнавець, історик, краєзнавець, літературознавець, | 1891 р. | Стрілецька вул., 1/15                                                                                             |                   | Наказ Головного управління охорони культурної спадщини від 25.06.2011 № 10/38-11 |                       |
| 1252    | Будинок прибутковий | 1909—1911 рр. | Стрілецька вул., 5/7                                                                                              |                   | Наказ Головного управління охорони культурної спадщини від 10.06.2011 № 10/34-11 |                       |
| 1253    | Фундаменти церкви | XI—XIII ст. | Стрілецька вул., 7/6                                                                                              | № 260047          | Постанова Кабінету Міністрів України від 03.09.2009 № 928 |                       |
| 1254    | Будинок прибутковий Управління Києво-Софійського митрополичого дому, у якому у 1892—1936 рр. мешкав Базилевич В. М., історик, літературознавець, краєзнавець | 1910—1911 рр., 1980-ті рр. (реконструкція)                                                                        | Стрілецька вул., 7/6                                                                                              | № 573/5-Кв        | Наказ Управління охорони пам'яток історії, культури та історичного середовища від 07.11.2001 № 153 |                       |
| 1255    | Будинок, у якому у 1893—1894 рр. мешкала Леся Українка, поетеса; збирався літературний гурток «Плеяда», членами якого були М. Косач, В. Самійленко, О. Судовщикова та ін. | 1835; 1869, 1878 рр.                                                                                              | Стрілецька вул., 15                                                                                               |                   | Наказ Головного управління охорони культурної спадщини від 25.06.2011 № 10/38-11 |                       |
| 1256    | Будинок прибутковий | 1910-ті рр. | Стрілецька вул., 28                                                                                               |                   | Наказ Головного управління охорони культурної спадщини від 25.06.2011 № 10/38-11 |                       |
| 1257    | Будинок прибутковий | 1910-ті рр. | Стрітенська вул., 1/15                                                                                            |                   | Наказ Головного управління охорони культурної спадщини від 10.06.2011 № 10/34-11 |                       |
| 1258    | Будинок прибутковий | Кінець XIX ст. | Стрітенська вул., 2/8                                                                                             |                   | Наказ Головного управління охорони культурної спадщини від 10.06.2011 № 10/34-11 |                       |
| 1259    | Будинок прибутковий | 1914 р. | Стрітенська вул., 3/15                                                                                            |                   | Наказ Головного управління охорони культурної спадщини від 10.06.2011 № 10/34-11 |                       |
| 1260    | Будинок, у якому мешкали: у 1900-х — 1941 рр. Кузьмін Є. М., мистецтвознавець, один з керівників Київського літературно-артистичного товариства (КЛАТ), видавець журналу «Рыцарь»; у 1906—1910 рр. — Форш О., письменниця, бував Паустовський К. Г.                            | 1900-ті рр. | Стрітенська вул., 15                                                                                              |                   | Наказ Головного управління охорони культурної спадщини від 25.06.2011 № 10/38-11 |                       |
| 1261    | Будинок житловий | 1911 р. | Студентська вул., 3                                                                                               | № 319             | Рішення Київської міської державної адміністрації від 17.01.2000 № 42 |                       |
| 1262    | Флігель | 1900—1910 рр. | Студентська вул., 5а                                                                                              |                   | Наказ Головного управління охорони культурної спадщини від 25.09.2006 № 53 |                       |
| 1263    | Будинок прибутковий | 1914 р. | Студентська вул., 7                                                                                               | № 481-Кв          | Наказ Міністерства культури і туризму України від 15.04.2008 № 424/1/16-08 |                       |
| 1264    | Будинок прибутковий | 1909 р. | Тарасової Алли вул., 4                                                                                            |                   | Наказ Головного управління охорони культурної спадщини від 25.06.2011 № 10/38-11 |                       |
| 1265    | Пам'ятник Лисенку М. В., українському композитору | 1965 р. | Театральна пл. |                   | Рішення виконавчого комітету Київської міськради народних депутатів від 27.01.1970 № 159 |                       |
| 1266    | Будинок, у якому мешкав в 1966—1971 рр. Г. Н. Полторацький, учасник повстання на броненосці «Потьомкін» у 1905 р. | 1960-ті рр. | Теліги Олени вул., 13/14                                                                                          |                   | Рішення виконавчого комітету Київської міськради народних депутатів від 21.08.1975 № 840 |                       |
| 1267    | Будинок інституту ботаніки, де працювали академіки: у 1921—1971 рр. Зеров Д. К.,Сапегін А. О., Фомін О. В., Холодний Н. Г.; у 1926—1930 рр. мешкав Малиновський А. О., у 1917—1919 рр. містився департамент позашкільної освіти, який очолювала Руслова                        | 1927, 1930-ті, 1957—1961 рр.                                                                                      | Терещенківська вул., 2                                                                                            |                   | Рішення виконавчого комітету Київської міськради народних депутатів від 21.08.1975 № 840 |                       |
| 1268    | Корпус 2-ї чоловічої гімназії, у якому у 1892—1914 рр. розміщувалась жіноча Ольгінська гімназія | 1844—1846, 1891 рр.                                                                                               | Терещенківська вул., 4                                                                                            | № 897             | Постанова Ради Міністрів УРСР від 06.09.1979 № 442 |                       |
| 1269    | Будинок, у якому мешкали: з 1944 р. поети, громадські діячі: Бажан М. П., Тичина П. Г.; у 1980—1988 рр. Турчак С. В., диригент, педагог; у 1930-ті — 1940-ві рр. державні діячі Шліхтер О. Г., Сухомлін К. Б.                                                                  | 1934 р. | Терещенківська вул., 5                                                                                            |                   | Рішення виконавчого комітету Київської міськради народних депутатів від 27.01.1970 № 159 |                       |
| 1270    | Будинок Київського музею російського мистецтва, де містилася приватна колекція Терещенка Ф. А. (Особняк Терещенка Ф. А. Музей російського мистецтва) | 1877, 1882—1883; 1884 рр.                                                                                         | Терещенківська вул., 9                                                                                            | № 47, № 260050    | Постанова Кабінету Міністрів України від 03.09.2009 № 928, Рішення виконавчого комітету Київської міськради народних депутатів від 22.11.1982 № 1804 |                       |
| 1271    | Пам'ятник Рєпіну І. Ю. | 1984 р. | Терещенківська вул., 9                                                                                            |                   | Рішення виконавчого комітету Київської міськради народних депутатів від 17.11.1987 № 1112 |                       |
| 1272    | Будинок, у якому у 1903—1905 рр. мешкав Кржижановський Г. М., революціонер, вчений-енергетик, академік | 1875—1876 рр., 1880—1881 рр. (прибудови) 1938 р. (надбудова)                                                      | Терещенківська вул., 11                                                                                           |                   | Рішення виконавчого комітету Київської міськради народних депутатів від 27.01.1970 № 159 |                       |
| 1273    | Будинок прибутковий | 1910—1914 рр. | Терещенківська вул., 13                                                                                           | № 48              | Наказ Міністерства культури і туризму України від 07.11.2008 № 1285/0/16-08 |                       |
| 1274    | Будинок першого приватного музею Богдана і Варвари Ханенків (Особняк Ханенків, Музей західного та східного мистецтва імені Богдана і Варвари Ханенків) | 1887—1888 рр.; 1891 р. (прибудова)                                                                                | Терещенківська вул., 15                                                                                           | № 49, № 260049    | Постанова Кабінету Міністрів України від 03.09.2009 № 928, Рішення виконавчого комітету Київської міськради народних депутатів від 22.11.1982 № 1804 |                       |
|         | Садиба міська: Терещенківська 17 | | |                   | |                       |
| 1275    | Будинок прибутковий, у якому жив Бородін О. П., російський вчений, інженер; у 1880 р. було встановлено перший у м. Києві телефон) | 1875—1878 рр. | Терещенківська вул., 17                                                                                           | № 235-Кв          | Наказ міністерства Культури і туризму України від 03.02.2010 № 58/0/16-10 |                       |
| 1276    | Будинок прибутковий | 1884—1885 рр., 1938 р.                                                                                            | Терещенківська вул., 19                                                                                           |                   | Наказ Управління охорони пам'яток історії, культури та історичного середовища від 20.08.1999 № 61 |                       |
| 1277    | Будинок прибутковий | 1870—1878 рр., 1938 р.                                                                                            | Терещенківська вул., 21                                                                                           |                   | Наказ Управління охорони пам'яток історії, культури та історичного середовища від 20.08.1999 № 61 |                       |
| 1278    | Будинок прибутковий | 1880-ті рр. | Терещенківська вул., 23                                                                                           |                   | Наказ Управління охорони пам'яток історії, культури та історичного середовища від 20.08.1999 № 61 |                       |
| 1279    | Будинок прибутковий, у якому жила Алла Горська, художниця | Кінець XIX ст. | Терещенківська вул., 25                                                                                           | № 0/0             | Наказ Головного управління охорони культурної спадщини від 10.06.2011 № 10/34-11 |                       |
| 1280    | Пам'ятник робітникам заводу автоматики ім. Г. І. Петровського, які загинули в роки Великої Вітчизняної Війни | | Тимофєєвої Галі вул., 3-13                                                                                        |                   | Рішення виконавчого комітету Київської міськради народних депутатів від 30.07.1984 № 693 |                       |
| 1281    | Сирецький дендропарк | 1875 р. | Тираспольська вул.,                                                                                               |                   | Постанова Ради Міністрів УРСР від 01.11.1968 № 1085 |                       |
| 1282    | Сирецький гай | 1952 р. | Тираспольська вул.,                                                                                               |                   | Постанова колегії Держкомприроди УРСР від 30.08.1990 № 18, Постанова колегії Держкомприроди УРСР від 26.07.1972 № 22 |                       |
| 1283    | Метеорологічна обсерваторія Університету св. Володимира, де працювали фізики та метеорологи: у 1855—1860-х рр. Авенаріус М. П., у 1866—1891 рр. Кнорр. Е. А., у 1891—1903 рр. Броунов П. І., у 1903—1919 рр. Косоногов Й. Й., Срезневський Б. І.                               | 1851—1854 р. | Толстого Льва вул., 14                                                                                            | № 56              | Рішення виконавчого комітету Київської міськради народних депутатів від 30.07.1984 № 693, Рішення виконавчого комітету Київської міськради народних депутатів від 22.11.1982 № 1804                                                                                           |                       |
| 1284    | Будинок житловий | сер. 1930-х рр.                                                                                                   | Толстого Льва вул., 16 (16/1)                                                                                     |                   | Наказ Головного управління охорони культурної спадщини від 25.06.2011 № 10/38-11 |                       |
| 1285    | Особняк | 1912 р. | Тропініна провул. 5                                                                                               |                   | Наказ Головного управління охорони культурної спадщини від 25.06.2011 № 10/38-11 |                       |
| 1286    | Особняк | 1889 р. | Тропініна вул., 6                                                                                                 | № 484-Кв          | Наказ Міністерства культури і туризму України від 15.04.2008 № 424/1/16-08 |                       |
| 1287    | Альтанки | 1897—1898 рр. | Трьохсвятительська вул.,                                                                                          |                   | Наказ Головного управління охорони культурної спадщини від 25.06.2011 № 10/38-11 |                       |
| 1288    | Володимирська гірка | 1830—1840 рр. | Трьохсвятительська вул.,                                                                                          | № 1/0             | Постанова Ради Міністрів УРСР від 29.01.1960 № 105 |                       |
| 1289    | Ремісничий район стародавнього Києва (культурний шар міста Ізяслава Святополка) | XI—XIII ст. | Трьохсвятительська вул., 2                                                                                        | № 260051          | Постанова Кабінету Міністрів України від 03.09.2009 № 928 |                       |
| 1290    | Готель | 1902—1903 рр. | Трьохсвятительська вул., 4а                                                                                       | № 252/5           | Розпорядження Київської міської державної адміністрації від 14.08.1998 № 1678 |                       |
|         | Комплекс Михайлівського Золотоверхого монастиря | | Трьохсвятительська вул., 6                                                                                        | № 252/0           | Рішення виконавчого комітету Київської міськради народних депутатів від 18.11.1986 № 1107 |                       |
| 1291    | Споруда готелю, у якому у 1902 р. жила Марко Вовчок (Вілинська М. О.), письменниця | 1907—1908 рр. | Трьохсвятительська вул., 4                                                                                        | № 252/4           | Розпорядження Київської міської державної адміністрації від 14.08.1998 № 1678, Рішення виконавчого комітету Київської міськради народних депутатів від 27.01.1970 № 159 |                       |
| 1292    | Готель | 1857, 1883, 1897 рр.                                                                                              | Трьохсвятительська вул., 4б, в                                                                                    | № 252/6           | Розпорядження Київської міської державної адміністрації від 14.08.1998 № 1678 |                       |
| 1293    | Особняк купця К. Ховалкіна | 1865, 1874 рр. (добудова); 1893—1894 рр. (реконструкція)                                                          | Трьохсвятительська вул., 5/10                                                                                     | № 527/13          | Наказ Міністерства культури і туризму України від 07.11.2008 № 1285/0/16-08 |                       |
| 1294    | Огорожа та стіна першого ярусу дзвіниці | 1745—1758 рр. | Трьохсвятительська вул., 6                                                                                        | № 252/2           | Рішення виконавчого комітету Київської міськради народних депутатів від 18.11.1986 № 1107 |                       |
| 1295    | Льохи господарські | 1713 р. | Трьохсвятительська вул., 6                                                                                        | № 252/3           | Рішення виконавчого комітету Київської міськради народних депутатів від 18.11.1986 № 1107 |                       |
| 1296    | Трапезна з церквою св. апостола і євангеліста Іоанна Богослова | 1713 р. | Трьохсвятительська вул., 6                                                                                        | № 13              | Постанова Ради Міністрів УРСР від 24.08.1963 № 970 |                       |
| 1297    | Житловий будинок (корпус півчих) | 1894 р. | Трьохсвятительська вул., 6м                                                                                       | № 253             | Рішення виконавчого комітету Київської міськради народних депутатів від 18.11.1986 № 1107 |                       |
| 1298    | Келії Михайлівського монастиря | 1845—1858 рр. | Трьохсвятительська вул., 6                                                                                        | № 252/1           | Рішення виконавчого комітету Київської міськради народних депутатів від 18.11.1986 № 1107 |                       |
|         | Комплекс костьолу св. Олександра | | |                   | |                       |
| 1299    | Будинок прибутковий костьолу | 1914—1915 рр. | Трьохсвятительська вул., 7                                                                                        | № 527/14          | Наказ Міністерства культури і туризму України від 07.11.2008 № 1285/0/16-08 |                       |
| 1300    | Будинок господарчий костьолу св. Олександра | 1913—1914 рр. | Трьохсвятительська вул., 7                                                                                        | № 527/15          | Наказ Міністерства культури і туризму України від 07.11.2008 № 1285/0/16-08 |                       |
| 1301    | Келії (Варваринський корпус) | 1898—1902 рр. | Трьохсвятительська вул., 8                                                                                        | № 252/7           | Розпорядження Київської міської державної адміністрації від 14.08.1998 № 1678 |                       |
| 1302    | Будинок прибутковий | Кінець XIX ст.; 1911—1912 рр.                                                                                     | Трьохсвятительська вул., 11                                                                                       | № 253             | Рішення виконавчого комітету Київської міськради народних депутатів від 18.11.1986 № 1107 |                       |
| 1303    | Будинок прибутковий | 1887 р. | Трьохсвятительська вул., 13                                                                                       |                   | Наказ Головного управління охорони культурної спадщини від 25.06.2011 № 10/38-11 |                       |
| 1304    | Флігель з господарським льохом | 1862 р. | Трьохсвятительська вул., 13д                                                                                      |                   | Наказ Головного управління охорони культурної спадщини від 25.09.2006 № 53 |                       |
| 1305    | Будинок прибутковий | 1901 р. | Тургенєвська вул., 19                                                                                             | № 99              | Наказ Міністерства культури і туризму України від 07.09.2006 № 747/0/16-06 |                       |
| 1306    | Будинок прибутковий | 1914—1915 рр. | Тургенєвська вул., 55                                                                                             |                   | Наказ Головного управління охорони культурної спадщини від 10.06.2011 № 10/34-11 |                       |
| 1307    | Будинок прибутковий, у якому у 1918—1923 рр. мешкав Стебницький П. Я., письменник, громадський діяч, один із засновників Української Академії наук | 1899 р. | Тургенєвська вул., 65                                                                                             |                   | Наказ Головного управління охорони культурної спадщини від 25.06.2011 № 10/38-11 |                       |
| 1308    | Будинок, у якому в 1915—1953 рр. мешкала Тобілевич С. В., актриса і письменниця | Початок XX ст. | Тургенєвська вул., 81                                                                                             |                   | Рішення виконавчого комітету Київської міськради народних депутатів від 30.07.1984 № 693 |                       |
| 1309    | Культурний шар ремісничих слобід Гончари та Кожум'яки | IX—XVII ст. | Урочище між горами Замковою-Дитинкою                                                                              |                   | Рішення виконавчого комітету Київської міськради народних депутатів від 17.11.1987 № 1112 |                       |
| 1310    | Будинок прибутковий | 1897 р.; 1939—1940 рр.                                                                                            | Франка Івана вул., 4                                                                                              |                   | Наказ Управління охорони пам'яток історії, культури та історичного середовища від 20.08.1999 № 61 |                       |
| 1311    | Будинок прибутковий | 1901 р. | Франка Івана вул., 5                                                                                              |                   | Наказ Головного управління охорони культурної спадщини від 10.06.2011 № 10/34-11 |                       |
| 1312    | Будинок житловий працівників Наркомзему УРСР | 1937—1939 рр. | Франка Івана вул., 9                                                                                              |                   | Наказ Головного управління охорони культурної спадщини від 25.06.2011 № 10/38-11 |                       |
| 1313    | Будинок прибутковий | Кінець XIX — початок XX ст.                                                                                       | Франка Івана вул., 13                                                                                             |                   | Наказ Головного управління охорони культурної спадщини від 10.06.2011 № 10/34-11 |                       |
|         | Садиба міська: Франка, 17 | XIX — початок XX ст.                                                                                              | Франка Івана вул., 17                                                                                             |                   | Наказ Головного управління охорони культурної спадщини від 25.06.2011 № 10/38-11 |                       |
| 1314    | Флігель | 1916 р. | Франка Івана вул., 17в                                                                                            |                   | Наказ Головного управління охорони культурної спадщини від 10.06.2011 № 10/34-11 |                       |
| 1315    | Будинок прибутковий | 1914—1915 рр. | Франка Івана вул., 17б                                                                                            |                   | Наказ Головного управління охорони культурної спадщини від 25.06.2011 № 10/38-11 |                       |
| 1316    | Будинок прибутковий, у якому мешкали Соболєв Ф. Н., Чехівський В. | 1914—1915 рр. | Франка Івана вул., 17а                                                                                            |                   | Наказ Головного управління охорони культурної спадщини від 25.06.2011 № 10/38-11 |                       |
| 1317    | Будинок прибутковий | 1897 р.; 1984—1985 рр. (надбудова)                                                                                | Франка Івана вул., 19                                                                                             | № 145             | Рішення виконавчого комітету Київської міськради народних депутатів від 21.01.1986 № 49 |                       |
|         | Садиба міська: Франка, 20 | | Франка Івана вул., 20                                                                                             |                   | Розпорядження Київської міської державної адміністрації від 11.03.1998 № 520 |                       |
| 1318    | Будинок прибутковий | 1899—1900 рр. | Франка Івана вул., 20                                                                                             | № 215, № 333/1    | Розпорядження Київської міської державної адміністрації від 11.03.1998 № 520, Рішення виконавчого комітету Київської міськради народних депутатів від 18.11.1986 № 1107 |                       |
| 1319    | Флігель | 1914 рр. | Франка Івана вул., 20б                                                                                            | № 333/2           | Розпорядження Київської міської державної адміністрації від 11.03.1998 № 520 |                       |
| 1320    | Будинок житловий | 1875—1876 рр.; 1930—1941 рр. (надбудова)                                                                          | Франка Івана вул., 29                                                                                             |                   | Наказ Головного управління охорони культурної спадщини від 10.06.2011 № 10/34-11 |                       |
| 1321    | Флігель | Кінець XIX ст. | Франка Івана вул., 29                                                                                             |                   | Наказ Головного управління охорони культурної спадщини від 10.06.2011 № 10/34-11 |                       |
| 1322    | Будинок прибутковий | Кінець XIX ст. | Франка Івана вул., 31                                                                                             |                   | Наказ Головного управління охорони культурної спадщини від 10.06.2011 № 10/34-11 |                       |
| 1323    | Особняк, у якому у 1918—1919 рр. і у 1923 р. жив Паустовський К. Г., письменник | 1875 р. | Франка Івана вул., 33                                                                                             | № 75              | Розпорядження Представника Президента від 17.02.1994 № 105 |                       |
| 1324    | Флігель | Кінець XIX ст. | Франка Івана вул., 36 (36-г)                                                                                      |                   | Наказ Управління охорони пам'яток історії, культури та історичного середовища від 02.04.1998 № 15 |                       |
| 1325    | Будинок прибутковий | 1870-ті рр.; 1880 р. (прибудова); 1930-ті рр.                                                                     | Франка Івана вул., 36                                                                                             |                   | Наказ Управління охорони пам'яток історії, культури та історичного середовища від 02.04.1998 № 15 |                       |
| 1326    | Флігель | XIX ст. | Франка Івана вул., 36 (36-б)                                                                                      |                   | Наказ Управління охорони пам'яток історії, культури та історичного середовища від 02.04.1998 № 15 |                       |
| 1327    | Будинок прибутковий, у якому мешкав Усатий С. Н. | Невідома | Франка Івана вул., 38                                                                                             |                   | Наказ Головного управління охорони культурної спадщини від 25.06.2011 № 10/38-11 |                       |
| 1328    | Будинок прибутковий | 1873—1874 рр.; 1939 р.; кінець XIX ст. (надбудова)                                                                | Франка Івана вул., 42                                                                                             | № 216             | Рішення виконавчого комітету Київської міськради народних депутатів від 18.11.1986 № 1107 |                       |
| 1329    | Будинок прибутковий житловий з готелем | 1878 р. | Хмельницького Богдана вул., 3б                                                                                    | № 554             | Наказ Міністерства культури і туризму України від 13.07.2009 № 521/0/16-09 |                       |
| 1330    | Будинок прибутковий житловий з готелем | 1869, 1870, 1872, 1890-ті рр.                                                                                     | Хмельницького Богдана вул., 3                                                                                     | № 553             | Наказ Міністерства культури і туризму України від 13.07.2009 № 521/0/16-09 |                       |
| 1331    | Пам'ятне місце загибелі Мирона Д., українського політичного діяча, публіциста, автора праць з ідеології націоналізму | 1942 р. | Хмельницького Богдана вул.,                                                                                       |                   | Наказ Головного управління охорони культурної спадщини від 25.09.2006 № 53 |                       |
| 1332    | Будинок Державного академічного театру російської драми імені Лесі Українки (Театр «Бергоньє», де у 1882—1883 рр. виступала українська професійна трупа під керівництвом М. Кропивницького; у 1884—1991 рр. — постійний російський драматичний театр «Соловцев»)               | 1875 р. | Хмельницького Богдана вул., 5/15                                                                                  | № 260053          | Постанова Кабінету Міністрів України від 03.09.2009 № 928 |                       |
| 1333    | Будинок Фундуклеївської жіночої гімназії, де вчились Ахматова (Горенко) А. А.,поетеса; співачки: Держинська К. Г., Донець-Тессейр М. Є.; Полонська-Василенко Н. Д., історик та інші; викладали відомі вчені; у 1903 р. зберігалась газета «Искра»                              | 1850-ті, 1874—1875,1892 рр.                                                                                       | Хмельницького Богдана вул., 6/13                                                                                  |                   | Наказ Управління охорони пам'яток історії, культури та історичного середовища від 18.03.1999 № 16, Рішення виконавчого комітету Київської міськради народних депутатів від 27.01.1970 № 159 (історії)                                                                         |                       |
| 1334    | Корпус Колегії Галагана, де у 1870—1880-ті рр. жив Трегубов Є. К., історик, етнограф; викладали відомі вчені; у 1885—1886 рр. зупинявся Франко І. Я., поет, письменник | 1871—1873; 1885 р.                                                                                                | Хмельницького Богдана вул., 9а                                                                                    | № 346             | Розпорядження Київської міської державної адміністрації від 15.07.1998 № 1463 |                       |
|         | Садиба міська: Хмельницького Б., 10 | | |                   | |                       |
| 1335    | Будинок прибутковий, де розміщувалася жіноча гімназія Титаренко О., де у 1910—1914 рр. вчилась Тарасова А., актриса; жив Корольов С. П., авіаконструктор; у 1910-ті рр. розміщувалося Київське літературно-артистичне товариство (КЛАТ) та клуб автомобілісті                  | 1903—1904 рр. | Хмельницького Богдана вул., 10                                                                                    | № 347             | Розпорядження Київської міської державної адміністрації від 15.07.1998 № 1463 |                       |
|         | Комплекс Колегії Павла Галагана: Хмельницького., 9 — 11/1 | | |                   | |                       |
| 1336    | Будинок, у якому у 1871—1917 рр. розміщувалась Колегія П. Галагана, де вчилися: Богомолець О. О., Кримський А. Ю., Липський В. І. та ін., бував Франко І. Я.; розміщувався у 1917 р. генеральний секретаріат військових справ Центральної Ради на чолі з Петлюр                | 1862—1864 рр.; 1885 р. (прибудова)                                                                                | Хмельницького Богдана вул., 11/1                                                                                  | № 127, № 0/0      | Рішення виконавчого комітету Київської міськради народних депутатів від 21.01.1986 № 49, Рішення виконавчого комітету Київської міськради народних депутатів від 21.08.1975 № 840                                                                                             |                       |
| 1337    | Будинок прибутковий | 1884 р., 1910-ті рр. (розширення і надбудова)                                                                     | Хмельницького Богдана вул., 12-14                                                                                 | № 635-Кв          | Наказ Міністерство культури і туризму україни від 15.09.2010 № 706/0/16-10 |                       |
| 1338    | Будинок Ольгинської жіночої гімназії, у якому з 1925 р. розміщувалися академічні інститути та музеї, де працювали відомі вчені-академіки: Кас'яненко В. Г., Крилов М. М., Холодний М., Сапєгін А., Лучицький В. І., Третяков Д. К., Рильський М. Т. та ін.                     | 1914—1927 рр. | Хмельницького Богдана вул., 13-15/55                                                                              | № 894/0           | Постанова Ради Міністрів УРСР від 06.09.1979 № 442, Рішення виконавчого комітету Київської міськради народних депутатів від 21.08.1975 № 840, Рішення виконавчого комітету Київської міськради народних депутатів від 27.01.1970 № 159                                        |                       |
| 1339    | Пам'ятник Патону Б. Є., академіку АН України | 1982 р. | Хмельницького Богдана вул., 13-15                                                                                 | № 0/0             | Рішення виконавчого комітету Київської міськради народних депутатів від 30.07.1984 № 693 |                       |
| 1340    | Будинок прибутковий, де містився готель «Театральний», у якому у 1919 р. знаходився штаб Таращанського полку | 1858—1859, 1873, 1908 рр.                                                                                         | Хмельницького Богдана вул., 17/52                                                                                 | № 128             | Рішення виконавчого комітету Київської міськради народних депутатів від 21.01.1986 № 49 |                       |
| 1341    | Будинок готелю «Ермітаж», у якому зупинялись поети: у 1907 р. Білий А., Блок О.; у 1945 р. актор і співак Вертинський О.; у 1948 р. жив Корін П. Д., російський художник та ін.                                                                                                | 1902—1903 рр. | Хмельницького Богдана вул., 26 (26а)                                                                              | № 348/1           | Розпорядження Київської міської державної адміністрації від 15.07.1998 № 1463 |                       |
| 1342    | Флігель житловий, де розміщувалася редакція журналу «Огни», у якому були надруковані перші твори письменників: у 1912 р. Паустовського К. Г., у 1913 р. Бабеля І. | 1903—1904 рр. | Хмельницького Богдана вул., 26б                                                                                   | № 348/2           | Розпорядження Київської міської державної адміністрації від 15.07.1998 № 1463 |                       |
| 1343    | Будинок, у якому у 1905—1920 рр. жила Екстер О. О., у 1918—1919 рр. розміщувалась її майстерня живопису, де працювали художники: Меллер В.,Петрицький А., Тишлер О., Козинцеви Л. та Г., Юткевич С.; бували письменники Еренбург І., Ліфшиць В., Мандельштам О., Шкловський В. | 1872, 1878, 1934 рр. (надбудова)                                                                                  | Хмельницького Богдана вул., 27/1                                                                                  |                   | Наказ Головного управління охорони культурної спадщини від 25.06.2011 № 10/38-11 |                       |
| 1344    | Будинок прибутковий | 1901 р. | Хмельницького Богдана вул., 30/10                                                                                 | № 129             | Рішення виконавчого комітету Київської міськради народних депутатів від 21.01.1986 № 49 |                       |
| 1345    | Будинок прибутковий | 1876 р.; 1901 рр.                                                                                                 | Хмельницького Богдана вул., 31/27                                                                                 | № 349             | Розпорядження Київської міської державної адміністрації від 15.07.1998 № 1463 |                       |
| 1346    | Будинок прибутковий | 1913 р. (?) | Хмельницького Богдана вул., 32                                                                                    | № 37              | Рішення виконавчого комітету Київської міськради народних депутатів від 22.11.1982 № 1804 |                       |
| 1347    | Будинок прибутковий | 1877, 1888; 1895—1899 рр. (реконструкція)                                                                         | Хмельницького Богдана вул., 33/34                                                                                 | № 103             | Рішення виконавчого комітету Київської міськради народних депутатів від 21.01.1986 № 49 |                       |
| 1348    | Будинок, у якому мешкав Зіньківський В. В., філософ, психолог, педагог, міністр віросповідань Української Держави | 1860-ті рр., 1886 р. (перебудова),1938 (надбудова)                                                                | Хмельницького Богдана вул., 35/1                                                                                  |                   | Наказ Головного управління охорони культурної спадщини від 25.06.2011 № 10/38-11 |                       |
| 1349    | Будинок прибутковий | 1899—1900 рр. | Хмельницького Богдана вул., 36                                                                                    | № 130             | Рішення виконавчого комітету Київської міськради народних депутатів від 21.01.1986 № 49 |                       |
| 1350    | Театр анатомічний, де працювали Вальтер О. П., Мацон Ю. І., Бець В. О. та інші | 1851—1853 рр. | Хмельницького Богдана вул., 37                                                                                    | № 37              | Постанова Ради Міністрів УРСР від 24.08.1963 № 970 |                       |
| 1351    | Будинок житловий | 1934 р. | Хмельницького Богдана вул., 38                                                                                    | № 251             | Рішення виконавчого комітету Київської міськради народних депутатів від 18.11.1986 № 1107 |                       |
| 1352    | Будинок прибутковий, у якому у 1945—1979 рр. проживав Рахлін Н. Г., диригент, народний артист | 1900—1901 рр. | Хмельницького Богдана вул., 40/25                                                                                 | № 131             | Рішення виконавчого комітету Київської міськради народних депутатів від 21.01.1986 № 49 |                       |
| 1353    | Будинок, у якому мешкав на початку1930-х рр. (до 1935 р.) Філіпович П. П., поет, літературознавець, професор | 1897 р. | Хмельницького Богдана вул., 42/32                                                                                 |                   | Наказ Головного управління охорони культурної спадщини від 25.06.2011 № 10/38-11 |                       |
| 1354    | Будинок прибутковий | 1897—1898 рр. | Хмельницького Богдана вул., 44                                                                                    | № 104             | Рішення виконавчого комітету Київської міськради народних депутатів від 21.01.1986 № 49 |                       |
| 1355    | Флігель | 1897 р. | Хмельницького Богдана вул., 44в                                                                                   |                   | Наказ Управління охорони пам'яток історії, культури та історичного середовища від 02.04.1998 № 15 |                       |
| 1356    | Флігель | 1897—1898 рр. | Хмельницького Богдана вул., 44б                                                                                   |                   | Наказ Управління охорони пам'яток історії, культури та історичного середовища від 02.04.1998 № 15 |                       |
| 1357    | Будинок прибутковий, у якому у 1888—1903 рр. мешкав Максимович М. І., інженер-гідротехнік, будівельник, професор КПІ | 1888—1890 рр., Кінець 1890-х рр.                                                                                  | Хмельницького Богдана вул., 46                                                                                    | № 334             | Розпорядження Київської міської державної адміністрації від 11.03.1998 № 520 |                       |
| 1358    | Будинок житловий, у якому мешкав у 1957—1967 рр. Ворвулев М. Д., народний артист, співак, громадський діяч | 1957 р. | Хмельницького Богдана вул., 47                                                                                    |                   | Наказ Головного управління охорони культурної спадщини від 25.06.2011 № 10/38-11 |                       |
| 1359    | Будинок прибутковий, у якому у 1913—1926 рр. мешкав Андерс Ф. Ф., інженер-конструктор, піонер вітчизняного дирижаблебудування | 1894—1895, 1900-ті, 1930-ті рр.                                                                                   | Хмельницького Богдана вул., 50                                                                                    |                   | Наказ Управління охорони пам'яток історії, культури та історичного середовища від 07.11.2001 № 153, Рішення виконавчого комітету Київської міськради народних депутатів від 27.01.1970 № 159                                                                                  |                       |
| 1360    | Будинок Вищих Жіночих курсів, де навчалися майбутні поетеси: Ахматова А.,Тулуб З.; викладали відомі педагоги та вчені; в якому знаходилась друкарня РСДРП | 1890-ті рр. | Хмельницького Богдана вул., 51а                                                                                   |                   | Рішення виконавчого комітету Київської міськради народних депутатів від 30.07.1984 № 693 |                       |
| 1361    | Будинок прибутковий, у якому у 1913—1914 рр. мешкав Липинський В. К., історик, політолог, ідеолог консервативно-монархічного руху | 1904—1905 рр. | Хмельницького Богдана вул., 52                                                                                    | № 335             | Розпорядження Київської міської державної адміністрації від 11.03.1998 № 520 |                       |
| 1362    | Міське училище ім. К. Д. Ушинського | 1901 р. | Хмельницького Богдана вул., 53а                                                                                   |                   | Реконструйований, втратив предмет охорони |                       |
| 1363    | Будинок прибутковий причту Володимирського собору | 1905 р. | Хмельницького Богдана вул., 53                                                                                    |                   | Наказ Головного управління охорони культурної спадщини від 10.06.2011 № 10/34-11 |                       |
| 1364    | Будинок прибутковий | 1912—1915 рр. | Хмельницького Богдана вул., 59б                                                                                   |                   | Наказ Управління охорони пам'яток історії, культури та історичного середовища від 02.04.1998 № 15 |                       |
| 1365    | Особняк | 1890 р. | Хмельницького Богдана вул., 60                                                                                    | № 105             | Рішення виконавчого комітету Київської міськради народних депутатів від 21.01.1986 № 49 |                       |
| 1366    | Будинок житловий | 3-тя чверть XIX ст.                                                                                               | Хмельницького Богдана вул., 63б                                                                                   |                   | Наказ Головного управління охорони культурної спадщини від 10.06.2011 № 10/34-11 |                       |
| 1367    | Будинок, у якому мешкали: у 1937—1940 рр. Петрусенко О. А., н/артистка УРСР, співачка; у 1948—1979 рр. Трохименко К. Д., живописець, н/художник, професор Художнього інституту                                                                                                 | 1936 р.; 1948 р.                                                                                                  | Хмельницького Богдана вул., 66/1                                                                                  |                   | Рішення виконавчого комітету Київської міськради народних депутатів від 27.01.1970 № 159 |                       |
| 1368    | Будинок житловий літераторів «Роліт», у якому мешкали відомі письменники та митці | 1930—1934 рр.; 1936—1939 рр. (друга черга)                                                                        | Хмельницького Богдана вул., 68/2                                                                                  | № 508, № 580-Кв   | Наказ Міністерства культури і туризму України від 24.09.2008 № 1001/0/16-08, Наказ Міністерства Культури і туризму України від 03.02.2010 № 58/0/16-10 |                       |
|         | Садиба міська: Хмельницького Б., 70 | XIX — початок XX ст.                                                                                              | Хмельницького Богдана вул., 70                                                                                    |                   | Наказ Головного управління охорони культурної спадщини від 10.06.2011 № 10/34-11 |                       |
| 1369    | Флігель | 1897 р. | Хмельницького Богдана вул., 70в                                                                                   |                   | Наказ Управління охорони пам'яток історії, культури та історичного середовища від 02.04.1998 № 15 |                       |
| 1370    | Будинок житловий | 3-тя чверть XIX ст.                                                                                               | Хмельницького Богдана вул., 70                                                                                    |                   | Наказ Головного управління охорони культурної спадщини від 10.06.2011 № 10/34-11 |                       |
|         | Садиба міська: Хмельницького Б., 72 | XIX — початок XX ст.                                                                                              | Хмельницького Богдана вул., 72                                                                                    |                   | Наказ Головного управління охорони культурної спадщини від 10.06.2011 № 10/34-11 |                       |
| 1371    | Флігель | 1896, 1908 рр. | Хмельницького Богдана вул., 72б                                                                                   |                   | Наказ Головного управління охорони культурної спадщини від 10.06.2011 № 10/34-11 |                       |
| 1372    | Флігель | 1908 р. | Хмельницького Богдана вул., 72в                                                                                   |                   | Наказ Головного управління охорони культурної спадщини від 10.06.2011 № 10/34-11 |                       |
| 1373    | Флігель | 1897 р. | Хмельницького Богдана вул., 72г                                                                                   |                   | Наказ Головного управління охорони культурної спадщини від 10.06.2011 № 10/34-11 |                       |
| 1374    | Будинок житловий | сер. XIX ст. | Хмельницького Богдана вул., 72                                                                                    |                   | Наказ Головного управління охорони культурної спадщини від 10.06.2011 № 10/34-11 |                       |
| 1375    | Будинок житловий, у якому у 1913—1957 рр. мешкав Маслов С. І., літературознавець і педагог | Кінець XIX ст. | Хмельницького Богдана вул., 84                                                                                    |                   | Наказ Головного управління охорони культурної спадщини від 25.06.2011 № 10/38-11 |                       |
| 1376    | Будинок конторський і торговий (будинок трестів) | 1911—1912; 1927—1928 рр. (відновлення)                                                                            | Хрещатик вул., 6                                                                                                  | № 59              | Рішення виконавчого комітету Київської міськради народних депутатів від 22.11.1982 № 1804 |                       |
| 1377    | Будинок Київського відділення Петербурзького дисконтного та позикового банку | 1914—1916 рр. | Хрещатик вул., 8а                                                                                                 | № 60              | Рішення виконавчого комітету Київської міськради народних депутатів від 22.11.1982 № 1804 |                       |
| 1378    | Будинок Волзько-Камського банку | 1912—1913 рр. | Хрещатик вул., 10а                                                                                                | № 61              | Рішення виконавчого комітету Київської міськради народних депутатів від 22.11.1982 № 1804 |                       |
| 1379    | Будинок прибутковий | 2-га пол. XIX ст.                                                                                                 | Хрещатик вул., 12                                                                                                 |                   | Наказ Управління охорони пам'яток історії, культури та історичного середовища від 07.11.2001 № 153 |                       |
| 1380    | Будинок адміністративний міністерства зв'язку та головпоштамт | 1952 р. | Хрещатик вул., 20-22                                                                                              |                   | Наказ Управління охорони пам'яток історії, культури та історичного середовища від 18.03.1999 № 16 |                       |
| 1381    | Будинок адміністративний телерадоіокомпанії | 1914, 1950 рр. (відбудова)                                                                                        | Хрещатик вул., 26                                                                                                 |                   | Наказ Управління охорони пам'яток історії, культури та історичного середовища від 18.03.1999 № 16 |                       |
| 1382    | Будинок адміністративний міністерства сільського господарства | 1952—1957 рр. | Хрещатик вул., 24                                                                                                 |                   | Наказ Управління охорони пам'яток історії, культури та історичного середовища від 18.03.1999 № 16 |                       |
| 1383    | Будинок адміністративний міністерства культури УРСР | 1956—1958 рр. | Хрещатик вул., 28/2                                                                                               |                   | Наказ Управління охорони пам'яток історії, культури та історичного середовища від 18.03.1999 № 16 |                       |
| 1384    | Будинок міністерства лісового господарства УРСР | 1952—1953 рр. | Хрещатик вул., 30/1                                                                                               | № 166             | Рішення виконавчого комітету Київської міськради народних депутатів від 21.01.1986 № 49 |                       |
| 1385    | Банк російський для зовнішньої торговлі | 1913 р., 1950 р.                                                                                                  | Хрещатик вул., 32                                                                                                 | № 898             | Постанова Ради Міністрів УРСР від 06.09.1979 № 442 |                       |
| 1386    | Будинок адміністративний міністерства вищої, середньої і спеціальної освіти УРСР | 1952—1956 рр. | Хрещатик вул., 34                                                                                                 |                   | Наказ Управління охорони пам'яток історії, культури та історичного середовища від 18.03.1999 № 16 |                       |
| 1387    | Будинок Київської міської Ради народних депутатів | 1952—1957 рр. | Хрещатик вул., 36                                                                                                 | № 167             | Рішення виконавчого комітету Київської міськради народних депутатів від 21.01.1986 № 49 |                       |
| 1388    | Будинок центрального універмагу | 1936—1939 рр.; 1955—1956 рр. (добудова)                                                                           | Хрещатик вул., 38/2                                                                                               | № 168             | Рішення виконавчого комітету Київської міськради народних депутатів від 21.01.1986 № 49 |                       |
| 1389    | Будинок прибутковий, де розміщувався готель «Кане» («Південний»), у якому зупинялися: у 1888—1889 рр. Врубель М., художник, у 1918 р. Скоропадський П., генерал | 1873—1874 рр. | Хрещатик вул., 40/1                                                                                               | № 350             | Наказ Міністерства культури і туризму України від 13.07.2009 № 521/0/16-09 |                       |
| 1390    | Будинок прибутковий | 1889 р.; 1894—1895 рр.                                                                                            | Хрещатик вул., 42                                                                                                 | № 351             | Розпорядження Київської міської державної адміністрації від 15.07.1998 № 1463 |                       |
| 1391    | Будинок прибутковий, у якому наприкінці XIX ст. розміщувався готель «Франкфурт» | 1858, 1884, 1895, 1899—1900 рр. (реконструкція і надбудова)                                                       | Хрещатик вул., 44                                                                                                 | № 352             | Розпорядження Київської міської державної адміністрації від 15.07.1998 № 1463 |                       |
| 1392    | Будинок прибутковий | 1872—1874 рр. | Хрещатик вул., 46                                                                                                 | № 353             | Розпорядження Київської міської державної адміністрації від 15.07.1998 № 1463 |                       |
| 1393    | Будинок прибутковий | 1880 р. | Хрещатик вул., 48                                                                                                 | № 354             | Розпорядження Київської міської державної адміністрації від 15.07.1998 № 1463 |                       |
| 1394    | Будинок прибутковий | 1881 р. | Хрещатик вул., 50                                                                                                 | № 355             | Розпорядження Київської міської державної адміністрації від 15.07.1998 № 1463 |                       |
| 1395    | Будинок прибутковий | 1875—1878 рр. | Хрещатик вул., 52                                                                                                 | № 356             | Розпорядження Київської міської державної адміністрації від 15.07.1998 № 1463 |                       |
| 1396    | Будинок прибутковий, у якому бував К. Г. Паустовський, видатний російський письменник | 1902 р. | Липинського В'ячеслава вул., 2/16                                                                                 |                   | Наказ Управління охорони пам'яток історії, культури та історичного середовища від 07.11.2001 № 153 |                       |
| 1397    | Будинок прибутковий | 1899—1900 рр. | Липинського В'ячеслава вул., 4                                                                                    |                   | Наказ Головного управління охорони культурної спадщини від 25.06.2011 № 10/38-11 |                       |
| 1398    | Будинок прибутковий, у якому розміщувалося Управління Південно-Західної залізниці | 1908 р. | Липинського В'ячеслава вул., 5                                                                                    | № 217             | Рішення виконавчого комітету Київської міськради народних депутатів від 18.11.1986 № 1107 |                       |
| 1399    | Будинок прибутковий | Кінець XIX — початок XX ст.                                                                                       | Липинського В'ячеслава вул., 6                                                                                    |                   | Наказ Головного управління охорони культурної спадщини від 10.06.2011 № 10/34-11 |                       |
| 1400    | Будинок, у якому у 1903 р. розміщувалася нелегальний оргкомітет зі скликання II з"їзду РСДРП | 1900 р. | Липинського В'ячеслава вул., 8                                                                                    |                   | Рішення виконавчого комітету Київської міськради народних депутатів від 30.07.1984 № 693 |                       |
| 1401    | Будинок прибутковий, у якому жив Паустовський К. Г. | 1900—1901 рр. | Липинського В'ячеслава вул., 9                                                                                    | № 218             | Рішення виконавчого комітету Київської міськради народних депутатів від 18.11.1986 № 1107 |                       |
| 1402    | Будинок прибутковий | Початок XX ст.; 1994 р. (капітальний ремонт)                                                                      | Липинського В'ячеслава вул., 11                                                                                   |                   | Наказ Головного управління охорони культурної спадщини від 10.06.2011 № 10/34-11 |                       |
| 1403    | Флігель житловий | 1899 р. | Липинського В'ячеслава вул., 12б                                                                                  |                   | Наказ Управління охорони пам'яток історії, культури та історичного середовища від 20.08.1999 № 61 |                       |
| 1404    | Будинок прибутковий | 1900 р. | Липинського В'ячеслава вул., 12                                                                                   |                   | Наказ Управління охорони пам'яток історії, культури та історичного середовища від 20.08.1999 № 61 |                       |
| 1405    | Будинок, у якому у 1950-х — 1980-х рр. мешкали письменники та поети: Вишня О., Воронько П. М., Дольд-Михайлик Ю. П., Ле І., Нагнибіда М. Л., Олійник С. І., Смілянський С. І. та ін.                                                                                           | 1952 р. | Велика Васильківська вул., 6                                                                                      |                   | Рішення виконавчого комітету Київської міськради народних депутатів від 27.01.1970 № 159 |                       |
| 1406    | Будинок житловий, у якому мешкали: у 1954—1978 рр. Кавалерідзе І. П., скульптор, кінорежисер і драматург; у 1954—1979 рр. Литвиненко В. Г., графік, живописець та письменник                                                                                                   | 1951—1954 рр., дати події: 1954—1978, 1954—1979, 1958—1978 рр.                                                    | Велика Васильківська вул., 12 (12б)                                                                               | № 638-Кв          | Наказ Міністерства культури і туризму України від 15.09.2010 № 706/0/16-10 |                       |
| 1407    | Будинок прибутковий, у якому мешкав кондитер Б. Семадені | 1881—1982 рр., 1949—1953 рр. (надбудова)                                                                          | Велика Васильківська вул., 12                                                                                     | № 637-Кв          | Наказ Міністерства культури і туризму України від 15.09.2010 № 706/0/16-10 |                       |
| 1408    | Будинок прибутковий | 1914 р.; кінець 1940-х рр. (відбудова)                                                                            | Велика Васильківська вул., 14                                                                                     | № 146             | Рішення виконавчого комітету Київської міськради народних депутатів від 21.01.1986 № 49 |                       |
| 1409    | Фонтан «Пелікан» | 1949 р. | Велика Васильківська вул., 14                                                                                     |                   | Наказ Управління охорони пам'яток історії, культури та історичного середовища від 07.11.2001 № 153 |                       |
| 1410    | Будинок житловий | 1951 р. | Велика Васильківська вул., 16                                                                                     | № 170             | Рішення виконавчого комітету Київської міськради народних депутатів від 21.01.1986 № 49 |                       |
| 1411    | Будинок прибутковий з пасажем | 1911 р. | Велика Васильківська вул., 18                                                                                     | № 147             | Рішення виконавчого комітету Київської міськради народних депутатів від 21.01.1986 № 49 |                       |
| 1412    | Будинок прибутковий | 1906—1907 рр. | Чеховський пров., 3                                                                                               |                   | Наказ Головного управління охорони культурної спадщини від 10.06.2011 № 10/34-11 |                       |
| 1413    | Будинок, у якому мешкали: у 1924—84 рр. Проценко А. Ф., музичний діяч, музикант, педагог; з 1918 р. родина Демидових, де збиралися діячі музичної культури; з 1929—35 рр. жив Скоморохов О. О., професор КПІ                                                                   | 1909—1910 рр. (?)                                                                                                 | Чеховський пров., 4                                                                                               |                   | Наказ Головного управління охорони культурної спадщини від 25.06.2011 № 10/38-11 |                       |
| 1414    | Будинок прибутковий | 1909—1910 рр. (?)                                                                                                 | Чеховський пров., 6                                                                                               |                   | Наказ Головного управління охорони культурної спадщини від 10.06.2011 № 10/34-11 |                       |
| 1415    | Будинок, на адресу якого надходили листи для Київської організації РСДРП | 1909—1910 рр. (?)                                                                                                 | Чеховський пров., 8                                                                                               |                   | Рішення виконавчого комітету Київської міськради народних депутатів від 30.07.1984 № 693 |                       |
| 1416    | Будинок прибутковий | 1910-ті рр. | Чеховський пров., 9                                                                                               |                   | Наказ Головного управління охорони культурної спадщини від 10.06.2011 № 10/34-11 |                       |
| 1417    | Будинок прибутковий | 1902 р. | Чеховський пров., 10/23                                                                                           | № 220             | Рішення виконавчого комітету Київської міськради народних депутатів від 18.11.1986 № 1107 |                       |
| 1418    | Будинок прибутковий | 1912 р. (?) | Чеховський пров., 11                                                                                              | № 219             | Рішення виконавчого комітету Київської міськради народних депутатів від 18.11.1986 № 1107 |                       |
| 1419    | Будинок житловий для сімей військовослужбовців | 1927—1928 рр. | Чорновола Вячеслава вул., 26/2                                                                                    |                   | Наказ Головного управління охорони культурної спадщини від 25.06.2011 № 10/38-11 |                       |
| 1420    | Амбулаторія безкоштовної лікарні для чорноробів, де в медичних закладах працювали відомі лікарі й вчені: Афанасьєв Є. І., терапевт, ініціатор заснування лікарні, Сапєжко К., Качковський П., Маковський Г., Буйко П. М., Сигалов Д. Л., Шуринок А. Р. та інші                 | 1899—1901 рр. | Чорновола Вячеслава вул., 28/1                                                                                    |                   | Наказ Головного управління охорони культурної спадщини від 25.06.2011 № 10/38-11 (архітектура), Рішення виконавчого комітету Київської міськради народних депутатів від 30.07.1984 № 693 (історія)                                                                            |                       |
| 1421    | Пам'ятник Пушкіну О. С., російському поету | 1959 р. | Чорновола Вячеслава вул., 37а                                                                                     |                   | Рішення виконавчого комітету Київської міськради народних депутатів від 27.01.1970 № 159 |                       |
| 1422    | Парк «Сирецька роща» | 1952 р. | Парково-Сирецька вул.,                                                                                            |                   | Постанова колегії Держкомприроди УРСР від 26.07.1972 № 22 |                       |
| 1423    | Пам'ятник Леніну В. І. | 1946 р. | Шевченка Тараса бульв.                                                                                            |                   | Наказ Міністерства культури і туризму України від 26.11.2009 № 1047/0/16-09 — зняття з обліку |                       |
| 1424    | Станція метрополітену «Університет» | 1960 р. | Шевченка Тараса бульв.                                                                                            | № 171             | Рішення виконавчого комітету Київської міськради народних депутатів від 21.01.1986 № 49 |                       |
| 1425    | Пам'ятник військовому діячеві Щорсу М. О. | 1954 р. | Шевченка Тараса бульв.                                                                                            | № 260055          | Постанова Кабінету Міністрів України від 03.09.2009 № 928 |                       |
| 1426    | Бульвар Тараса Шевченка (Пірамідальні тополі) | 1840-ві рр. | Шевченка Тараса бульв.                                                                                            |                   | Рішення виконавчого комітету Київської міськради народних депутатів від 20.03.1972 № 363 |                       |
| 1427    | Університетський ботанічний сад ім. академіка Фоміна О. В. | 1839—1841 р. | Шевченка Тараса бульв.                                                                                            | № 4/0             | Постанова Ради Міністрів УРСР від 29.01.1960 № 105 |                       |
| 1428    | Пам'ятне місце битви червоноармійців з Центральною Радою | | Шевченка Тараса бульв.                                                                                            |                   | Рішення виконавчого комітету Київської міськради народних депутатів від 27.01.1970 № 159 |                       |
| 1429    | Будинок житловий | 1886 р. | Шевченка Тараса бульв. 1-а                                                                                        |                   | Наказ Управління охорони пам'яток історії, культури та історичного середовища від 07.11.2001 № 153 |                       |
| 1430    | Будинок, у якому у 1912—1914 рр. жив Смирнов-Ласточкін І. Ф., революціонер | Кінець XIX — початок XX ст.                                                                                       | Шевченка Тараса бульв. 3                                                                                          |                   | Рішення виконавчого комітету Київської міськради народних депутатів від 27.01.1970 № 159 |                       |
| 1431    | Будинок прибутковий | 1899—1901 рр. | Шевченка Тараса бульв. 4                                                                                          | № 64              | Рішення виконавчого комітету Київської міськради народних депутатів від 22.11.1982 № 1804 |                       |
| 1432    | Будинок прибутковий, у якому у 1901 р. відбувалися зустрічі членів Київського комітету РСДРП | 1909—1911 рр.; 1947—1953 рр. (відбудова)                                                                          | Шевченка Тараса бульв. 5                                                                                          | № 357             | Розпорядження Київської міської державної адміністрації від 15.07.1998 № 1463 архітектура, Рішення виконавчого комітету Київської міськради народних депутатів від 30.07.1984 № 693 історія                                                                                   |                       |
| 1433    | Готель «Палас», у якому у квітні-червні 1919 р. розташовувався Всеукраїнський комітет охорони пам'яток мистецтв та старовини (ВУКОПМІС) | 1910—1912 рр.; 1946—1953 рр. (відновлення)                                                                        | Шевченка Тараса бульв. 7/29                                                                                       | № 358             | Розпорядження Київської міської державної адміністрації від 15.07.1998 № 1463 |                       |
| 1434    | Особняк родини Шпаковських, у якому на початку XX ст. містилася контора Н. А. Терещенка, у 1917—1918 рр. — Генеральний секретаріат УНР (фасадна стіна) | 1845 р., 1990-ті рр. (реконструкція)                                                                              | Шевченка Тараса бульв. 8/26                                                                                       |                   | Наказ Головного управління охорони культурної спадщини від 25.06.2011 № 10/38-11 |                       |
| 1435    | Особняк Демидова, кн. Сан-Донато (Державний музей Т. Г. Шевченка) | 1836—1842; 1842—1863; 1864—1874; 1875 рр.; 1986 р. (реставрація)                                                  | Шевченка Тараса бульв. 12                                                                                         | № 885             | Постанова Ради Міністрів УРСР від 06.09.1979 № 442 |                       |
| 1436    | Будинок 1-ї чоловічої гімназії, у якій у різні роки навчались Драгоманов М. В., Булгаков М. О., Паустовський К. Г., письменники та ін.; жив та працював Пирогов М. Г., хірург; розміщувалися ген. секретаріат освіти, міністерство народної освіти УНР                         | 1844—1850 рр. | Шевченка Тараса бульв. 14                                                                                         | № 35              | Рішення виконавчого комітету Київської міськради народних депутатів від 27.01.1970 № 159 (історія), Постанова Ради Міністрів УРСР від 24.08.1963 № 970 (архітектура) |                       |
| 1437    | Будинок університетської клініки, у якому у 1912—13 рр. перебував Коцюбинський М. М., письменник | 1873—1888 рр. (споруда)                                                                                           | Шевченка Тараса бульв. 17                                                                                         |                   | Рішення виконавчого комітету Київської міськради народних депутатів від 27.01.1970 № 159 |                       |
| 1438    | Будинок 2-ї чоловічої гімназії, у якій викладали відомі вчені | 1856 р.; 1958—1961 рр. (надбудова)                                                                                | Шевченка Тараса бульв. 18                                                                                         | № 149             | Рішення виконавчого комітету Київської міськради народних депутатів від 21.01.1986 № 49 |                       |
| 1439    | Собор Володимирський | 1862—1886 рр. | Шевченка Тараса бульв. 20                                                                                         | № 36              | Постанова Ради Міністрів УРСР від 24.08.1963 № 970 |                       |
| 1440    | Інститут комерційний, де відбулось об'єднане засідання Київської ради робітничих депутатів, у якому працювали в 1932—1944 рр. Б. Горбунов, в 1931—1958 рр. М. Корнаухов | 1870-ті; 1911—1912; 1914—1915 рр.; 1918 р.;                                                                       | Шевченка Тараса бульв. 22-24/9                                                                                    | № 65              | Рішення виконавчого комітету Київської міськради народних депутатів від 22.11.1982 № 1804, Рішення виконавчого комітету Київської міськради народних депутатів від 27.01.1970 № 159                                                                                           |                       |
| 1441    | Будинок прибутковий, у якому розміщувалась приватна жіноча гімназія М. В. Клуссінш | 1908 р. | Шевченка Тараса бульв. 23                                                                                         | № 222/0           | Рішення виконавчого комітету Київської міськради народних депутатів від 18.11.1986 № 1107 |                       |
| 1442    | Казарми виправних арештантських рот, у якому у 1918 р. містилася Експедиція заготовок державних паперів, де друкувалися українські гроші | 1845—49 рр. | Шевченка Тараса бульв. 27                                                                                         |                   | Наказ Головного управління охорони культурної спадщини від 25.06.2011 № 10/38-11 |                       |
| 1443    | Виробничий корпус Київського виправного арештантського відділення | 1906 р. | Шевченка Тараса бульв. 27-а                                                                                       |                   | Наказ Головного управління охорони культурної спадщини від 25.06.2011 № 10/38-11 |                       |
| 1444    | Будинок прибутковий | 1875—1876 рр. | Шевченка Тараса бульв. 29                                                                                         |                   | Наказ Головного управління охорони культурної спадщини від 10.06.2011 № 10/34-11 |                       |
| 1445    | Будинок прибутковий | 1903 р. | Шевченка Тараса бульв. 31                                                                                         | № 244             | Рішення виконавчого комітету Київської міськради народних депутатів від 18.11.1986 № 1107 |                       |
|         | Садиба міська: Шевченка бульв., 34 | | |                   | |                       |
| 1446    | Особняк | 1874—1875 рр. | Шевченка Тараса бульв. 34/11                                                                                      | № 110             | Рішення виконавчого комітету Київської міськради народних депутатів від 21.01.1986 № 49 |                       |
| 1447    | Флігель | 1874 р. | Шевченка Тараса бульв. 34/11                                                                                      |                   | Наказ Управління охорони пам'яток історії, культури та історичного середовища від 02.04.1998 № 15 |                       |
| 1448    | Будинок прибутковий | 1873 р. | Шевченка Тараса бульв. 36 (36/14, 36а, 36 літ. А — тех. адреса)                                                   | № 111             | Рішення виконавчого комітету Київської міськради народних депутатів від 21.01.1986 № 49 |                       |
| 1449    | Флігель | Кінець XIX ст. | Шевченка Тараса бульв. 46-в                                                                                       |                   | Наказ Головного управління охорони культурної спадщини від 10.06.2011 № 10/34-11 |                       |
| 1450    | Будинок прибутковий | Кінець XIX ст. | Шевченка Тараса бульв. 46                                                                                         |                   | Наказ Головного управління охорони культурної спадщини від 10.06.2011 № 10/34-11 |                       |
| 1451    | Будинок прибутковий | 1898—-99 рр. | Шевченка Тараса бульв. 48-а                                                                                       | № 112             | Рішення виконавчого комітету Київської міськради народних депутатів від 21.01.1986 № 49 |                       |
| 1452    | Будинок житловий заводу «Ленінська кузня» | 1936—1937 рр. | Шевченка Тараса бульв. 58                                                                                         | № 225             | Рішення виконавчого комітету Київської міськради народних депутатів від 18.11.1986 № 1107 |                       |
| 1453    | Будинок прибутковий | 1876 р. | Шевченка Тараса бульв. 58-а                                                                                       |                   | Наказ Головного управління охорони культурної спадщини від 10.06.2011 № 10/34-11 |                       |
|         | Садиба міська: Шевченка провул. 7 — Малопідвальна 1 | XIX — початок XX ст.                                                                                              | Шевченка Тараса пров. 1                                                                                           |                   | |                       |
| 1454    | Будинок прибутковий | 1898 р. | Шевченка Тараса пров. 4                                                                                           | № 243             | Рішення виконавчого комітету Київської міськради народних депутатів від 18.11.1986 № 1107 |                       |
| 1455    | Будинок прибутковий | 1900—1901 рр. | Шевченка Тараса пров. 7/1                                                                                         |                   | Наказ Управління охорони пам'яток історії, культури та історичного середовища від 02.04.1998 № 15 |                       |
| 1456    | Флігель | Межа XIX—XX ст.                                                                                                   | Шевченка Тараса пров. 7                                                                                           |                   | Наказ Управління охорони пам'яток історії, культури та історичного середовища від 02.04.1998 № 15 |                       |
| 1457    | Пам'ятник Шевченку Т. Г., українському поету | 1946 р. | Шевченка Тараса пров. 8                                                                                           |                   | Рішення виконавчого комітету Київської міськради народних депутатів від 27.01.1970 № 159 |                       |
| 1458    | Будинок-музей літературно-меморіальний, у якому у 1846 р. мешкав Т. Г. Шевченко, поет, класик української літератури; проживали: Афанасьєф-Чужбинський О. С., письменник, історик, фольклорист; Сажин М. М., російський художник                                               | 1820 р. (спорудження); 1969—1974 рр. (реконструкція)                                                              | Шевченка Тараса пров. 8-а                                                                                         | № 260054/0        | Постанова Кабінету Міністрів України від 03.09.2009 № 928 |                       |
| 1459    | Будинок прибутковий | 1899 р. | Шевченка Тараса пров. 13/21                                                                                       |                   | Наказ Управління охорони пам'яток історії, культури та історичного середовища від 26.10.2001 № 143 |                       |
| 1460    | Фонтан «Чорне море» | 1890-ті рр. | Шевченківський парк                                                                                               |                   | Наказ Управління охорони пам'яток історії, культури та історичного середовища від 07.11.2001 № 153 |                       |
| 1461    | Особняк | Початок XX ст. | Шмідта Отто вул., 33                                                                                              |                   | Наказ Головного управління охорони культурної спадщини від 25.06.2011 № 10/38-11 |                       |
| 1462    | Пам'ятний знак на честь футболістів клубу «Динамо», учасників «Матчу смерті» під час Великої Вітчизняної війни | 1981 р. | Шолуденка вул., 28/3                                                                                              |                   | Рішення виконавчого комітету Київської міськради народних депутатів від 30.07.1984 № 693 |                       |
| 1463    | Головний вхід | 1930-ті рр. | Шолуденка вул., 28/4                                                                                              |                   | Наказ Управління охорони пам'яток історії, культури та історичного середовища від 26.10.2001 № 143 |                       |
| 1464    | Головне спортивне ядро | 1930-ті рр. | Шолуденка вул., 28/4                                                                                              |                   | Наказ Управління охорони пам'яток історії, культури та історичного середовища від 26.10.2001 № 143 |                       |
| 1465    | Культурний шар городища | IX—XIII ст. | Щекавицька гора                                                                                                   | № 260058          | Постанова Кабінету Міністрів України від 03.09.2009 № 928 |                       |
| 1466    | Пам'ятник на честь чехословацьких воїнів бригади Людвіка Свободи, які у листопаді 1943 р. брали участь у визволенні Києва в роки Великої Вітчизняної війни (жовтень-листопад 1943 р.)                                                                                          | 1970 р. | Данила Щербаківського вул.                                                                                        |                   | Рішення виконавчого комітету Київської міськради народних депутатів від 27.01.1970 № 159 |                       |
| 1467    | Пам'ятник морякам-північноморцям (обеліск), що загинули під час Великої Вітчизняної війни | 1941—1945 рр.; встановлено у 1970 р.                                                                              | Данила Щербаківського вул., 61/2                                                                                  |                   | Рішення виконавчого комітету Київської міськради народних депутатів від 30.07.1984 № 693 |                       |
|         | Садиба міська: Ярославів Вал, 1 — Лисенка, 2 | | |                   | |                       |
| 1468    | Будинок прибутковий | 1896—1898 рр. | Ярославів Вал вул., 1                                                                                             | № 152/0           | Рішення виконавчого комітету Київської міськради народних депутатів від 21.01.1986 № 49 |                       |
|         | Садиба міська: Ярославів Вал, 3 | XIX — початок XX ст.                                                                                              | Ярославів Вал вул., 3                                                                                             |                   | Наказ Головного управління охорони культурної спадщини від 10.06.2011 № 10/34-11 |                       |
| 1469    | Флігель | XIX ст.; 2004—2005 р. (реконструкція)                                                                             | Ярославів Вал вул., 3а                                                                                            |                   | Наказ Головного управління охорони культурної спадщини від 10.06.2011 № 10/34-11 |                       |
| 1470    | Особняк | 1858; 1878—1879 (реконструкція); 1885—1891 (прибудова); 1950-ті; 1980-ті рр.                                      | Ярославів Вал вул., 3                                                                                             | № 66              | Рішення виконавчого комітету Київської міськради народних депутатів від 22.11.1982 № 1804 |                       |
| 1471    | Будинок прибутковий з водолікарнею лікаря Гарлинського Й.-Б. М. | 1907 р.; 1940 р.                                                                                                  | Ярославів Вал вул., 4                                                                                             | № 153             | Рішення виконавчого комітету Київської міськради народних депутатів від 21.01.1986 № 49 |                       |
| 1472    | Особняк, у якому у 1899—1910 рр. жили вчені-терапевти: В. П. Образцов, М. Д. Стражеско | 1859 р., 1879 рр. (прибудова)                                                                                     | Ярославів Вал вул., 5                                                                                             | № 359             | Розпорядження Київської міської державної адміністрації від 15.07.1998 № 1463 |                       |
| 1473    | Будинок прибутковий | 1880-ті рр. | Ярославів Вал вул., 6                                                                                             |                   | Наказ Головного управління охорони культурної спадщини від 10.06.2011 № 10/34-11 |                       |
| 1474    | Кенаса караїмська | 1900 р. | Ярославів Вал вул., 7                                                                                             | № 67              | Рішення виконавчого комітету Київської міськради народних депутатів від 22.11.1982 № 1804 |                       |
| 1475    | Будинок прибутковий, у якому у 1906 р. мешкав Паустовський К. Г., письменник | 1899 р. | Ярославів Вал вул., 9                                                                                             |                   | Наказ Головного управління охорони культурної спадщини від 25.06.2011 № 10/38-11 |                       |
| 1476    | Будинок прибутковий | 1899—1900 рр., 1946—1952 рр. (надбудова)                                                                          | Ярославів Вал вул., 11                                                                                            |                   | Наказ Головного управління охорони культурної спадщини від 10.06.2011 № 10/34-11 |                       |
| 1477.   | Будинок, у якому у 1903—1928 рр. мешкав та працював Яновський Ф. Г., академік, фундатор української терапевтичної школи | 1910-ті рр. 1951 р. (надбудова)                                                                                   | Ярославів Вал вул., 13б                                                                                           |                   | Рішення виконавчого комітету Київської міськради народних депутатів від 30.07.1984 № 693, Рішення виконавчого комітету Київської міськради народних депутатів від 21.08.1975 № 840                                                                                            |                       |
| 1478    | Будинок прибутковий | 1910-ті рр. 1940 р. (надбудова)                                                                                   | Ярославів Вал вул., 13а/13/2 (літ. Е)                                                                             |                   | Наказ Головного управління охорони культурної спадщини від 25.06.2011 № 10/38-11 |                       |
|         | Садиба міська: Ярославів Вал, 14 | | |                   | |                       |
| 1479    | Будинок, де у 1941—1943 рр. була явочна квартира комсомольсько-молодіжної організації під керівництвом Талька В. Д. | 1910—1911 рр. | Ярославів Вал вул., 14д                                                                                           |                   | Рішення виконавчого комітету Київської міськради народних депутатів від 30.07.1984 № 693 |                       |
| 1480    | Будинок прибутковий | 1910—1911 рр. | Ярославів Вал вул., 14а                                                                                           | № 154             | Рішення виконавчого комітету Київської міськради народних депутатів від 21.01.1986 № 49 |                       |
| 1481    | Будинок прибутковий | 1908—1911 рр. | Ярославів Вал вул., 14б                                                                                           | № 155             | Рішення виконавчого комітету Київської міськради народних депутатів від 21.01.1986 № 49 |                       |
| 1482    | Будинок прибутковий (флігель) | 1908—1909 рр. | Ярославів Вал вул., 14в                                                                                           |                   | Наказ головного управління охорони культурної спадщини від 23.06.2006 № 36 |                       |
| 1483    | Будинок прибутковий (флігель) | 1908—1911 рр. | Ярославів Вал вул., 14г                                                                                           |                   | Наказ головного управління охорони культурної спадщини від 23.06.2006 № 36 |                       |
| 1484    | Будинок, у якому у 1972—1982 рр. мешкав та працював В. М. Глушков, математик, академік | 1972 р. | Ярославів Вал вул., 15а                                                                                           |                   | Рішення виконавчого комітету Київської міськради народних депутатів від 17.11.1987 № 1112 |                       |
| 1485    | Флігель, у якому у 1889—1912 рр. мешкав І. Сікорський, авіаконструктор | Кінець XIX ст. | Ярославів Вал вул., 15б                                                                                           |                   | Розпорядження Київської міської державної адміністрації від 11.03.1998 № 520 | Стан аварійний        |
|         | Садиба міська: Ярославів Вал, 16 | | |                   | |                       |
| 1486    | Будинок прибутковий | 1897—1898 рр. | Ярославів Вал вул., 16а                                                                                           | № 156             | Рішення виконавчого комітету Київської міськради народних депутатів від 21.01.1986 № 49 |                       |
| 1487    | Флігель | 1897—1898 рр. | Ярославів Вал вул., 16б                                                                                           |                   | Наказ Головного управління охорони культурної спадщини від 10.06.2011 № 10/34-11 |                       |
| 1488    | Флігель | 1910-ті рр. | Ярославів Вал вул., 17б                                                                                           |                   | Наказ Головного управління охорони культурної спадщини від 25.06.2011 № 10/38-11 |                       |
| 1489    | Будинок прибутковий | 1890-ті, 1950-ті рр. (надбудова)                                                                                  | Ярославів Вал вул., 17а                                                                                           |                   | Наказ Головного управління охорони культурної спадщини від 10.06.2011 № 10/34-11 |                       |
| 1490    | Будинок, у якому у 1944—1945 рр. містився Український штаб партизанського руху | Початок XX ст. | Ярославів Вал вул., 18                                                                                            |                   | Рішення виконавчого комітету Київської міськради народних депутатів від 04.08.1980 № 1102 |                       |
| 1491    | Будинок житловий, у якому мешкала Грінченко М., письменниця | 1930-ті рр. | Ярославів Вал вул., 19/31                                                                                         |                   | Наказ Головного управління охорони культурної спадщини від 25.06.2011 № 10/38-11 |                       |
| 1492    | Будинок в якому у 1906—1911 рр. жив Ніколаєв В. М., архітектор, директор Київського художнього інституту | 1905—1906 рр. | Ярославів Вал вул., 21а/20                                                                                        |                   | Наказ Головного управління охорони культурної спадщини від 10.06.2011 № 10/34-11 |                       |
| 1493    | Будинок, у якому у 1906—1914 рр. містилася гімназії Науменка В. П., де вчилися у 1910-ті рр. Рильський М. Т., поет, Алексєєв М. П., літературознавець; викладали відомі педагоги та науковці: Полонська-Василенко Н. Д., Гіляров С. О.,Сушицький Ф. П., Трабща С. Б.           | 1899—1900 рр. | Ярославів Вал вул., 25                                                                                            |                   | Рішення виконавчого комітету Київської міськради народних депутатів від 30.07.1984 № 693 |                       |
| 1494    | Будинок прибутковий | Кінець XIX ст. | Ярославів Вал вул., 26а                                                                                           |                   | Наказ Головного управління охорони культурної спадщини від 10.06.2011 № 10/34-11 |                       |
| 1495    | Флігель | Початок XX ст. | Ярославів Вал вул., 26б                                                                                           |                   | Наказ Головного управління охорони культурної спадщини від 10.06.2011 № 10/34-11 |                       |
| 1496    | Будинок житловий з хлібною лавкою | 1862 р. | Ярославів Вал вул., 27                                                                                            | № 337             | Розпорядження Київської міської державної адміністрації від 11.03.1998 № 520 |                       |
| 1497    | Будинок прибутковий | 1906—1916 рр. | Ярославів Вал вул., 28/31                                                                                         |                   | Наказ Головного управління охорони культурної спадщини від 10.06.2011 № 10/34-11 |                       |
|         | Садиба міська: Ярославів Вал, 29 | | |                   | |                       |
| 1498    | Флігель | 1898 р. | Ярославів Вал вул., 29б                                                                                           |                   | Наказ Головного управління охорони культурної спадщини від 10.06.2011 № 10/34-11 |                       |
| 1499    | Будинок прибутковий | 1869 р., 1898 р. (надбудова), 2000-ні рр.                                                                         | Ярославів Вал вул., 29 (29а)                                                                                      |                   | Наказ Головного управління охорони культурної спадщини від 10.06.2011 № 10/34-11 |                       |
| 1500    | Флігель | 1898 р. | Ярославів Вал вул., 29г                                                                                           |                   | Наказ Головного управління охорони культурної спадщини від 10.06.11 № 10/34-11 |                       |
| 1501    | Флігель | 1898 р. | Ярославів Вал вул., 29в                                                                                           |                   | Наказ Головного управління охорони культурної спадщини від 10.06.2011 № 10/34-11 |                       |
| 1502    | Будинок прибутковий | 1874—1875 рр., 1900-ті рр. (надбудова і прибудова)                                                                | Ярославів Вал вул., 30/18                                                                                         |                   | Наказ Головного управління охорони культурної спадщини від 10.06.2011 № 10/34-11 |                       |
| 1503    | Будинок, у якому у 1907 р. мешкали Леся Українка, поетеса, та Квітка К. В., музикознавець, етнограф; у 1911—1914 рр. Стешенко І. М.,педагог, громадський і політичний діяч;у 1910—1911 рр. Барановський Х. А., громадський і політичний діяч, лідер кооперативного             | 1882 р., 1906 р. (надбудова)                                                                                      | Ярославів Вал вул., 32а                                                                                           |                   | Рішення виконавчого комітету Київської міськради народних депутатів від 27.01.1970 № 159 |                       |
| 1504    | Будинок прибутковий | Кінець XIX — початок XX ст.                                                                                       | Ярославів Вал вул., 33 (а, б, в)                                                                                  |                   | Наказ Головного управління охорони культурної спадщини від 10.06.2011 № 10/34-11 |                       |
| 1505    | Будинок прибутковий | Кінець XIX ст. | Ярославів Вал вул., 35                                                                                            |                   | Наказ Головного управління охорони культурної спадщини від 10.06.2011 № 10/34-11 |                       |
| 1506    | Будинок прибутковий, де у 1907—1921 рр. містилось Українське наукове товариство; у 1917—1918 рр. мешкав Лотоцький О. Г., громадський та політичний діяч; у 1918 р. проходили установчі збори УАН                                                                               | 1887, 1898 рр. | Ярославів Вал вул., 36                                                                                            |                   | Наказ Управління охорони пам'яток історії, культури та історичного середовища від 02.04.1998 № 15 (архітектури), Наказ Головного управління охорони культурної спадщини від 25.06.2011 № 10/38-11 (історії)                                                                   |                       |
| 1507    | Будинок прибутковий | 1899 р., 1923—1924 рр. (перебудова)                                                                               | Ярославів Вал вул., 37/1                                                                                          |                   | Наказ Головного управління охорони культурної спадщини від 10.06.2011 № 10/34-11 |                       |
| 1508    | Будинок прибутковий | 1887 р., 1898 рр.                                                                                                 | Ярославів Вал вул., 38                                                                                            |                   | Наказ Управління охорони пам'яток історії, культури та історичного середовища від 02.04.1998 № 15 |                       |
| 1509    | Будинок економічної школи, де у 1937—1941 рр. містилась тринадцята артилерійська спецшкола | 1905—1907 рр. | Ярославів Вал вул., 40                                                                                            | № 113             | Рішення виконавчого комітету Київської міськради народних депутатів від 17.11.1987 № 1112, Рішення виконавчого комітету Київської міськради народних депутатів від 21.01.1986 № 49                                                                                            |                       |
| 1510    | Фундаменти церкви св. Ірини | XI ст. | Ірининська вул.                                                                                                   | № 260024          | Постанова Кабінету Міністрів України від 03.09.2009 № 928 |                       |
| 1511    | Фундаменти палацу | XI ст. | Ірининська вул.,                                                                                                  | № 260023/0        | Постанова Кабінету Міністрів України від 03.09.2009 № 928 |                       |
| 1512    | Печі для випалу вапна | XI ст. | Ірининська вул., 5-6                                                                                              |                   | Рішення виконавчого комітету Київської міськради народних депутатів від 17.11.1987 № 1112 |                       |
| 1513    | Будинок меморіальний Т. Г. Шевченка | Невідома | Ірининська вул., 10                                                                                               |                   | Рішення виконавчого комітету Київської міськради народних депутатів від 27.01.70 № 159 |                       |
| 1514    | Історичний ландшафт Київських гір і долини р. Дніпра | III—II тис. до н. е. — XI—XIX ст.                                                                                 | Залізничне шосе, Грушевського, Кирилівська, О. Теліги, Печерський, Дніпровський, Шевченківський, Подільський р-ни | № 560-Кв          | Наказ Міністерства культури і туризму України від 03.02.2010 № 58/0/16-10 |                       |
| 1515    | Пам'ятник Чкалову В. П. | | Гончара Олеся вул.                                                                                                |                   | Наказ Головного управління охорони культурної спадщини від 03.06.2010 № 10/28-10 |                       |